# Autisme en France

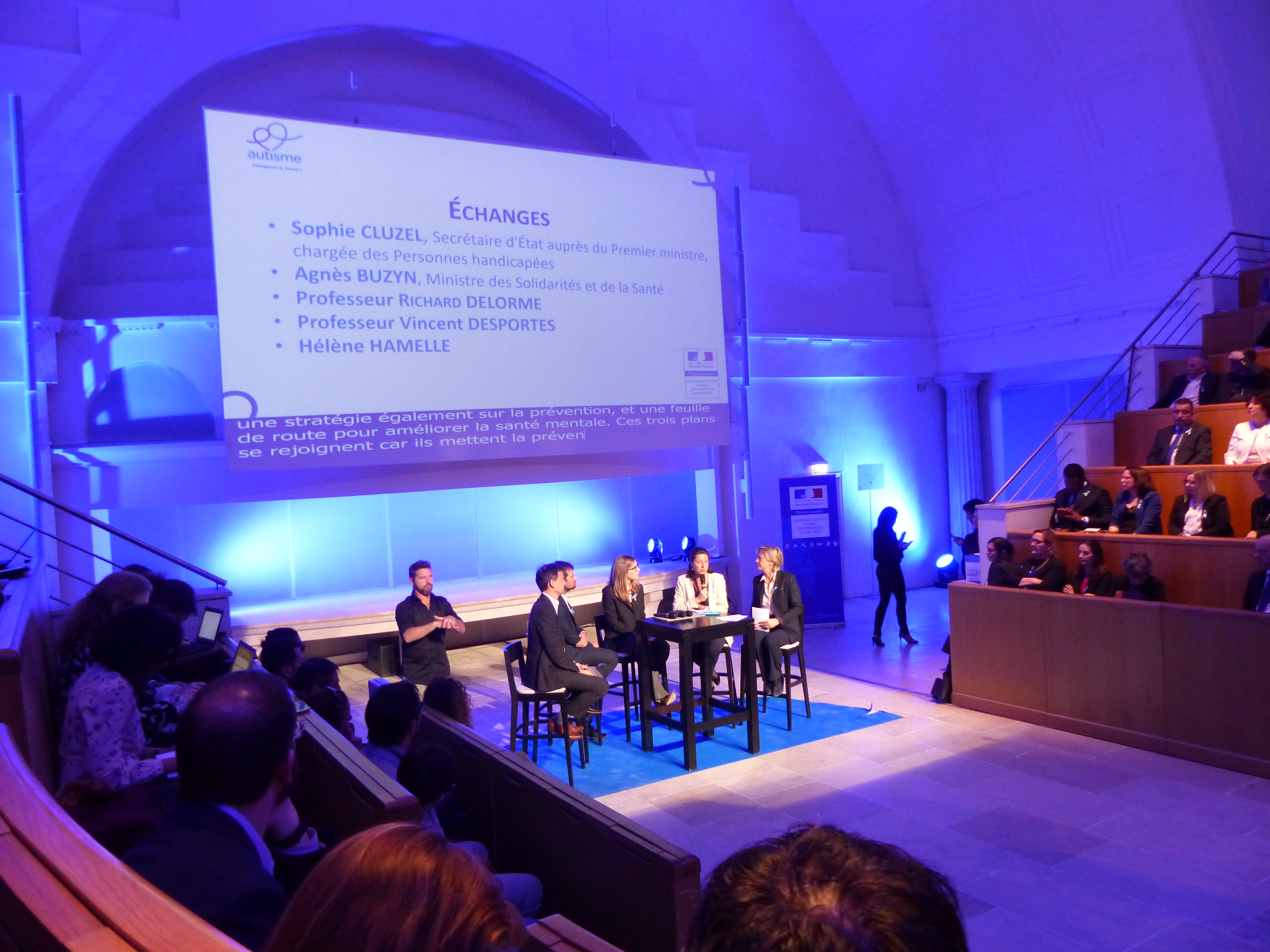
Lancement de la stratégie autisme en 2018.

Vous lisez un « article de qualité » labellisé en 2017.
Pour un article plus général, voir Autisme.
Ne doit pas être confondu avec Autisme France.
L'autisme en France est marqué par un historique témoignant d'une forte influence de la psychanalyse, et par la pérennité de pratiques d'institutionnalisation violant les droits fondamentaux des personnes autistes. D'après les estimations de fin 2016, 0,7 à 1 % de la population française a un trouble du spectre de l'autisme, pour la plupart non-diagnostiqué, entraînant des degrés variables de handicap.
Avant les premières actions d'intervention et de définition médicale, les personnes autistes — souvent assimilées à des idiots ou, à l'image de Victor de l'Aveyron, des « enfants sauvages » — sont vraisemblablement très marginalisées et victimes de graves violences. Ces premières actions sont mises en place dans les années 1950, notamment par le Pr Roger Misès qui crée les hôpitaux de jour et conçoit la classification française des troubles mentaux de l'enfant et de l'adolescent (CFTMEA). L'autisme est popularisé par La Forteresse vide de Bruno Bettelheim, et les conférences qu'il donne en France dans les années 1970. Les premières mesures d'État dans ce domaine sont conduites dans les années 1990, par Simone Veil. Au début du XXIe siècle, l'approche psychiatrique française — qui assimile l'autisme à une maladie mentale d'origine psychique causée par une mauvaise relation parentale, et préconise un placement en institution spécialisée — est remise en cause par des associations de parents qui saisissent le conseil de l'Europe, en raison de l'exclusion sociale qu'elle entraîne chez ces personnes, et de la culpabilisation des parents par le corps médical. Cela conduit au rattachement de l'autisme au domaine du handicap, ainsi qu'à la mise en place de nouvelles mesures, via quatre « Plans Autisme » dans les années 2000 et 2010. Ils permettent la création d'un Centre Ressources Autisme par région française. L'ancienne classification de l'autisme comme psychose est progressivement abandonnée pour un rapprochement avec la notion de trouble du spectre de l'autisme (TSA), présente dans les classifications internationales, qui prend en compte l'apport des neurosciences et l'évolution des individus dans la société. Les Plans Autisme préconisent d'augmenter le taux de scolarisation des enfants, ainsi que l'emploi des adultes. L'ONU, via un rapport publié en mars 2019, demande cependant à la France d'engager une véritable politique de désinstitutionnalisation.
L'équipe du CHRU de Tours fut pionnière dans l'étude de l'autisme, en particulier grâce aux travaux de Gilbert Lelord, et plus récemment de Catherine Barthélémy. Thomas Bourgeron et Laurent Mottron, exerçant au Québec, comptent aussi parmi les chercheurs français internationalement reconnus pour leurs travaux. Des parents d'enfants autistes ont pris la parole dans le cadre de débats publics ou via des autobiographies, entre autres Olivia Cattan, Danièle Langloys et Francis Perrin. Des personnes autistes, notamment Josef Schovanec, l'ont fait plus récemment, en soutenant la neurodiversité face au modèle médical. Parmi les associations agissant historiquement en ce domaine figurent Autisme France, Sésame Autisme, et l'ARAPI.
La prise en compte de l'autisme en France est source de nombreuses tensions, en particulier sur la question de l'intervention, qui oppose les partisans d'une approche comportementale, représentés par des associations de parents et certains scientifiques cognitivistes, à ceux qui utilisent un référentiel psychanalytique, et au mouvement pour les droits des personnes autistes. Des pratiques spécifiquement françaises, telles que l'utilisation fréquente du mot « autiste » comme insulte et la sur-médication en neuroleptiques, sont source d'exclusion et de souffrance pour les personnes concernées, touchées par de nombreuses difficultés d'ordre social telles que la déscolarisation et le chômage. Les travaux récents préconisent de s'appuyer sur les centres d'intérêt spécifiques des personnes autistes afin de favoriser une société inclusive.

## Descriptifs et statistiques
Selon la sociologue Lise Demailly, l'autisme en France représente un espace social où les débats passionnés et les violences symboliques sont le premier fait observé, avec des « conflits idéologiques, épistémologiques, éthiques, économiques et pratiques » qui entraînent des affaires judiciaires à dimension internationale. Elle note que « dans cet environnement polémique, chacun, y compris le chercheur, est confronté à une police linguistique ». Le champ de l'autisme en France présente des caractéristiques propres, de par notamment l'hétérogénéïté des approches, des représentations et des prises de position, ainsi que l'importance de la psychanalyse, elle remarque toutefois que l'espace québécois qui n'est pas concerné par la psychanalyse fait également face à la dénonciation par les parents de l'insuffisance des offres de services, et que tous les groupes sociaux ne se positionnent pas dans l’opposition binaire cognitivo-comportementalisme/psychanalyse. Les « discours scientifiques » sur l'autisme sont désormais internationalisés, les neurobiologistes et généticiens « assurent aujourd’hui l’essentiel de la production légitime, le plus souvent en anglais. ». Si les psychiatres et psychiatres-psychanalystes français sont contestés et attaqués, perdant en légitimité auprès de l'administration publique, « ils continuent néanmoins à déployer une production intellectuelle importante en terme éditorial, mais pas dans les revues "scientifiques" ». Demailly précise qu'« un travail de relevé systématique dans les banques de données scientifiques et médicales montre » qu'il n'existe d'ailleurs pas de définition scientifique unique de l'autisme ni de connaissance de son étiologie, la médecine fondée sur les preuves n'ayant trouvé ni marqueur biologique ni théorie unifiée bien qu'il « semble y avoir un apparent consensus sur la description globale des symptômes » autour de la triade, avec néanmoins des tensions épistémologiques. La représentation par des personnes autistes elles-mêmes reste faible en France, avec une arrivée tardive du mouvement de la neurodiversité.

### Descriptifs
En France, le site officiel du Ministère des Solidarités et de la Santé consacré à l'autisme le décrit comme un « trouble neuro-développemental précoce qui dure toute la vie », caractérisé par trois facteurs : la génétique, le développement cérébral et le comportement, se manifestant « par des troubles de la communication, des intérêts ou activités obsessionnels, des comportements à caractère répétitif, ainsi qu’une forte résistance au changement ». S'y ajoutent des hyper ou hypo-sensibilités sensorielles, d'intensité variable. De nombreux troubles associés touchent les personnes autistes, dont l'épilepsie, l'hyperactivité et les troubles de l'alimentation et du sommeil. Le site ministériel souligne l'abandon progressif des sous-catégories de formes d'autisme, et retient la notion dimensionnelle de « Trouble du spectre de l'autisme » (TSA) qui prend en compte l'évolution des individus dans la société.
D'après le directeur de recherches au CNRS Franck Ramus — qui reprend les critères internationaux de la triade autistique (2014) — : « les personnes autistes se distinguent par le fait qu'elles sont éloignées de la norme dans trois domaines : les interactions sociales, la communication et leurs intérêts et activités préférés. Ces différences entraînent des difficultés d'adaptation à la vie familiale et en société et des souffrances à la fois chez ces personnes et chez leur entourage ».
Le psychiatre cognitiviste Laurent Mottron constate (2016) que « dans l’ensemble, les autistes présentent une adaptation très mauvaise à notre société, mais qu’une minorité, peut-être le dixième d’entre eux, est parfaitement verbale, relativement autonome et épanouie à l’âge adulte. Cette minorité est composée d’individus qui étaient aussi autistes [qui avaient autant de symptômes] à l’âge préscolaire que d’autres ayant moins bien évolué ». Une proportion équivalente de personnes autistes quitte les critères diagnostiques de l'autisme avec le temps, d'autres restent non-verbales, certaines peuvent présenter des comportements difficiles à gérer.

### Causes
Les caractéristiques psychologiques des parents ne sont en aucun cas la cause de l'autisme de leur enfant, ni le gluten, les vaccins ou le mercure. Sur le site de l'Inserm, l'origine de l'autisme est décrite comme « multifactorielle, largement génétique », l'implication génétique étant démontrée. Une équipe internationale dont fait partie le chercheur français Thomas Bourgeron a mis la première mutation monogénique en évidence. D'autres mutations perturbant la communication entre neurones ont été révélées par des travaux internationaux.
Selon le journaliste scientifique Gerald Messadié, l'influence de la psychanalyse entretient une vision erronée de l'autisme comme ayant des causes uniquement psychiques. Pour le psychiatre et neurologue Gilbert Lelord, les praticiens qui soutenaient que « tout est dans l'esprit » disposaient d'un argument puissant car « cet écho de race supérieure », lié à l'eugénisme nazi, expliquait la difficulté à accepter l'approche génétique. Laurent Mottron ajoute qu'en France, « l’appellation « psychose infantile » est associée, dans les dossiers de patients, à une explication psychodynamique de l’autisme ». Les pédopsychiatres-psychanalystes Bernard Golse et Roger Misès défendent l'existence d'un « processus autistisant » (en 2012 et 2008), de même que Pierre Delion (en 2001), le psychanalyste freudo-lacanien Charles Melman (en 2013, en s'appuyant sur les travaux de Françoise Dolto) et la psychanalyste Marie-Christine Laznik (en 2013 et 2015), qui parle de « bébé à risque d'autisme »,. 

### Classification
La classification française des troubles mentaux de l'enfant et de l'adolescent (CFTMEA) établie par Roger Misès, référence nosologique française pour la classification médicale de l'autisme, maintient dans la version révisée de 2012 deux sous-catégories originales parmi les troubles envahissants du développement (TED), la psychose déficitaire et la dysharmonie psychotique,. Ces catégories n'existent pas dans les classifications internationales CIM-10 (Chapitre 05 : Troubles mentaux et du comportement) et DSM-V,. Les autres formes d'autisme reconnues à la fois dans cette classification et dans la CIM-10 sont l'autisme infantile et le syndrome d'Asperger. D'après le pédopsychiatre Dominique Sauvage, la reconnaissance nosologique de l'autisme « a été différée par le manque de recherches en pédopsychiatrie, les hypothèses éloignées de la réalité neurobiologique et les débats passionnels qui ont suivi ».
| CIM-10 Troubles envahissants du développement            | CFTMEA-R-2012 Troubles envahissants du développement - psychoses précoces        |
| -------------------------------------------------------- | -------------------------------------------------------------------------------- |
| F84.0 Autisme infantile                                  | 1.00 Autisme infantile précoce type Kanner                                       |
| F84.1 Autisme atypique                                   | 1.01 Autre forme de l'autisme                                                    |
| F84.1 + F70 à F79 Autisme typique avec retard mental     | 1.02 Autisme ou TED avec retard mental précoce / Psychose déficitaire            |
| F84.5 Syndrome d'Asperger                                | 1.03 Syndrome d'Asperger                                                         |
| F 84.8 Trouble envahissant du développement non spécifié | 1.04 Dysharmonie multiple et complexe du développement / Dysharmonie psychotique |

L'utilisation du terme de « psychose » pour décrire l'autisme a été fermement condamnée au début du XXIe siècle. Selon le psychologue et anthropologue Claude Wacjman, si la CFTMEA utilise effectivement la dénomination de psychose, sa correspondance systématique terme à terme et informatisée avec les options du DSM-5, appliquées à la classification internationale des maladies utilisée par l’Organisation mondiale de la santé, permet aux différents services sanitaires de mieux rendre compte de leur activité,. La validité des diagnostics de psychose infantile reste défendue par certains professionnels de l'autisme, tels que Clément de Guibert et le psychiatre-psychanalyste Pierre Delion. Par ailleurs, des professionnels de santé tels que Roger Misès, le professeur de psychologie clinique et psychanalyste Jean-Claude Maleval et Claude Wacjman, s'opposent aux notions internationales de trouble du spectre de l'autisme (TSA) et de trouble envahissant du développement (TED), dénonçant pour Wacjman « une extension extrêmement large du spectre autistique sur fond de marchandisation croissante de l’éducation des enfants autistes », et pour Maleval, un « fourre-tout ». Jacques Hochmann estime que la notion de « spectre de l'autisme » disparaîtra dans les prochaines années, au profit de celle d'« autismes » au pluriel. Ce concept de pluralité des autismes, parfois retenu par des travaux internationaux, l'est aussi par la clinique des psychanalystes, notamment lacaniens.
La classification de l'autisme en France a toujours été ambiguë, avec un rattachement officiel au domaine du handicap, autrefois à celui de la santé mentale, ce qui perturbe la mise en place de mesures officielles. Claude Wacjman et Oliver Douville contestent « la fabrication de l’« autiste handicapé » ». Josef Schovanec souligne que le rattachement au domaine de la santé mentale permet de « psychiatriser, sous contrainte ou non, des personnes autistes ». Ce fait, de même que l'administration de psychotropes et l'existence de psychothérapies peu efficaces, est à l'origine d'un rejet important de la notion de trouble mental de la part des personnes autistes et de leurs parents, malgré l'existence des troubles associés de type troubles du comportement et de troubles de l'humeur (anxiété, dépression...). Les personnes autistes répondent à la définition du handicap donnée par la loi de 2005, une « limitation d'activité ou restriction de participation à la vie en société subie dans son environnement ». Le niveau de handicap peut varier fortement, depuis l'impossibilité de subvenir à ses besoins de base, en passant par des difficultés à maintenir un emploi ou une vie familiale, jusqu'à l'absence de sensation de handicap.

### Épidémiologie
Des données de référence ont été rassemblées par l’épidémiologiste Éric Fombonne en 2010, pour les besoins du rapport des connaissances sur l'autisme de la Haute Autorité de santé :
| source :                                 | Fombonne, 1999      | Inserm, 2002        | Fombonne, 2003       | Fombonne, 2005       | Fombonne, 2009       |
| ---------------------------------------- | ------------------- | ------------------- | -------------------- | -------------------- | -------------------- |
| Nombre d’études incluses dans la revue   | 23                  | 31                  | 32                   | 40                   | 43                   |
| TED                                      | 18,7/10 000 (1/535) | 27,3/10 000 (1/336) | 27,5/10 000 (1/364)  | 37/10 000 (1/270)    | 63,7/10 000 (1/156)  |
| Autisme infantile                        | 7,2/10 000 (1/1389) | 9/10 000 (1/1111)   | 10/10 000 (1/1000)   | 13/10 000 (1/769)    | 20,6/10 000 (1/485)  |
| Autre trouble désintégratif de l’enfance | -                   | -                   | 0,2/10 000 (1/50000) | 0,2/10 000 (1/50000) | 0,2/10 000 (1/50000) |
| Syndrome d’Asperger                      | -                   | 3/10 000 (1/3333)   | 2,5/10 000 (1/4000)  | 3/10 000 (1/3333)    | 6/10 000 (1/1667)    |
| Autisme atypique, Autres TED             | 11,5/10 000 (1/870) | 15,3/10 000 (1/654) | 15/10 000 (1/666.7)  | 21/10 000 (1/476)    | 37,1/10 000 (1/270)  |

La synthèse de l'institut Pasteur (2013), reprise sur le site officiel du Ministère des Affaires sociales et de la Santé (2016), retient une prévalence d'une personne sur 100 ; la synthèse du même organisme en 2018 citant une fourchette de 0,9 à 1,2 % de la population, soit environ 700 000 personnes, dont 100 000 ont moins de 20 ans. Selon l'Inserm, le ratio masculin/féminin est de 4 pour 1 (chiffres 2013). D'après le rapport 2012 du Conseil économique, social et environnemental, « la France compte 250 000 à 600 000 personnes autistes sur 5 millions de Français en situation de handicap ». Lors du congrès 2016 d'Autisme France, Éric Fombonne a souligné un retard des études épidémiologiques françaises, et l'existence d'un sous-diagnostic important, sur la base de la différence avec la prévalence dans les autres pays qui ont entrepris de telles études. Les études passives, basées sur des dossiers existants, donnent depuis 2000 un taux de 0,7 à 0,8 %. Il avance l'hypothèse prudente d'1 % de personnes autistes en France. Le sociologue américain Gil Eyal, à la suite d'une comparaison des chiffres épidémiologiques de l'autisme entre 17 pays développés sur la période de 1966 à 2001 — effectuée par Éric Fombonne — note avec son équipe que la prévalence de l'autisme en France est la plus basse parmi ces pays. Il l'explique par « le prestige que la psychanalyse continue de revêtir en France », par la spécificité des critères diagnostiques de la CFTMEA, et par le très haut taux d'institutionnalisation.
Selon le psychiatre-psychanalyste Pierre Ferrari, qui se base sur une définition restrictive de l'autisme, la plupart des études françaises et étrangères s’accordent pour retenir une prévalence de 4 à 5 pour 10 000 naissances en ce qui concerne l’autisme « proprement dit », et un rapport de 12 pour 10 000 en regroupant l’ensemble des troubles envahissants du développement. Selon Claude Wacjman, l'emploi d'une telle fourchette d'évaluation permet d'adapter les soins en n’amalgamant pas différents troubles en une seule catégorie. Selon l’Agence nationale pour l’évaluation médicale, il y aurait, en 2015 en France, 6 200 à 8 000 enfants et 17 400 à 23 700 adultes diagnostiqués autistes. Ce chiffre, outre les formes typiques d’autisme de Kanner, inclut, selon Pierre Ferrari, les formes atypiques, les psychoses déficitaires, et probablement certaines dysharmonies psychotiques. Il ajoute que certaines études font état d’une augmentation de la fréquence, sans qu’il soit possible de dire s’il s’agit d’un réel accroissement ou de l’effet d’un meilleur et plus précoce diagnostic, voire de l’effet d’une utilisation « par trop extensive » du concept d’autisme. Selon Claude Wacjman, il y a contradiction dans les chiffres du nombre de personnes autistes, pour cause d'amalgame et d'assimilation de troubles qui ne sont pas identiques. Au contraire, Laurent Mottron estime que l'utilisation de la CFTMEA créé une différence avec la notion de trouble envahissant du développement qui prévaut à l'international, et donc un sous-diagnostic de la population française.
Selon Sophie Le Callenec et l'ancien président du Collectif autisme Florent Chapel, il est impossible de connaître le nombre de personnes autistes en France, faute de diagnostic d'une partie d'entre elles. Ils estiment que 48 500 personnes autistes adultes sont dans des établissements spécialisés, représentant les deux tiers des personnes prises en charge plus de 30 jours dans les hôpitaux psychiatriques. Parmi elles, 465 sont placées en isolement (2016). Début 2016, la France compterait selon eux entre 450 000 et 650 000 personnes autistes, sur la base d'une comparaison avec les critères diagnostiques internationaux.
D'après une enquête menée par Doctissimo et l'institut FondaMental auprès de 900 personnes françaises concernées par l'autisme, publiée en mars 2013, l’autisme infantile concerne 55 % des répondants, un trouble envahissant du développement non spécifié, 23,5 % d'entre eux, et le syndrome d'Asperger, 16,6 %.

## Histoire
Avec l'Amérique latine, la France est l'une des deux régions du monde dans lesquelles les psychanalystes continuent d'inclure l’autisme infantile dans leur champ explicatif après les années 1970 et 1980,, et où « la culture psychanalytique exerce une influence importante sur la culture psychiatrique », donnant une interprétation psychodynamique de l'autisme,. Le processus de désinstitutionnalisation s'est engagé très tardivement, le taux d'institutionnalisation pour les enfants français étant, d'après le sociologue américain Gil Eyal et son équipe, de loin le plus haut de toute l'Europe. La France illustre aussi un aspect de la bataille de l'autisme, à travers une opposition forte entre associations de parents et professionnels de santé,. D'après Laurent Mottron (2016), « les décisions sur l’intervention en autisme s’y prennent, ces temps-ci, dans un contexte guerrier ». D'après la sociologue Florence Vallade, l'implication progressive des associations françaises de parents d'enfants autistes en faveur des méthodes comportementales a suivi un cheminement classique en trois étapes : réaliser, reprocher et revendiquer.
Les premières demandes de parents portaient sur des créations de places en institution spécialisée pour les personnes autistes, et le déblocage de moyens financiers publics. Elles s'orientent dans les années 2010 vers une remise en cause des professionnels de santé et une focalisation sur la question de la scolarisation. D'après la sociologue Brigitte Chamak, ces revendications sont « utilisées par les pouvoirs publics pour accélérer le processus de désinstitutionnalisation et impliquer davantage les associations de parents, avec une diminution des moyens au total ». La politique de désinstitutionnalisation, inspirée par celle des États-Unis, suscite l'opposition de professionnels de santé, qui voient leur conception de l'autisme remise en cause, et craignent que la gratuité des interventions ne soit plus assurée pour les familles les plus démunies. Depuis les années 1980, la classification nosologique et l'épidémiologie de l'autisme a évolué, d'un trouble considéré comme rare et sévère, à une constellation de troubles apparentés, d'intensité variable, concernant environ 1 % de la population. D'après la neurologue Catherine Barthélémy et la pédopsychiatre Frédérique Bonnet-Brilhault, depuis les années 1990, l'autisme est devenu une question de société ; le psychologue Michel Grollier notant que « le passage du XXe siècle au XXIe siècle se fait en questionnant l’autisme ». Les évolutions françaises en termes de textes juridiques ont été considérables depuis lors, mais de fortes résistances perdurent.

### Avant les descriptions médicales

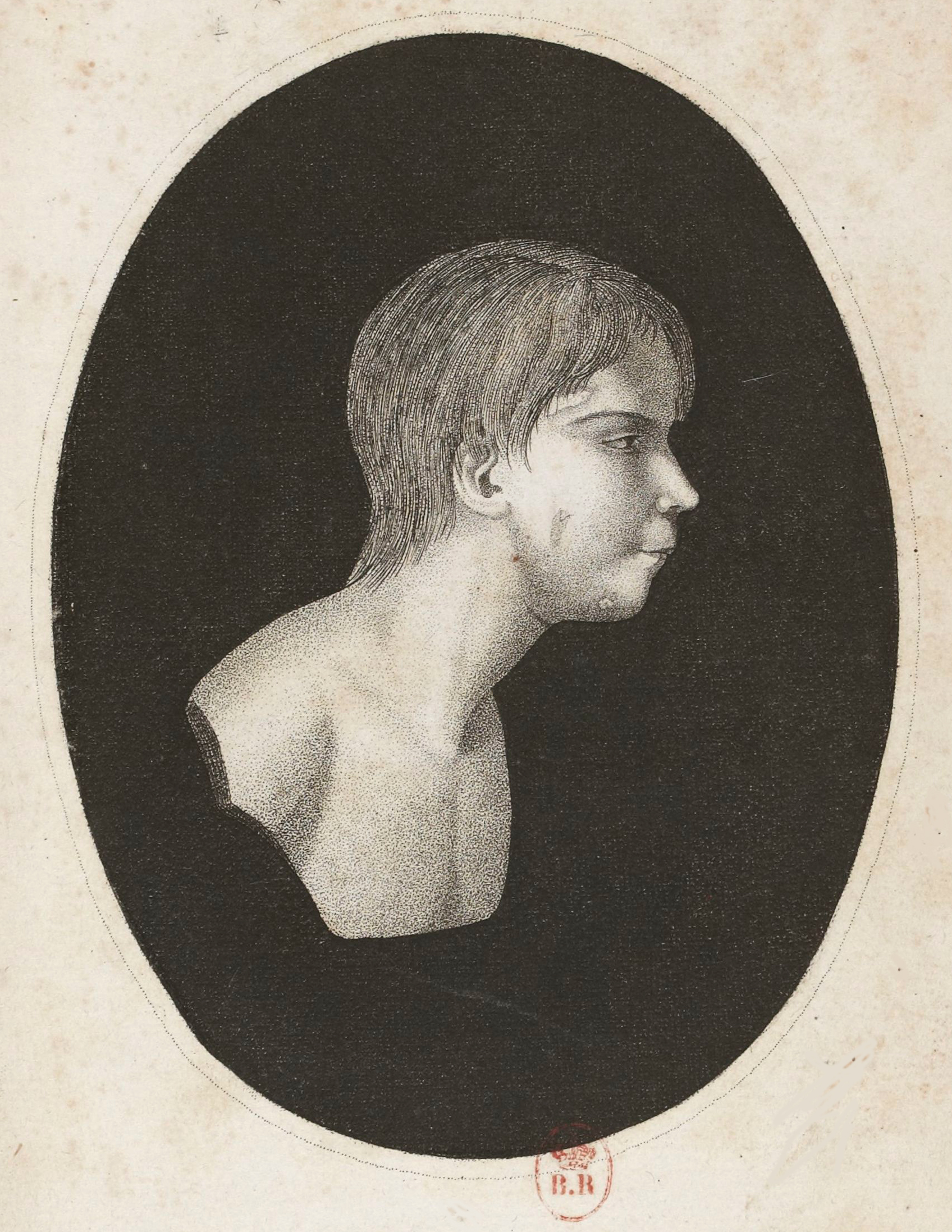
Premier portrait de Victor de l'Aveyron.

Avant la naissance de toute notion pour définir l'autisme, les personnes concernées sont vraisemblablement fortement marginalisées, voire tuées, qualifiées d'« idiots » (pour Jacques Hochmann, l'« idiot », individu exclu et traité sans humanité, est précurseur de l'autiste), de « fous » ou d'« enfants sauvages ». Ainsi, Victor de l'Aveyron, un prétendu enfant sauvage recueilli par le Dr Jean Itard en 1801, présente des traces de maltraitance et de tentative d'infanticide, ainsi que des symptômes typiques des troubles du spectre de l'autisme,. On doit également au Dr Itard l'une des premières descriptions de l'autisme non-verbal, sous le nom de mutisme intellectuel, en 1828. L'entité clinique correspondant à l'autisme infantile est décrite sous le nom d'« idiotisme », puis d'« idiotie ». Tout au long du XIXe siècle et jusqu'au début du XXe siècle, la plupart des aliénistes considèrent l'idiot comme le dernier degré de la dégénérescence héréditaire, suivant les idées eugénistes en vigueur. Avec Itard, Édouard Séguin (1812-1880) est l'un des premiers à s'intéresser à ces personnes, et à fournir des descriptions d'individus qui pourraient être rétrospectivement considérés comme autistes,.
Les premières descriptions de l'autisme infantile et du syndrome d'Asperger apparaissent dans la littérature scientifique internationale (en anglais et en allemand) dans les années 1940,. Des personnes autistes ont peut-être fait partie de 45 000 morts de famine et de froid qui étaient détenus dans les hôpitaux psychiatriques français sous l'occupation allemande.

### Des années 1950 aux années 1980

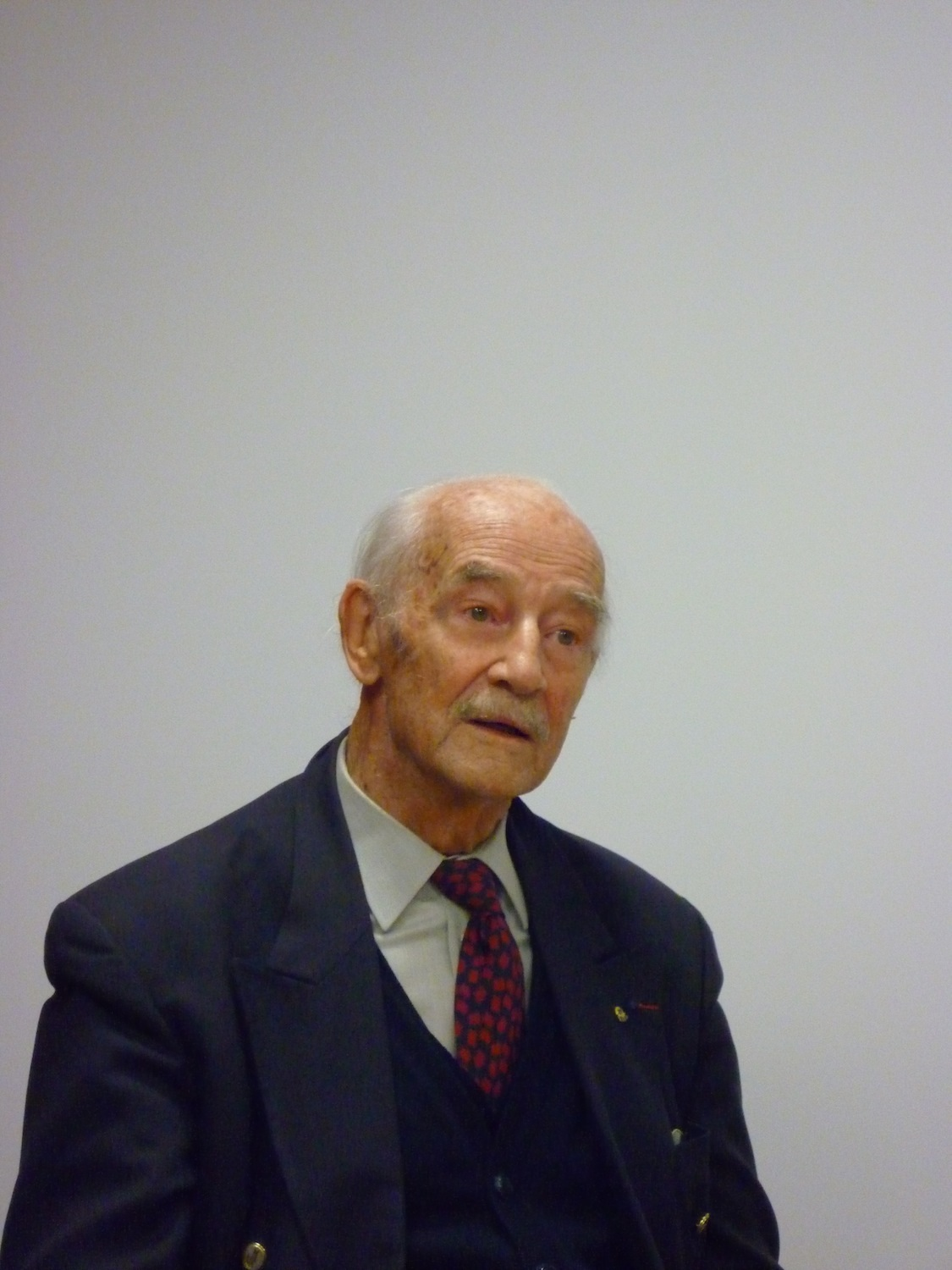
Gilbert Lelord (1927-2017), l'un des pionniers de l'étude de l'autisme en France.

Jusque dans les années 1980, c'est essentiellement l'autisme infantile, dit autisme de Kanner, qui est retenu pour définir l'autisme en France, dans la catégorie des psychoses ou schizophrénies. Par ailleurs, jusqu'aux années 1990, « le diagnostic d’autisme n’était annoncé aux parents que dans une minorité de cas » car « selon la conception traditionnelle, une personne ne pouvait être considérée comme autiste dès lors qu’elle parlait ». D'après le psychanalyste Paul Alerini, la publication de La Forteresse vide, en 1967, crée une fascination pour l’autisme, une perception de l'enfant autiste comme un « enfant-machine », et donne à la psychanalyse « une audience publique qu’elle n’avait jamais connue ». D'après Jacques Hochmann, c'est surtout une émission télévisée de Daniel Karlin, en 1974, et les conférences et séminaires que Bettelheim donne en France cette année-là, qui diffusent sa vision de l'autisme (théorie de la mère réfrigérateur) auprès des professionnels de santé et du grand public.
La clinique française assimile longtemps l'autisme à la schizophrénie infantile, les premières publications en français permettant de les différencier n'arrivent que dans les années 1980. L'équipe du CHRU de Tours devient pionnière dans l'étude et l'accompagnement des enfants autistes, sous la houlette du psychiatre Gilbert Lelord, de la neurologue Catherine Barthélémy (qui le rejoint en 1969) et du pédopsychiatre Dominique Sauvage. Selon Valérie Löchen, jusque dans les années 1990, l'autisme ne fait l'objet d'aucune attention particulière de la part des pouvoirs publics français.

#### Mise en place de la politique de secteur
D'après Jacques Hochmann, les psychanalystes français sont les premiers à s'occuper des enfants autistes avec humanité. Toujours d'après lui, à partir des années 1950, notamment grâce aux psychiatres et psychanalystes Roger Misès et Serge Lebovici, des actions de soin, d'éducation et de pédagogie inspirées des pratiques et des théories ayant cours aux États-Unis et au Royaume-Uni sont mises en place en France, à travers des institutions à temps partiel, des hôpitaux de jour et des soins ambulatoires, avec pour objectif de favoriser la communication et les rapports sociaux chez les enfants autistes. L'Association au service des inadaptés ayant des troubles de la personnalité (ASITP) est à l'origine de la création du premier hôpital de jour pour adultes, l'hôpital de jour Santos-Dumont à Paris, en 1963,. Ces approches se répandent sur l'ensemble du territoire français dans les années 1970. La pédopsychiatrie européenne et surtout française soutient une étiologie environnementale, l'intègre dans une étiologie multifactorielle, et contribue à développer des structures de soins proches de la population avec cette politique dite « de secteur ». Ces structures, dédiées à tous les enfants considérés comme ayant des troubles de la personnalité graves, proposent des soins alliant le psychologique, l'éducatif, le pédagogique et le rééducatif.
En fonction de la sévérité de leurs troubles et de leur diagnostic initial, les personnes autistes sont orientées en hôpital psychiatrique ou en institut médico-social. Les approches empiriques mises en œuvre dans ces établissements se révèlent souvent « insuffisantes et insatisfaisantes », par manque de moyens financiers et humains, mais aussi en raison de l'accent mis sur le « soin » au détriment de l'éducation. Le 13 janvier 1989, le vote de l'amendement Creton (nommé ainsi en hommage à son initiateur l'acteur Michel Creton) permet le maintien en institut médico-social des adultes handicapés de plus de 20 ans, généralement des personnes très dépendantes et/ou polyhandicapées.

#### Premières implantations des thérapies comportementales
Dans les années 1980, des parents français découvrent l'existence des thérapies comportementales (inspirées du béhaviorisme) appliquées aux enfants autistes en Amérique du Nord, et tentent de les importer en France, motivés par l'aspect culpabilisant des théories psychanalytiques de l'autisme (mère réfrigérateur) et par la possibilité de participer activement à l'éducation de leurs enfants. En 1989, la psychiatre Catherine Milcent, future membre de l'association Autisme France, traduit pour la première fois les travaux d'Eric Schopler en français, et crée la première classe française intégrée avec le programme TEACCH à Meudon. À partir des années 1990, les premières unités d'accueil dédiées spécifiquement aux personnes autistes sont créées, et mettent en œuvre les premiers programmes comportementaux disponibles en France (TEACCH, ABA, etc.), mais se révèlent trop peu nombreuses pour répondre aux demandes. De plus, le secteur médico-social « les considère avec méfiance ». Néanmoins, l'arrivée de ces programmes entraîne une évolution de l'approche de l'autisme de la part des professionnels de la santé, grâce au développement de prises en charge pluridisciplinaires et à l'ouverture sur le modèle anglo-saxon.

### Dans les années 1990

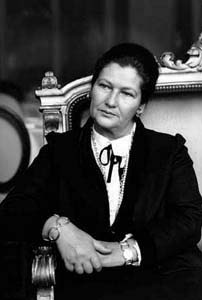
Simone Veil en 1993.

En 1993, Simone Veil, récemment arrivée au ministère des affaires sociales, de la santé et de la ville, constate, sous la pression des associations de parents, des difficultés majeures dans l'accompagnement des personnes autistes. Trois rapports sont publiés en 1994 et 1995. La définition de l'autisme, donnée à l'époque par l'Agence nationale pour le développement de l’évaluation médicale (ANDEM), fait état d'un « fonctionnement déviant ou retardé » dans les interactions sociales, la communication verbale ou non-verbale et les comportements, signalant que « les autistes présentent souvent des peurs, des troubles du sommeil ou de l'alimentation, des crises de colère et des comportements agressifs ». Le 27 avril 1995, elle fait adopter la circulaire Veil, un plan d'aide doté de 100 millions de francs sur cinq ans,. La circulaire n'est pas applicable, faute de budget : Moïse Assouline, médecin-directeur du service de l'hôpital de jour Santos-Dumont, à Paris, déclare dans l'hebdomadaire L'Express que « les restrictions budgétaires décidées par Alain Juppé, fin 1995, sont passées comme un bulldozer sur l'autisme, pourtant consacré quelques mois plus tôt priorité de santé publique ». Jean-Paul Corlin, père d'un enfant autiste, remet une pétition de 3 000 signatures au gouvernement d'Alain Juppé en avril 1997. Entre 1995 et 2000, quatre centres de ressources spécialisés et 2 000 places d'accueil pour les enfants sont créées. Néanmoins, le rapport de l'Unapei, rendu en septembre 1999, juge ces mesures insuffisantes. Il souligne de nombreuses erreurs de diagnostic, des places en nombre trop restreint pour répondre aux besoins, et une rupture de la prise en charge entre le secteur psychiatrique et le médico-social.

#### Avis 47 du comité consultatif national d'éthique
D'après Brigitte Chamak, l'année 1995 illustre le paroxysme des désaccords entre professionnels de santé et associations de parents. Le problème de l'exclusion sociale des personnes autistes, souvent « psychiatrisées » en France, est posé devant le Conseil de l'Europe, dont le rapport souligne que seules 3 à 7 % des personnes considérées comme autistes deviennent autonomes à l'âge adulte. L'association Autisme France saisit le comité consultatif national d'éthique (CCNE) en 1994, dénonçant les difficultés à obtenir un diagnostic précoce, l'utilisation de la classification CFTMEA, une prise en charge d'inspiration psychanalytique, et la méconnaissance de l'origine organique de l'autisme. L'association défend les thérapies cognitivo-comportementales (TCC) devant un groupe de neuroscientifiques. L'avis no 47 du CCNE est rendu lors de la journée nationale d'éthique du 10 janvier 1996, marquant les débuts de l'alliance entre les associations de parents et les pouvoirs publics pour faire évoluer l'approche de l'autisme. Cela oriente la couverture médiatique sur la question d'une « prise en charge des patients ».

#### Loi Chossy et rattachement au domaine du handicap
L'allocation d'éducation spéciale (AES), destinée aux parents d'enfants handicapés en vertu de la loi de 1975, est refusée aux parents d'autistes par de nombreux pédopsychiatres, au prétexte que l'autisme serait une maladie. Le 11 décembre 1996, la « loi Chossy » (de Jean-François Chossy) est promulguée pour leur garantir des interventions pluridisciplinaires, et faire reconnaître l'autisme en tant que handicap, en modifiant la loi de 1975. Adoptée à l'unanimité, il s'agit de la première loi en faveur des droits des personnes autistes en France. Elle diminue de fait la stigmatisation associée à la notion de maladie psychiatrique.

### De 2000 à 2005

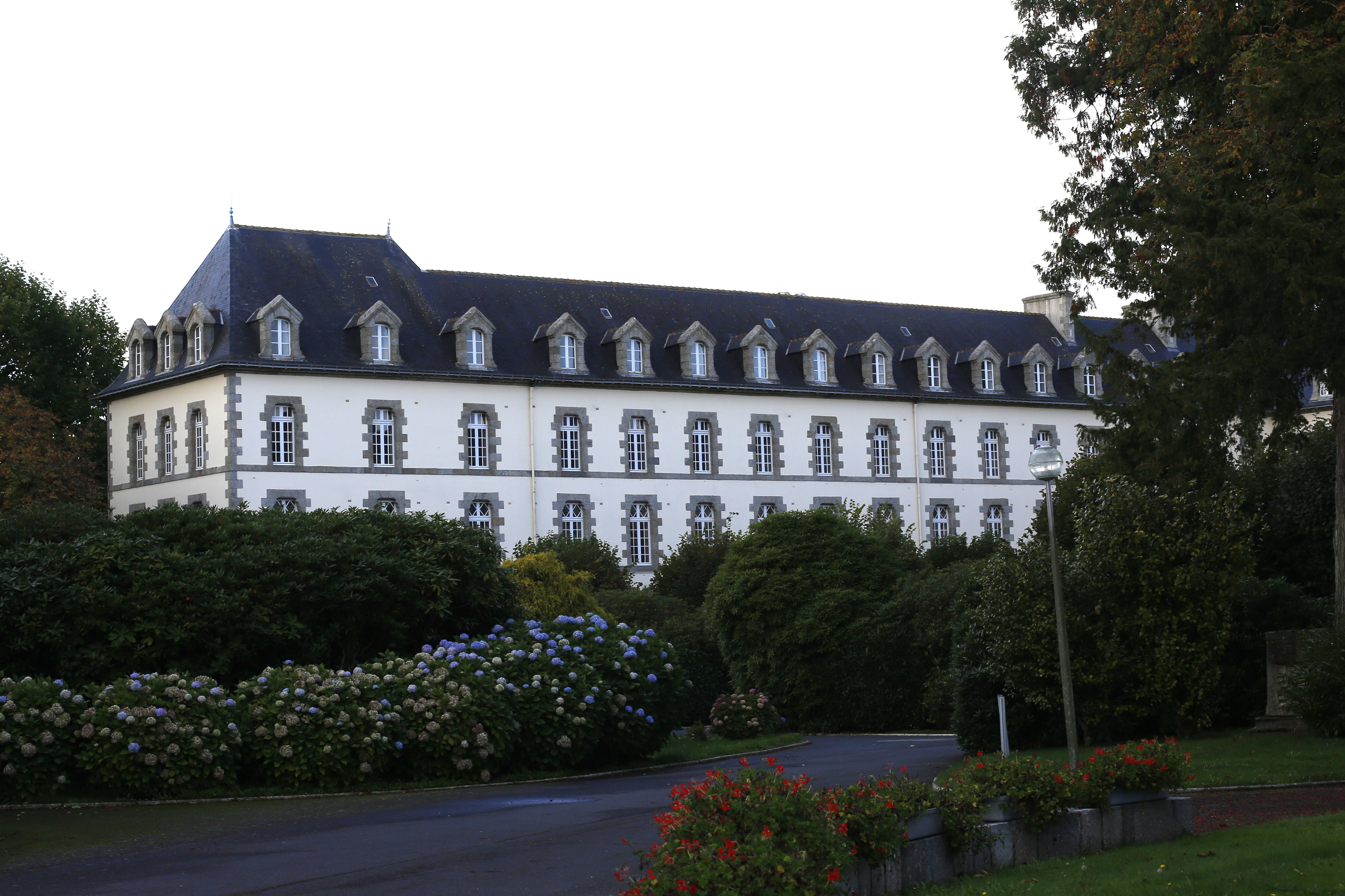
Hôpital psychiatrique à Plouguernével en Bretagne.

Une nouvelle enveloppe de crédits est votée en janvier 2000 pour créer des places d'accueil destinées aux personnes autistes, entre 2001 et 2003. En effet, de nombreuses familles françaises déménagent à cette époque en Wallonie, une région belge francophone qui dispose de centres éducatifs. Dans le même temps, toujours d'après Olivia Cattan, d'autres familles, ayant entendu parler des méthodes comportementales, partent se former dans les pays qui les enseignent, dans le but de garantir de meilleures chances d'avenir à leurs enfants.
En 2000, la notion internationale de trouble envahissant du développement est introduite dans la nosographie française de l'autisme, de même que le syndrome d'Asperger. Ce changement est mal accueilli par la plupart des psychiatres français, pour qui l'autisme « est une pathologie rare et sévère ».
La loi de représentation des usagers du 4 mars 2002 met en évidence la quasi-absence de participation des personnes autistes elles-mêmes dans les prises de décisions publiques qui les concernent.

#### Rapport de Jean-François Chossy en 2003
En octobre 2003, le député Jean-François Chossy remet au Premier ministre un rapport intitulé « La situation des personnes autistes en France, besoins et perspectives », qui fait état d'un nombre important de personnes handicapées dont l'accompagnement est nettement insuffisant. Ce rapport demande le lancement d'un « plan ORSEC pour l'autisme ». Il se conclut par 12 aspects à considérer en termes de diagnostic précoce, de stimulation de la recherche, d'accompagnement de la personne autiste tout au long de sa vie, de formation continue et adaptée des intervenants, d'organisation d'une « conférence de consensus », de relance du soutien à domicile, et d'intégration sociale, scolaire et professionnelle. Il soutient la non-opposition entre approche « psychodynamique » et tendance « éducative », qu'il s'agirait d'intégrer en développant en priorité les méthodes éducatives. Il demande des places correspondant aux besoins, un plan pluriannuel, une circulaire ministérielle « pour la promotion d’actions innovantes et performantes, avec les moyens financiers programmés », enfin, le recours à la solidarité nationale. Ce rapport est fortement influencé par les positions d'Autisme France.

#### Recommandations de 2004 et première condamnation
L'avocate Évelyne Friedel, présidente d'Autisme France à l'époque, saisit la Cour de justice de l'Union européenne sur la question de l'absence d'accès à l'éducation pour les enfants autistes. Le 4 novembre 2003, la Cour confirme ce manquement, ce qui débouche sur une première condamnation européenne de la France l'année suivante, pour discrimination,. L'association Autisme Europe soutient la procédure, et souligne, en plus de l'absence d'accès à l'enseignement, le manque d'éducation spécialisée, et une définition de l'autisme plus restrictive que celle qui est adoptée par l'Organisation mondiale de la santé.
En 2004, la fédération française de psychiatrie et la Haute Autorité de santé (HAS) élaborent des recommandations professionnelles visant à permettre un diagnostic précoce. En conséquence de cette première condamnation européenne, de 2005 à 2022, quatre plans autisme voient successivement le jour : 2005-2007, 2008-2010, 2013-2017, et 2018-2022. Cette prise de conscience d'une urgence à s'occuper de l'autisme en France est motivée par différents facteurs, dont l'augmentation du nombre de personnes diagnostiquées et l'ignorance des citoyens et du corps médical.

#### Loi handicap de 2005
La loi handicap (2005), applicable aux personnes avec autisme, vise à leur garantir l'égalité des droits et des chances, et constitue la première initiative française en faveur de la scolarisation des enfants. Selon Claude Wacjman, le terme de handicap psychique, définit par cette loi, confond et amalgame en une seule dénomination ce qui tient à la fois au handicap et à la psychopathologie. D'après lui, cela renforce « l’atteinte définitive des fonctions, comme s’il n’y avait aucun espoir de guérison, ce qu’on remarquait déjà à propos de la folie et qui réapparaît aujourd’hui au sujet de la dangerosité et de la délinquance, dans la manifestation du besoin de maîtrise ». Il estime qu'en fixant ainsi le handicap, cette loi le stigmatise sans espoir qu'il puisse s'estomper ou disparaître, et ne facilite en rien l'accès à la scolarité pour tous.
Le président de Sésame Autisme, Marcel Hérault, commente cette loi dans Perspectives Psy, en soutenant le rattachement de l'autisme au domaine du handicap : « le handicap n’a pas une existence « en soi », il désigne une situation de la personne à un moment donné, et de ce point de vue il ne fait aucun doute que les personnes avec autisme sont bien en situation de handicap ». Il refuse d'opposer les notions de maladie et de handicap, et soutient l'utilité de la psychiatrie dans le domaine de l'autisme.

### Premier Plan Autisme (2005-2007)

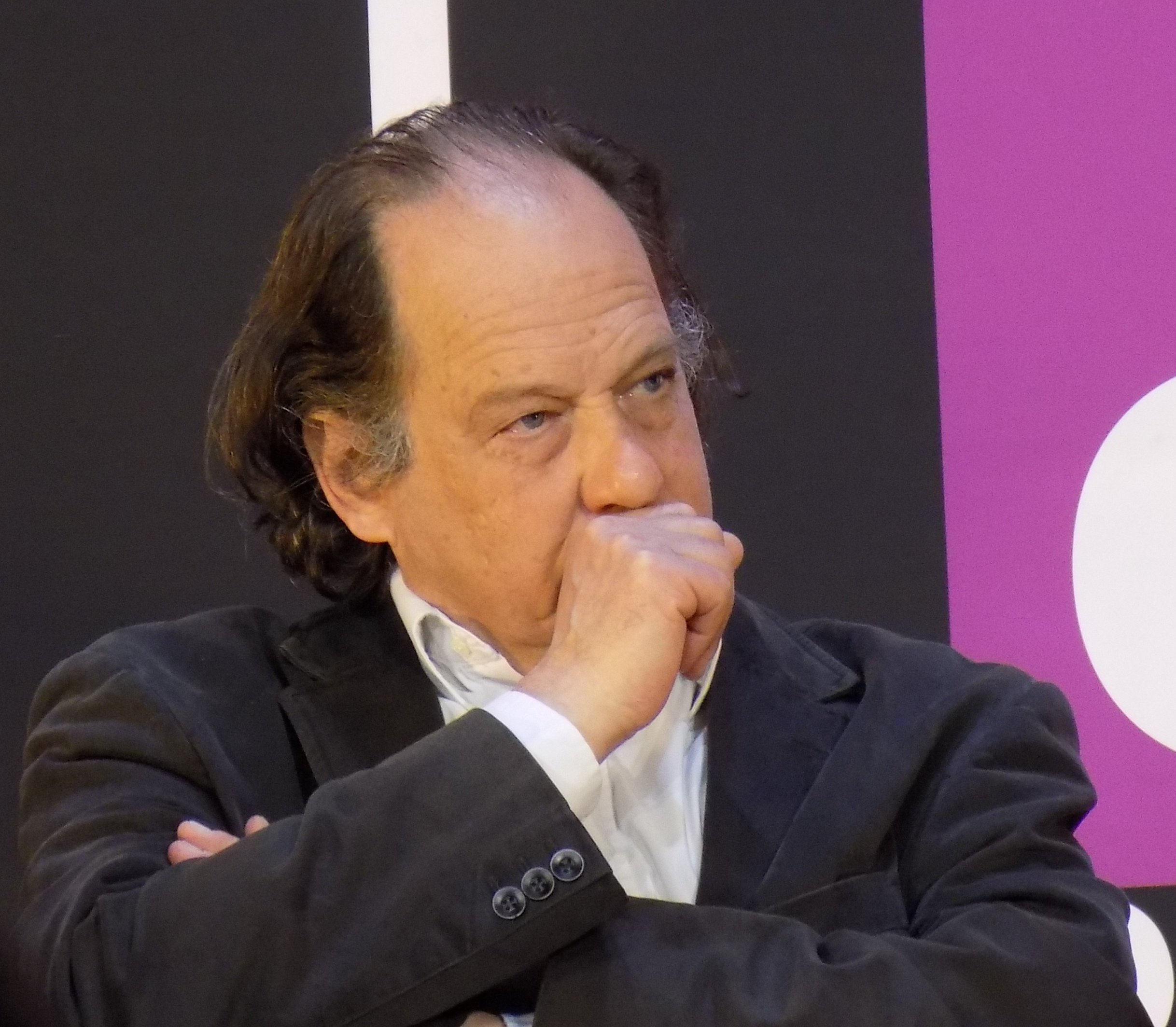
Jean Claude Ameisen, rapporteur de l'avis no 102 du comité consultatif national d'éthique, ici en 2015.

Conséquence de la première condamnation européenne de la France, le premier Plan autisme est lancé en 2005. Il permet la création des Centres Ressources Autisme (CRA), un par région française. Il propose une amélioration de la formation des professionnels, et davantage de places en institution spécialisée. Le plan préconise d'augmenter la scolarisation des enfants autistes en milieu ordinaire, grâce à une amélioration de la formation des parents, des familles et des enseignants.
En novembre 2007, le comité consultatif national d'éthique (CCNE), saisi par cinq associations de parents le 10 juillet 2005, rend son avis no 102. Très critique, il incrimine un défaut de prise en charge et souligne la détresse des personnes autistes et de leur famille.

« Une société incapable de reconnaître la dignité et la souffrance de la personne, enfant, adolescent ou adulte, la plus vulnérable et la plus démunie, et qui la retranche de la collectivité en raison même de son extrême vulnérabilité, est une société qui perd son humanité »

— Conclusion du rapport du CCNE, 8 novembre 2007,.
D'après ce rapport, « l'absence de diagnostic précoce, de scolarisation en milieu ordinaire et de sociabilisation, conduisent à une perte de chances pour les enfants et à une « maltraitance » par défaut ». Ses conclusions appellent à un diagnostic plus précoce, un accompagnement éducatif individualisé, et un accès aux méthodes pédagogiques adaptées, en particulier aux programmes cognitivo-comportementaux (TEACCH, ABA, PECS...), pour favoriser un apprentissage de la communication verbale et non-verbale. Il soutient aussi l'utilisation transitoire de traitements médicamenteux pour les troubles les plus graves (anxiété, agressivité, automutilation...) et un soutien psychologique et social aux familles,. Ce rapport dresse aussi le constat suivant :

« Il n’y a pas aujourd’hui de traitement curatif, mais une série de données indiquent depuis plus de quarante ans qu’un accompagnement et une prise en charge individualisés, précoces et adaptés, à la fois sur les plans éducatif, comportemental, et psychologique augmentent significativement les possibilités relationnelles et les capacités d’interaction sociale, le degré d’autonomie, et les possibilités d’acquisition de langage et de moyens de communication non verbale par les enfants atteints de ce handicap. »

Il incrimine la diffusion de la thèse de Bruno Bettelheim sur les « mères réfrigérateur » comme responsable d'une souffrance inutile des mères d'enfants autistes, et de l'absence d'un accompagnement éducatif adapté. Il note par ailleurs que se développent « des formes intéressantes de participation de psychanalystes à des modalités d’accompagnements et de prises en charge multidisciplinaires fondées sur les approches éducatives recommandées au niveau international ». Il insiste sur la nécessité d'un « accès à un diagnostic fiable et précoce » et d'une « prise en charge éducative précoce et adaptée de l’enfant, en relation étroite avec sa famille, lui permettant de s’approprier son environnement et développant ses capacités relationnelles ».
L'avis du CCNE sur la psychanalyse est critiqué notamment par le psychanalyste Boris Chaffel et la pédopsychiatre Anne-Sylvie Pelloux, qui considèrent l'histoire des théories conceptuelles décrite comme « réductrice et tronquée », et qu'il s'agit essentiellement de la caricature de La Forteresse vide de Bruno Bettelheim, qui a eu des conséquences terribles sur les familles d'enfants autistes. Ils estiment que cet avis occulte les « travaux novateurs » qui ont suivi et permis une « clinique extrêmement fine » à même de « prendre en compte la subjectivité et la créativité de chaque patient ».

### Second Plan Autisme (2008-2010)

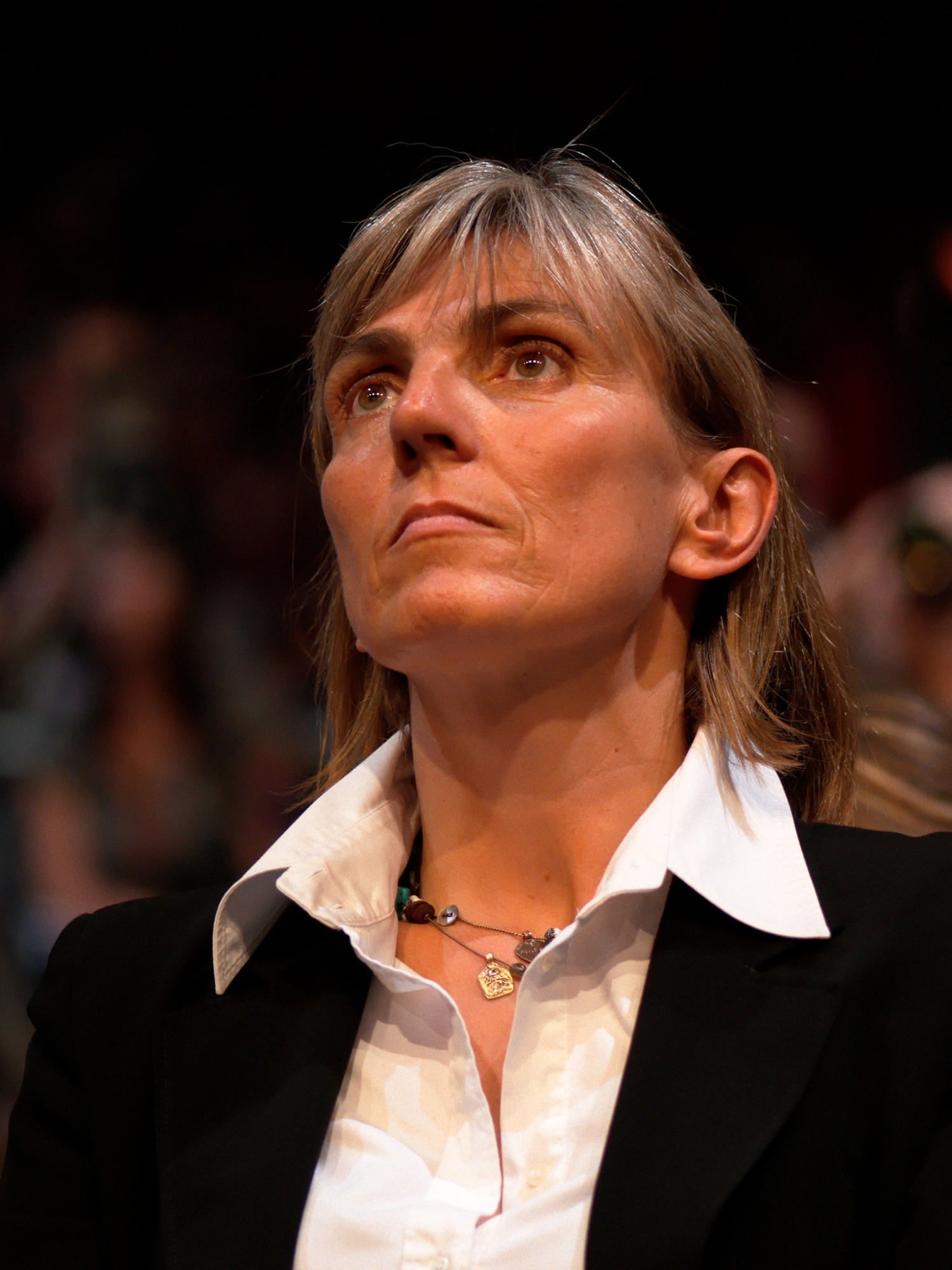
Valérie Létard, initiatrice du second Plan Autisme, ici en 2007.

Le second Plan Autisme est lancé en mai 2008 par Valérie Létard. Sur une période de deux ans, il doit permettre la création de 4 100 places en institution pour les enfants et adultes autistes. La Haute Autorité de santé se voit confier la réalisation d'un socle de connaissances international, scientifique et pluridisciplinaire, sur l'autisme. Avec l'agence nationale de l’évaluation et de la qualité des établissements et des services sociaux et médico-sociaux (Anesm), elle est chargée de définir les bonnes pratiques. La Haute Autorité de santé publie ce socle commun en janvier 2010.
Les crédits de ce plan financent sept projets expérimentaux d'intervention en autisme. Le plan préconise aussi un accès facilité au diagnostic et une prise en charge après celui-ci. Le 3 février 2010, le Comité des ministres adopte une recommandation relative à la désinstitutionnalisation des enfants handicapés, pour respecter les droits de l'enfant. Valérie Létard publie le bilan du second Plan Autisme fin 2011 Bien que les objectifs ne soient pas atteints, 70 % des créations de places prévues sont réalisées. La scolarisation a progressé, 25 000 enfants autistes étant désormais intégrés à l'école.

### Année de Grande Cause nationale (2012)
En 2012, l'autisme est déclaré Grande Cause nationale, sous l'impulsion du Premier ministre de l'époque, François Fillon. L'année est marquée par différentes actions de sensibilisation et une forte couverture médiatique, quelques mois après la sortie du documentaire Le Mur, qui alimente de nombreuses polémiques. En janvier 2012, le député Daniel Fasquelle présente une « proposition de loi visant l’arrêt des pratiques psychanalytiques dans l’accompagnement des personnes autistes, la généralisation des méthodes éducatives et comportementales et la réaffectation de tous les financements existants à ces méthodes. »
En mars, la Haute Autorité de santé recommande certaines approches éducatives, comportementales et développementales à la suite d'une évaluation : la méthode ABA, le programme développemental de Denver et le programme TEACCH, affirmant que « leur efficacité sur le quotient intellectuel, les compétences de communication et le langage a été démontrée à moyen terme comparativement aux pratiques éclectiques, avec une amélioration pour environ 50 % des enfants. ». Ce rapport décrit comme non-recommandés, à la fois le programme Son-Rise, la méthode des 3i, la méthode Feuerstein, la méthode Padovan, la méthode Floortime, la méthode Doman-Delacato et le recours au mélange gazeux dioxyde de carbone-oxygène. Elle exclut la psychanalyse et la psychothérapie institutionnelle des approches consensuelles de traitement de l'autisme : « L'absence de données sur leur efficacité et la divergence des avis exprimés ne permettent pas de conclure à la pertinence des interventions fondées sur les approches psychanalytiques ou la psychothérapie institutionnelle ». Quant au packing, « il n’est pas possible de conclure à la pertinence d’éventuelles indications des enveloppements corporels humides (dits packing), même restreintes à un recours ultime et exceptionnel. En dehors de protocoles de recherche autorisés respectant la totalité des conditions définies par le Haut Conseil de la santé publique (HCSP), la HAS et l'Anesm sont formellement opposées à l’utilisation de cette pratique. ».
Le rapport fait polémique, tant du côté des promoteurs des thérapies cognitivo-comportementales que de celui des psychanalystes. Les premiers estiment que la psychanalyse auraient dû être interdite. Des associations de parents d'enfants autistes demandent l'interdiction immédiate du packing dans les hôpitaux de jour et les IME, en particulier dans le Nord. Des psychanalystes critiquent la méthodologie du rapport. Pour la pédopsychiatre et psychothérapeute Anne-Sylvie Pelloux, les profils d'enfant autistes sont extrêmement variés et le rapport met à jour que « leurs capacités évolutives se déclinent également en de multiples variantes qui ne dépendent pas uniquement de leurs modalités de prise en charge », éléments rarement mis en avant dans les médias. Elle écrit également que « la recommandation ne reflète pas la complexité et la richesse de l’ensemble des avis des experts sollicités [...] ne serait-ce que dans le comité d’organisation, quasiment la moitié du groupe (12/25) a émis leur désaccord total ou partiel vis-à-vis de la recommandation ». Elle pointe au passage « l’absence de définition précise de la psychanalyse ».
Des réserves sont émises par la revue médicale Prescrire, sur la méthodologie d'élaboration des recommandations de la Haute Autorité de santé : « L’élaboration de ce guide est basée sur la méthode dite du consensus formalisé. Mais le terme de consensus ne reflète pas la réalité [...] Ce guide privilégie les méthodes cognitivo-comportementales, et écarte les autres approches sans arguments solides. Ce choix exclusif est non ou mal étayé. Il n’aide pas les soignants de premiers recours ni les familles à faire un choix éclairé. » Le directeur de recherches au CNRS Franck Ramus publie une lettre ouverte, dans laquelle il estime que pour cet article, la revue a dérogé à ses critères habituels.

### Troisième Plan Autisme (2013-2017)

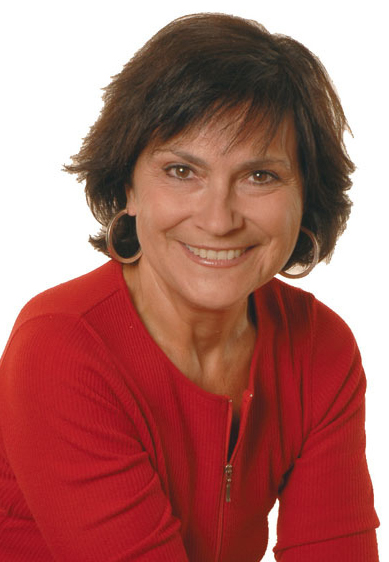
Marie-Arlette Carlotti, initiatrice du troisième Plan Autisme, en 2012.

Le troisième Plan Autisme est annoncé le 2 mai 2013 par Marie-Arlette Carlotti, qui propose dix mesures à mettre en place jusqu'en 2017, dont la généralisation du diagnostic précoce à 18 mois à proximité du domicile, et la création de 700 places d'enseignement spécialisées à l'école maternelle, visant à permettre l'intégration des enfants autistes à l'école primaire ordinaire. Cinq actions sont menées dans le cadre de ce plan, doté de 205 millions d'euros : diagnostic précoce, accompagnement depuis l’enfance, soutien aux familles, recherche, et formation des acteurs de l’autisme. Un site internet officiel destiné à centraliser des informations validées par un comité scientifique est mis en ligne par le Ministère des Affaires sociales et de la Santé le 30 novembre 2016, « pour répondre à un besoin impératif d’information claire et fiable ».

#### Prises de position politiques
En février 2014, le Conseil de l'Europe, saisi le 3 avril 2012 par l'action européenne des handicapés, conclut à une violation du « droit des enfants et adolescents autistes à la scolarisation en priorité dans les établissements de droit commun » et du droit à la formation professionnelle des jeunes autistes, et note par ailleurs « l'absence de prédominance d’un caractère éducatif au sein des institutions spécialisées prenant en charge les enfants et les adolescents autistes ».
Le 1er avril 2016, Ségolène Neuville recommande publiquement les méthodes éducatives et s'oppose à la culpabilisation des mères. Le 13 octobre, Daniel Fasquelle propose une nouvelle résolution « invitant le Gouvernement à promouvoir une prise en charge de l'autisme basée sur les recommandations de la Haute Autorité de santé ». La résolution est rejetée.

#### Bilan du troisième plan
Najat Vallaud-Belkacem souligne des progrès en matière de scolarisation, 26 347 enfants autistes ayant été scolarisés sur l'année 2014-2015 — contre 23 545 l'année précédente —, et 50 emplois dédiés supplémentaires mis en place pour 2016-2017. Le rapport de l'Inspection générale des affaires sociales et de l'Inspection générale de l'Éducation nationale pointe trois faiblesses majeures, en matière d'épidémiologie, d'implication des professionnels de santé concernés, et de pilotage au niveau régional, conséquence de la loi relative à la délimitation des régions. Selon le journaliste Éric Favereau pour Libération, les pouvoirs publics ont débloqué des budgets et des progrès réels sont constatés dans l’insertion scolaire, avec un dépistage plus fin et précoce pour les enfants. L'accompagnement est encore très loin d'être décent, en particulier pour les adultes.

### Quatrième Plan Autisme (2018-2022)

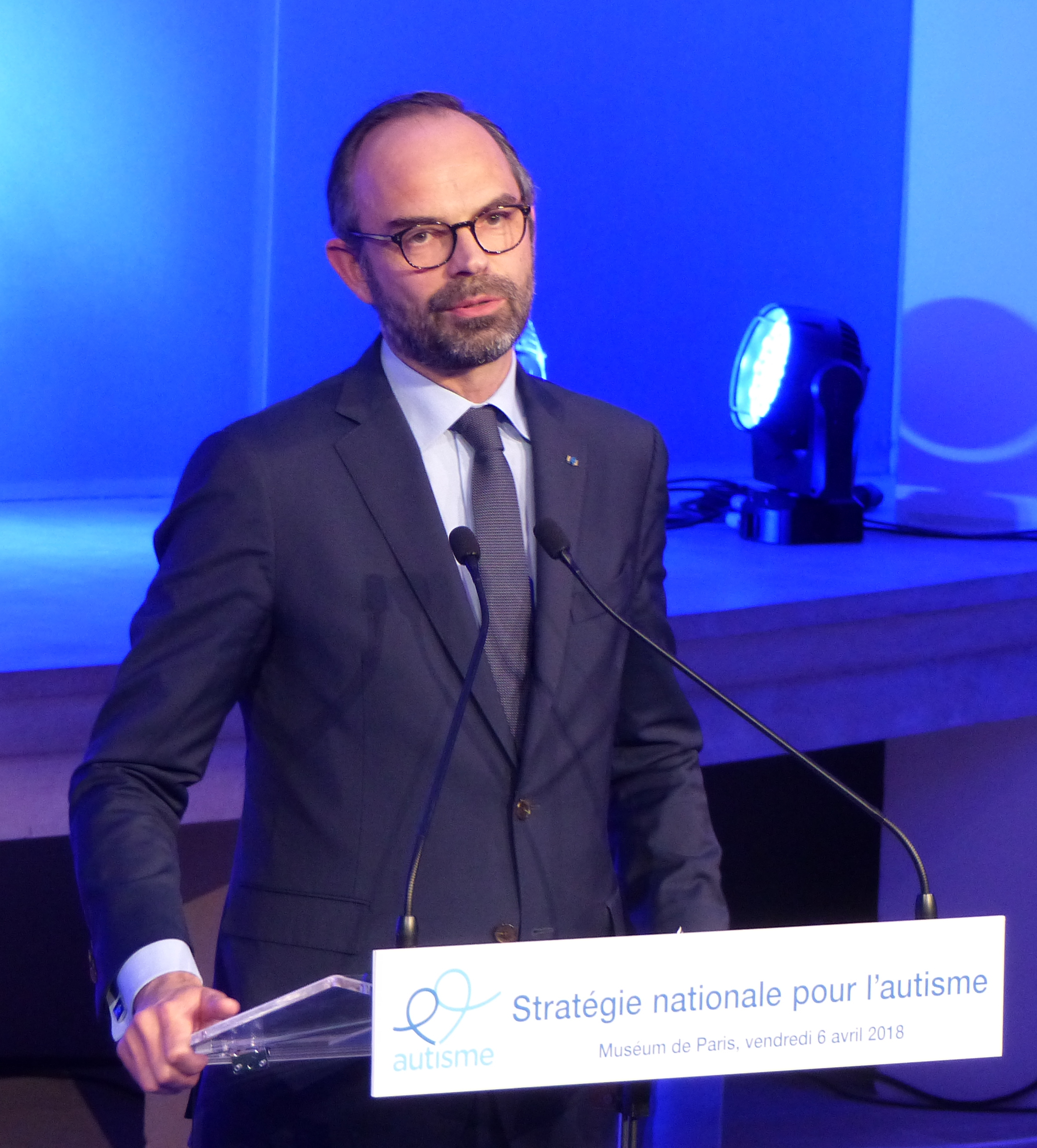
Édouard Philippe, Premier ministre de la France, lors du lancement du 4e plan autisme (ou stratégie autisme) le 6 avril 2018.

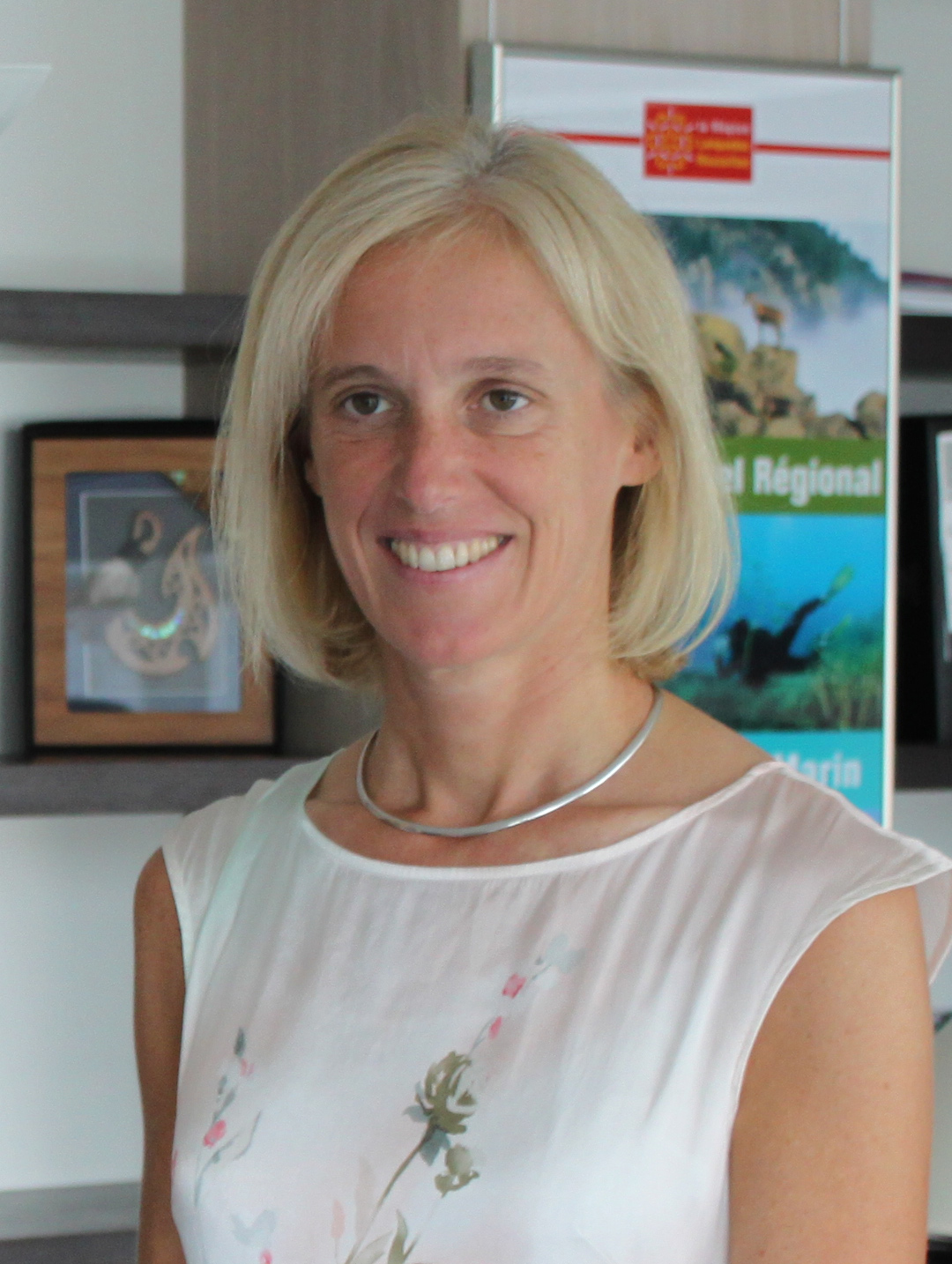
Ségolène Neuville, Secrétaire d'État chargée des personnes handicapées et de la lutte contre l'exclusion.

Lors de la conférence nationale du handicap 2016, François Hollande annonce la préparation du quatrième Plan Autisme, pour une application future de 2018 à 2022. Dans ce cadre, une mission est confiée à Josef Schovanec, portant sur « la formation, l’insertion et l’activité professionnelles des adultes autistes ». Ce rapport pour Ségolène Neuville est remis le 16 mars 2017. Il propose de rééquilibrer les budgets, afin de mieux prendre en compte les « divers aspects liés à la vie des personnes ».
En mars et avril 2017, une commission de scientifiques internationaux (suédois, espagnols, belges, québécois et américains, notamment) est réunie afin de définir de bonnes pratiques d'intervention. Le quatrième plan, dénommé « stratégie autisme », inclut l'autisme aux politiques générales du handicap et aux autres troubles neuro-développementaux, met l'accent sur un meilleur accès aux soins somatiques, et sur l'éducation et l'apprentissage. Des recommandations en faveur des adultes sont publiées par la HAS en juin 2017. Le 6 juillet 2017, le lancement de la concertation est officialisé à l’Élysée en présence du président Emmanuel Macron, qui prononce un discours à cette occasion.
Le 1er janvier 2019, une mesure phare de ce plan, le forfait d'intervention précoce, entre en vigueur. Fin février 2019, l'ONU rend public son rapport sur le handicap en France, en pointant l'institutionnalisation, une sous-représentation des personnes autistes elles-mêmes dans les prises de décisions, et des violations des droits humains fondamentaux des personnes autistes.

## Diagnostic
Au début du XXIe siècle, la France se rapproche de la classification internationale des troubles du spectre de l'autisme (DSM-5 et CIM-10), avec pour conséquence un agrandissement du champ de définition de l'autisme, auparavant défini par les « psychoses de l’enfant », les « dysharmonies » (dysharmonie psychotique et dysharmonie évolutive), et le syndrome d’Asperger, dans la Classification française des troubles mentaux de l'enfant et de l'adolescent. Les plans Autisme ont permis d'améliorer l'âge moyen du diagnostic, mais d'après la Pr Marion Leboyer (2013), « trop de parents sont victimes d’errances diagnostiques et thérapeutiques qui retardent d’autant la pose du diagnostic puis la prise en charge », et de nombreux parents témoignent de difficultés pour être entendus du corps médical. Dans 80 % des cas, les parents et l'entourage des enfants détectent les premiers signes de l'autisme vers 2 et 3 ans (plutôt à 3 ans lorsque les symptômes sont plus discrets, type syndrome d'Asperger). Dans un quart des cas, la première alerte donnée par les parents ou l'entourage à un professionnel de santé ne débouche sur aucune suite, ce qui conduit à un second voire un troisième recours auprès d'un professionnel de santé. L'âge moyen de diagnostic a reculé, mais il reste très au-delà des recommandations du troisième plan Autisme, s'établissant à 5 ans et demi en moyenne (2013). Cet âge moyen de diagnostic tend à devenir plus précoce au fil des années. 25 % des enfants autistes sont diagnostiqués 4 ans après la détection des premiers signes et 10 % après 8 ans. Un Centre Ressources Autisme pose le diagnostic dans 30 % des cas, un taux similaire à celui des diagnostics posés par des neurologues. La tardiveté du diagnostic n'est pas forcément liée au système de soins français, des difficultés similaires ayant été relevées dans d'autres pays européens.
Un dépistage précoce et fiable peut être effectué à partir de 18 mois avec le test dit M-CHAT, par un pédiatre, ou par les parents le cas échéant. Un diagnostic plus précis en milieu spécialisé peut être réalisé avec les outils de test dits ADOS et ADI-R. Le diagnostic du syndrome d'Asperger (qui tend à être inclus aux TSA) est notoirement plus difficile, en raison de la moindre visibilité des signes cliniques et de l’absence de retard de langage. Ce diagnostic est posé beaucoup plus tard, et les délais sont plus longs. Un tiers des personnes diagnostiquées Asperger ne se voient proposer aucun accompagnement à l'issue du diagnostic. Laurent Mottron soulignait en 2004 que « les milieux de santé français tardent à reconnaître les troubles envahissants du développement sans déficience intellectuelle, alors que cette catégorie est reconnue dans les milieux scientifiques depuis la fin des années quatre-vingt ». Les professionnels de santé sont réticents à poser un diagnostic d’autisme ou de syndrome d’Asperger, privilégiant des dénominations telles que « traits autistiques », « psychoses infantiles », « syndrome sémantique pragmatique » ou « dysharmonie d’évolution ». Il en conclut que « le diagnostic d’autisme, encore trop souvent considéré comme un handicap très lourd au pronostic pauvre, reste réservé aux personnes les plus atteintes au plan du comportement et du développement cognitif ».

## Interventions
Les recommandations d'interventions et l'expertise en matière d'autisme en France sont considérées comme relevant du domaine médical. En fonction de leurs origines sociales, de leurs moyens financiers et de leur origine géographique, les personnes autistes de France connaissent des situations très inégales. Selon la sociologue Brigitte Chamak, les parents aisés créent leur propre établissement, envoient leurs enfants dans des écoles privées ou se forment eux-mêmes aux méthodes éducatives et comportementales, en devenant parfois des professionnels de l’autisme, « mais ce n’est pas le cas de la majorité des familles qui ont d’autant plus de difficultés à trouver de l’aide quand leur enfant présente un autisme sévère » : elle note que les admissions en service pédopsychiatrique concernent « un fort pourcentage d'enfants issus de milieux modestes ou défavorisés, pour la plupart immigrés, alors que l'autisme touche toutes les catégories sociales ». L'accompagnement reste très limité pour les adultes : d'après Marion Leboyer, les adultes autistes, surtout ceux qui ont été diagnostiqués avec un autisme de haut niveau ou un syndrome d'Asperger, sont très souvent exclus de tout système de soin, en raison d'une croyance répandue selon laquelle l'autisme ne se manifeste que chez les enfants, pour disparaître à l'âge adulte. La haute autorité de santé rappelle que les droits fondamentaux des personnes autistes incluent la dignité et l’intimité ; une vie personnelle, privée et familiale ; la liberté de mouvement ; les prises de décisions ; l'accès aux soins ; le diagnostic ; le consentement ou le refus de soins ; l’exercice des droits civiques (droit de vote) ; le logement ; enfin la compensation des conséquences du handicap afin de vivre et s’insérer dans la société.

### Soutien psychologique
L'origine génétique de l'autisme n'exclut en rien l'utilité d'un suivi et d'un soutien psychologique. Certaines personnes pensent que la France ne propose qu'un suivi psychanalytique aux enfants autistes. D'après Hervé Bentata, il n'existe pas à proprement parler de « traitement psychanalytique de l’autisme au sens d’une cure classique sur divan et isolée d’autres traitements » en France, mais plutôt des « prises en charge psychothérapiques » qui s'appuient (entre autres) sur des théories psychanalytiques, visant à « favoriser la relation avec l’autre et avec le thérapeute, et la réduction des angoisses ». Ces prises en charge présupposent que les enfants autistes ont connu des « impasses affectives dans leur développement avec des angoisses souvent massives ».

### Centre Ressources Autisme
Les vingt-six Centres Ressources Autisme (CRA), un par région française et quatre outre-mer, sont dévolus à l'accueil, au conseil et à l'écoute de toute personne concernée par l'autisme. Ils ne posent pas eux-mêmes de diagnostics, mais sont généralement situés à côté d'établissements médicaux disposant d'une équipe pluridisciplinaire et de différents outils d'évaluation.

### Organismes du milieu du handicap
Les maisons départementales des personnes handicapées (MDPH), créées par la loi de 2005, sont un partenaire important pour le soutien des personnes autistes. Leur fonction est essentiellement de répondre aux démarches administratives. Un Service d'accompagnement médico-social pour adultes handicapés (SAMSAH) peut se charger de la réinsertion sociale, familiale et professionnelle. De façon générale, d'après Catherine Barthélémy et Frédérique Bonnet-Brilhault, plus la personne est handicapée et/ou considérée comme déficitaire, et moins l'encadrement est important en nombre.
En France, le rattachement de l'autisme au domaine du handicap suscite des malaises. La plupart des associations et organismes du domaine gèrent l'autisme, mais il n'est pas toujours pris en compte, en raison d'un sentiment de sur-représentation médiatique et d'une perception comme un handicap « mineur », le fossé entre associations pour l'autisme et milieu du handicap restant profond.

## Discriminations et problèmes sociaux
D'après le sondage IFOP réalisé en mars 2016, 79 % des Français pensent que les personnes autistes sont victimes de discriminations. De nombreux préjugés leur généralisent à tort des caractéristiques telles que la violence, le caprice, l'insensibilité et le renfermement sur elles-mêmes. La société française a des difficultés « à accepter la différence, à composer avec ceux qui ne rentrent pas dans les normes ». D'après Brigitte Chamak, les représentations négatives de l'autisme en France « sont liées au fait que le terme d’« autisme » n’a été utilisé pendant longtemps que pour désigner des cas graves de perturbations de la communication et des relations sociales ».
Dans Je suis à l'Est !, Josef Schovanec témoigne de généralisations négatives envers la manière qu'ont les personnes avec autisme de s'exprimer, d'interagir ou de se déplacer. D'après son rapport, il n'y a « à peu près aucune corrélation entre l'entropie d'un parcours de vie et les potentialités de la personne ». Il note que « rarissimes sont les personnes autistes ayant eu un parcours de vie linéaire. La norme statistique dominante — voire quasiment unique en la matière — est l'alternance de phases de plus ou moins grande inclusion, de types divers de précarité, avec de multiples interruptions de parcours et de longues périodes sans solution ». Les périodes de vie les plus difficiles sont généralement le début de l'âge adulte, marqué par des troubles psychologiques avec un taux élevé de viols ciblant les femmes. Les personnes qui vivent en institution spécialisée subissent un changement d'environnement à la majorité (18 ans), impliquant souvent moins d'accompagnement et donc de possibilité pour elles de progresser. Les accès aux soins somatiques sont souvent difficiles, pour les enfants comme pour les adultes,. Ces derniers peuvent présenter avec le temps une forme de résignation, en raison de déchéances réelles ou perçues. La plupart des autistes français portent « les effets parfois dévastateurs [...] d'années de déscolarisation, d'exclusion médicale et sociale, souvent de grande précarité et de marginalité, quand ce n'est pas de violences ». Josef Schovanec ajoute que le devenir social dépend davantage de la qualité du cadre de vie que « d'un prétendu degré d'autisme ». Le rapport du CESE (2012) souligne que :

« La crise économique que connaît notre pays peut amplifier des rejets de celui qui n’est pas considéré comme « normal » et faire porter aux personnes autistes et à leur famille le poids financier et social des accompagnements »

— Conseil économique, social et environnemental, Le coût économique et social de l'autisme
Le taux de suicide des personnes autistes « fait partie des tabous du débat public » en France, leur mortalité n'ayant fait l'objet d'aucune étude. Une comparaison avec des chiffres issus d'études britanniques indique un taux de suicide neuf fois supérieur à celui de la population générale, double chez les femmes par rapport aux hommes, et une surmortalité due à l'épilepsie. Les personnes autistes rencontrent aussi des difficultés notables pour réussir l'examen du permis de conduire et pour se loger, les cas de figure étant variables en fonction du degré d'indépendance.
La question de la désinstitutionnalisation est l'objet de nombreux débats. Les personnes en institution ne sont pas nécessairement en plus grande précarité que celles qui vivent en milieu ordinaire, puisqu'il est pourvu à leurs besoins primaires (nourriture, homéothermie, logement). Les cas de grande marginalité sont probablement nombreux, les personnes autistes supposées autonomes étant les plus exposées à une perte de domicile, en particulier parmi des hommes n'ayant jamais connu de placement en institution spécialisée, au moment du décès de leurs parents.

### Utilisation du mot «autiste» comme insulte

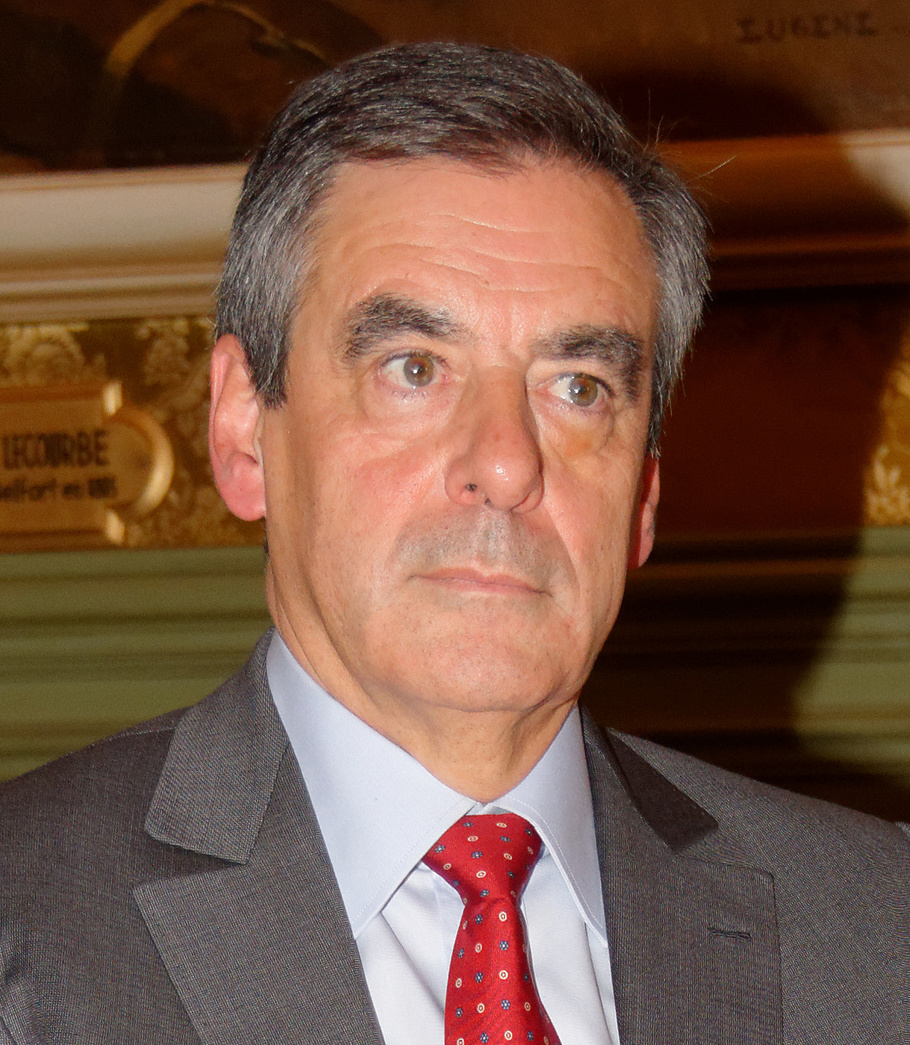
François Fillon a répété à trois reprises Je ne suis pas autiste lors du journal télévisé de 20 heures le 5 mars 2017, sur France 2.

L'une des preuves de l'ancrage de ces préjugés contre l'autisme en France est l'utilisation fréquente du mot « autiste » comme insulte dans la langue française, en associant le handicap à une tare. D'après Alexandre des Isnards, « autiste est devenu un terme courant qui désigne toute personne bizarre, peu sociable ». Selon le dictionnaire Larousse en ligne, le mot « autisme » désigne « au figuré, par exagération » un « déni de réalité qui pousse à s'isoler et à refuser de communiquer, et, particulièrement, d'écouter autrui ». Pourtant, cette vision de l'autisme est absolument fausse, puisque les personnes autistes voient et entendent ce qui se passe autour d'elles.
D'après le sondage de la Fondation Jean-Jaurès (2016), 72 % des Français se déclarent choqués par l'utilisation du mot « autiste » par des personnalités publiques pour insulter, ou désigner quelque chose de négatif. D'après l'association SOS autisme France (Olivia Cattan), un Français sur 10 a déjà utilisé le mot « autiste » comme insulte dans l'intention de se moquer d'un tiers, principalement chez les jeunes de 18 à 24 ans (dans 29 % des cas). Il semble que ce basculement négatif du sens du mot « autiste » ait accompagné la représentation plus fréquente de l'autisme dans la sphère publique. Il est signalé dès 2006 par Danièle Langloys (présidente d'Autisme France), pour qui « la France [...] est le seul pays au monde à trouver normal qu’on insulte publiquement un autre d’autiste ». Elle l'explique par l'exception psychanalytique associant autisme et psychose. Ainsi, « l'autisme reste bien souvent associé à une maladie psychiatrique ou psychologique dans l'imaginaire collectif », ce qui favorise une image négative. Pour Patrick Sadoun, « utiliser les termes d'autiste ou de mongolien comme insulte, c'est faire offense à la personnalité même de tous les autistes ou de tous les trisomiques, c'est la même chose que d'utiliser les termes de juif, d'arabe ou d'homosexuel comme insulte ».
Dans les cours de récréation françaises et les couloirs des universités, le mot « autiste » est devenu une insulte à la mode, souvent en remplacement du mot « mongolien »,,,. Olivia Cattan souligne l'existence de cet usage insultant dans des discussions sur Internet et dans la vie courante, de la part de personnes qui ne perçoivent pas la stigmatisation ainsi créée. Ces insultes sont également présentes dans les médias et la sphère politique française, en particulier, Michel Sapin (2008), Bruno Le Maire (2015) et David Pujadas (2015) en ont fait usage. Le 25 février 2017, Vanessa Burggraf et Yann Moix comparent un enfant autiste à un « con » qui n'est « pas très en forme » dans On n'est pas couché. Le 5 mars 2017, le candidat à l'élection présidentielle française François Fillon répète à trois reprises « Je ne suis pas autiste », entraînant 55 signalements au Conseil supérieur de l'audiovisuel et un débat polémique. Le professeur en sciences du langage Julien Longhi l'analyse comme un court-circuit de « la richesse sémantique du mot "autiste", pour la polariser vers un sens négatif », ainsi que « le signe d'un dérapage verbal intériorisé à partir de clichés ». Le 8 février 2019, une femme de 23 ans, Estelle, interpelle le président Emmanuel Macron sur cet usage politique du mot autisme dans le cadre du Grand débat national. Ces polémiques médiatiques ont porté le mot « autiste » à la connaissance du public, mais cela s'effectue le plus souvent sans réelles connaissances du sujet.
La Haute autorité de santé recommande l'usage de l'expression « personne autiste » plutôt que « personne avec TSA » ou toute autre expression (telle que « personne avec autisme » ou « autiste » tout court).

### Accès à l'éducation et aux loisirs

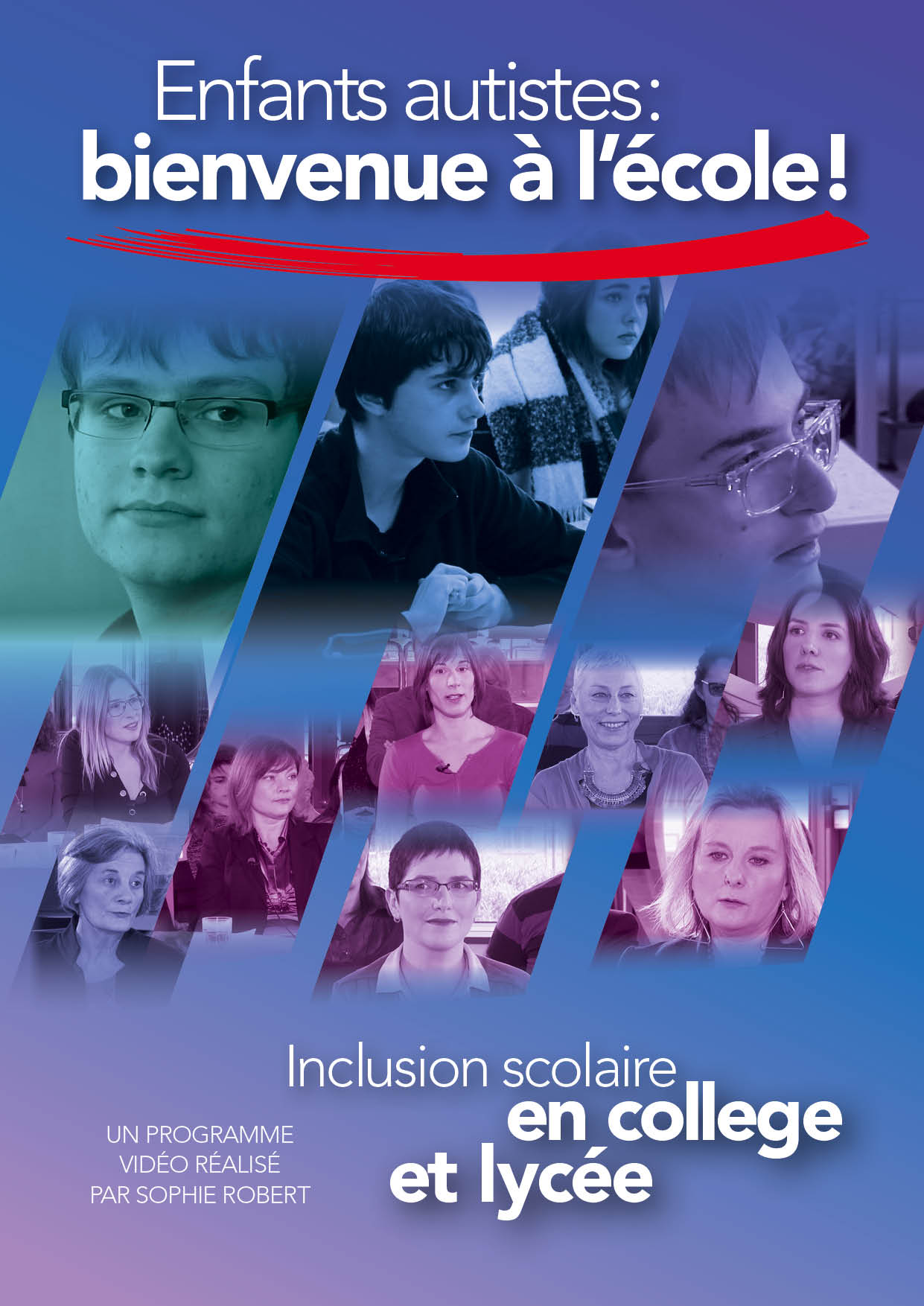
Couverture d'un DVD distribué par Sophie Robert, visant à favoriser l'inclusion scolaire des élèves autistes.

La question de la scolarisation des personnes autistes est récente en France, du fait de l'accent mis sur le soin au détriment de l'éducation jusque dans les années 1980. L'inclusion d'élèves autistes dans les classes ordinaires des écoles primaires et des collèges ne remonte qu'aux années 2000, en particulier pour appliquer la loi handicap de 2005.
Le taux de scolarisation en milieu ordinaire en France a progressé, mais il ne s'établit qu'à environ 20 % des enfants et adolescents diagnostiqués comme autistes en 2012, qui plus est, souvent sur un temps hebdomadaire limité. En 2014, des unités d'enseignement en école maternelle ont été créées, accueillant environ 200 élèves autistes en 2016. Les élèves plus âgés sont généralement répartis en classe pour l'inclusion scolaire (CLIS) puis en unité localisée pour l'inclusion scolaire (ULIS). Il n'existe pas de statistiques permettant de connaître le nombre exact d'autistes scolarisés, le Collectif Autisme estimant en 2011 que la moitié des enfants autistes français sont déscolarisés. Le taux de scolarisation reste très bas par comparaison avec les autres pays occidentaux. Ce problème a été souligné par le Comité des droits de l'enfant et le Conseil de l'Europe. Le cinquième rapport périodique du comité des droits de l'enfant de l'ONU (23 février 2016) note que « malgré la mise en œuvre de trois Plans Autisme successifs, les enfants autistes continuent d'être couramment victimes de violations de leurs droits. Il note, avec une préoccupation particulière, que la majorité des enfants autistes n'ont pas accès à l'enseignement dispensé dans les écoles ordinaires ou reçoivent un enseignement limité, dispensé à temps partiel, et ne bénéficient pas des services de personnels spécialement formés pour favoriser leur inclusion ». Josef Schovanec souligne la grande hétérogénéité des parcours scolaires des autistes, et la dichotomie nécessaire entre les compétences dans les matières scolaires et les compétences sociales, souvent traduite comme un « manque de maturité » de l'élève autiste d'un point de vue extérieur. Une autre difficulté réside dans la distinction entre ce qui est perçu comme facile et comme difficile par un élève autiste. Danièle Langloys souligne l'opposition conceptuelle et idéologique entre le secteur de l'éducation nationale et celui du médico-social en France, rendant difficile les accompagnements individuels d'élèves autistes en classe, ainsi que l'absence d'accès scolaire pour les enfants considérés comme ayant des symptômes d'autisme sévères. Les enseignants français ne sont généralement pas formés pour l'autisme.
Selon la Délégation interministérielle à la stratégie nationale pour l'autisme : en 2022, 40 000 enfants autistes ont été repérés et adressés à l'une des 103 plateformes de coordination et d'orientation pour l'autisme au sein des troubles du neuro-développement (soit deux fois plus qu'en 2021), et le nombre de GEM (groupes d’entraide mutuelle) était de 656 au 31 décembre 2021 (soit +51 par rapport à 2020).
Les parents sans solution de scolarisation ou de garde sont souvent contraints de s'occuper eux-mêmes de leur enfant, à domicile. D'après Olivia Cattan, les parents d'enfants autistes français rencontrent aussi de multiples problèmes d'accès à d'autres lieux de socialisation tels que les salles de sport et les conservatoires. Lorsque les enfants autistes ont accès aux établissements scolaires, ils y sont fréquemment victimes de violences. La présence d'une assistante de vie scolaire (AVS) est souvent nécessaire, mais elles ne sont généralement pas assez nombreuses ni assez formées (2016).
L'attachement en France pour la possession d'un diplôme est un facteur pénalisant pour les personnes autistes, dans la mesure où la plupart sont autodidactes.
La France a des décennies de retard dans le traitement de l'autisme et explique qu'elle a été condamnée cinq fois (2004, 2007, 2008, 2012, 2014) par le Conseil de l'Europe pour discrimination à l'égard des enfants autistes, défaut d'éducation, de scolarisation et de formation professionnelle.

### Emploi
D'après le rapport de Josef Schovanec, rendu le 16 mars 2017, la situation de l'emploi des personnes autistes en France est mauvaise, les initiatives en ce domaine étant balbutiantes. Il n'existe pas de données statistiques, notamment du fait qu'un grand nombre d'adultes autistes ne sont pas diagnostiqués comme tels. Des considérations philosophiques liées au mouvement antipsychiatrie poussent à exclure de l'emploi, considérant que toute forme de travail serait aliénante ou source de souffrance. Les emplois proposés aux personnes diagnostiquées ont longtemps été limités aux instituts médico-professionnels (IMPro), qui ne répondent généralement pas à leurs attentes ni ne prennent en compte leurs difficultés d'ordre social et sensoriel. Il souligne l'existence du « mythe de l'autiste lourd » pour justifier l'impossibilité d'accéder à l'emploi, alors qu'aucune donnée n'établit de corrélation entre la sévérité supposée du handicap et le degré de compétences professionnelles, et que le handicap des personnes autistes est susceptible d'évolutions. Ainsi, certaines entreprises annoncent rechercher uniquement des profils « Asperger ». Une autre difficulté tient aux aspirations des personnes autistes, préférant généralement travailler dans la discrétion et l'anonymat. Il recommande dix secteurs d'activité adaptés aux particularités des personnes autistes : les métiers de l'armée, la traduction-rédaction, les métiers en contact avec des animaux et la nature, l'art et l'artisanat, la mécanique, le secteur des bibliothèques, l'informatique, la restauration-hôtellerie, le secteur de l'autisme lui-même, enfin les métiers dits « traditionnels » .
L'enquête de la Fondation Jean-Jaurès (2016) a recueilli 81 % d'avis favorables à l'accueil et au travail des personnes autistes dans les entreprises. Un autre débat consiste à savoir s'il vaut mieux privilégier un emploi dans un milieu ordinaire ou protégé, les deux ayant permis des réussites notables. D'après l'enquête de Sophie Le Callenec et Florent Chapel, seules 1 000 à 2 000 personnes adultes diagnostiquées comme autistes auraient un emploi dans le milieu ordinaire en France, ce qui signifie qu'entre 300 000 et 450 000 d'entre elles seraient exclues du monde du travail, en particulier parmi les adultes avec un handicap invisible.

## Recherche

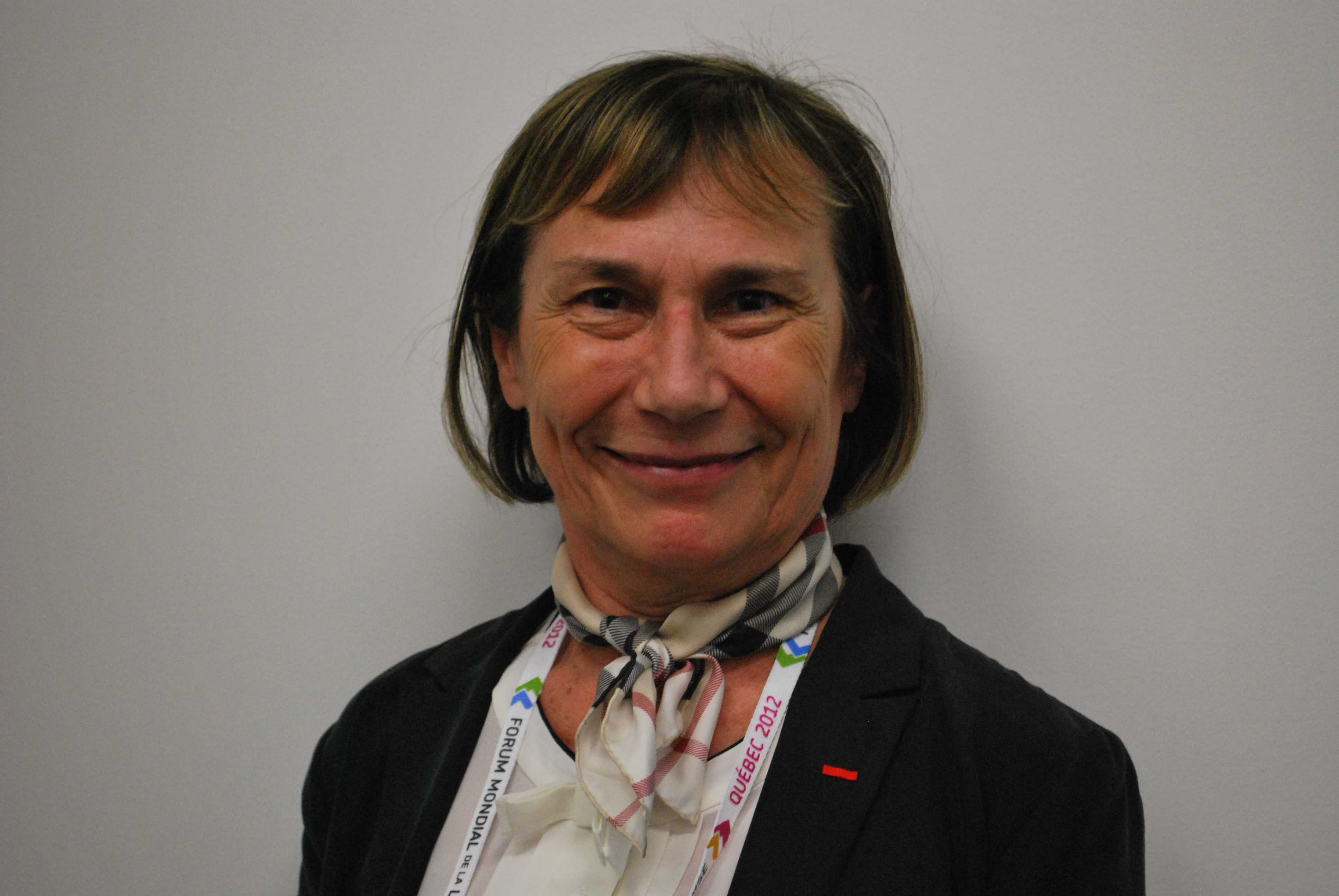
Catherine Barthélémy, chercheuse française récompensée pour ses travaux sur l'autisme.

Certaines unités de recherche et des chercheurs français ont contribué à l'avancée des connaissances en matière d'autisme. L'équipe pionnière est celle du CHRU de Tours, comptant entre autres Gilbert Lelord, que Feinstein considère comme « l'un des spécialistes français de l'autisme les plus connus », mais aussi la neurologue Catherine Barthélémy, officier de la Légion d'honneur et prix d'honneur de l'INSERM en 2016, qui a créé avec lui la première unité de recherche consacrée à l'autisme à l'INSERM en 1988. Cette équipe compte aussi les pédopsychiatres Dominique Sauvage et Frédérique Bonnet-Brilhault.

« Offrez du pain à moudre au cerveau de l'enfant autiste, et vous le verrez phosphorer ; il n'attend que ça »

— Gilbert Lelord
L'équipe de Tours est à l'origine de la création et l'application de la thérapie d’échange et de développement, une forme de thérapie par le jeu, faisant appel à la stimulation et à la mobilisation.

### Neuroscientifiques
Deux chercheuses françaises du domaine des neurosciences ont été récompensées du grade de chevalier de la légion d'honneur, la psychiatre et neurologue Marion Leboyer (en 2006) et la psychologue cognitiviste Bernadette Rogé (en 2012), également récompensée en 2014 pour l'ensemble de ses travaux sur l'autisme, qui bénéficient d'une reconnaissance internationale. L'équipe de Thomas Bourgeron a trouvé la première mutation monogénique impliquée dans une forme d'autisme, en 2007. Éric Lemonnier, pédopsychiatre connu pour son passage au CHU de Brest, mène des travaux sur la bumétanide. Catherine Barthélémy, Laurent Mottron, Thomas Bourgeron, Marion Leboyer, Bernadette Rogé et Amaria Baghdali font partie de la commission scientifique internationale réunie dans le cadre de la préparation du 4e Plan Autisme. Laurent Mottron, un psychiatre cognitiviste né et formé en France, a déménagé au Canada dans les années 1990, par opposition à l'approche psychanalytique de l'autisme. Il a participé à plus d'une centaine d'articles de recherche, dont un dans la revue Nature, concernant les avantages perceptifs et l'intelligence des autistes. Parmi les chercheurs plus jeunes en termes de carrière (2016) l'un des plus impliqués dans les travaux neuroscientifiques sur l'autisme est Franck Ramus.

### Psychanalystes
Bien que Françoise Dolto soit souvent citée pour sa conception psychanalytique de l'autisme, elle s'est peu intéressée au sujet, considérant comme Bruno Bettelheim qu'une relation négative avec la mère provoque l'autisme. Plusieurs auteurs estiment néanmoins que Dolto est responsable de la perpétuation de méconnaissances relatives à l'autisme,,,. Richard Battes met également Maud Mannoni (1923 - 1998) en cause dans la diffusion d'une conception psychodynamique de l'autisme, qui s'est révélée être fausse. Serge Lebovici (1915-2000), ouvert aux neurosciences, a néanmoins gardé une approche strictement psychanalytique de l'autisme. Bernard Golse a travaillé sur le développement précoce des niveaux archaïques du fonctionnement psychique, et le processus de sémiotisation et de symbolisation chez l'enfant. Pierre Delion a contribué à la pratique et à l'étude du packing ; son ouvrage sur le sujet a été récompensée du prix spécial 2009 de L'Évolution psychiatrique. Jacques Hochmann est l'auteur d'une Histoire de l'autisme qui aborde l'évolution de la conception de l'autisme en France, dans une perspective psychopathologique. Henri Rey-Flaud a écrit L'enfant qui s’est arrêté au seuil du langage, une synthèse de « l’histoire et de la genèse des différentes approches de l’autisme » selon une perspective psychanalytique. Marie-Dominique Amy a travaillé sur la communication primaire de l’enfant, Marie-Christine Laznik a théorisé que l’autisme chez l'enfant serait lié au « ratage de la mise en place du circuit pulsionnel ».

## Tissu associatif et réseaux
Il existe de nombreuses associations de parents d'enfants autistes et/ou de personnes autistes (généralement des personnes diagnostiquées avec Asperger), en France. La plupart des associations nationales ont leur siège à Paris. Des associations régionales de qualité sont également actives.

### Associations de parents

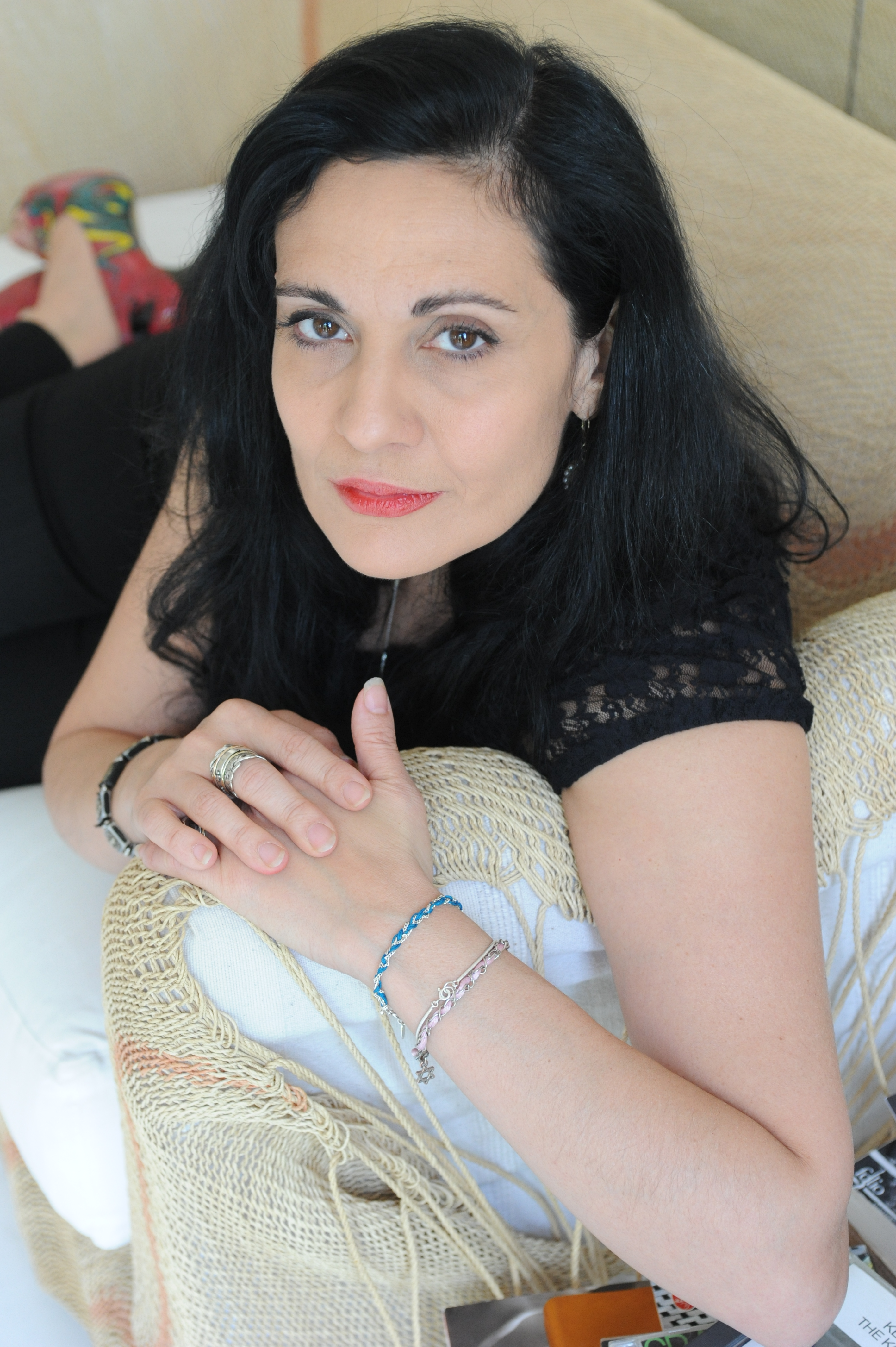
Olivia Cattan, mère d'un enfant autiste et présidente de SOS Autisme France.

D'après Brigitte Chamak, les associations actives dans le domaine de l'autisme en France ont principalement été créées par des parents, en réaction aux carences institutionnelles, et à de mauvais rapports avec les professionnels de santé. Elles participent de façon croissante aux prises de décision publiques dans les années 2000. La rencontre entre ces associations, et les politiques Simone Veil et Jean-François Chossy, joue un rôle déterminant dans l'évolution de l'approche de l'autisme, en particulier dans les transformations des représentations et les diagnostics et interventions. D'après Brigitte Chamak, « en favorisant l’adoption des critères diagnostiques élargis, [ils ont] rejeté les interprétations psychanalytiques, et ont contribué à redéfinir l’autisme comme un handicap d’origine génétique impliquant un développement atypique du cerveau [...] cependant, les familles les plus démunies ne sont pas représentées ». Ces associations orientent généralement la recherche vers le domaine des neurosciences. Les parents qui les dirigent sont généralement issus des classes moyennes ou supérieures, et mobilisent des ressources juridiques, des médias et différents réseaux.
En 1962, la première association de parents d'enfants handicapés s'occupant entre autres d'enfants autistes voit le jour, l'Association au service des inadaptés ayant des troubles de la personnalité (ASITP),. En 1983, des parents et des professionnels de santé pressent les membres de l'ASITP de créer l'Association pour la recherche sur l'autisme et la prévention des inadaptations (ARAPI) à Tours, visant à soutenir la recherche scientifique dans ce domaine. Dans les années 1980, de nouvelles générations de parents fondent les associations AIDERA (1983), Autisme Île-de-France (1983), La Garenne du Val (1987), Pro Aid Autisme, et Aria (1988).
En 1985, deux associations de parents, dont Pro Aid Autisme, soutiennent la diffusion des thérapies cognitivo-comportementales, mais l'ASITP ne rejoint pas cette position. En 1986, la dissension entre des parents partisans des TCC et les représentants de la psychiatrie-psychanalytique Serge Lebovici et Pierre Ferrari provoque leur démission de l'ARAPI. Trois ans plus tard, cette opposition aboutit à la dissolution de l'ASITP, et à la création de deux associations idéologiquement opposées : Autisme France, qui condamne la psychiatrie-psychanalytique française, et Sésame Autisme, qui continue à travailler avec ces approches,. Dans les années 1980 et 1990, ces deux associations sont en rivalité pour revendiquer la propriété des actions en matière d'autisme.
Autisme France est issue du regroupement de plusieurs petites associations de parents, qui se sont constituées en fédération. En 1991, un don de la fondation France Télécom lui permet de devenir l'association française majeure du domaine, et de fédérer de très nombreux parents. Elle se consacre principalement à la dénonciation de la psychiatrie-psychanalytique, en saisissant différents organismes au nom de l'éthique et de la déontologie. Depuis 1989, elle a mené de très nombreuses actions, y compris l'organisation de colloques scientifiques et de rencontres avec des personnalités politiques. Elle est actuellement présidée par Danièle Langloys.
Sont également actives en France (2015) les associations Vaincre l'autisme (anciennement nommée « Léa pour Samy »), la Fondation autisme, Autistes sans frontières, Autisme Europe et SOS Autisme France, présidée par Olivia Cattan. Penelope Fillon est marraine d'Asperger Aide France, une association présidée par Elaine Taveau, dont elle participe aux activités.
Huit associations dont Asperger Aide France, Sésame Autisme, Autisme France, Autistes sans frontières, Pro Aid Autisme, l'UNAPEI, Agir et vivre l'autisme et les 4A (elle-même un collectif d'associations comptant entre autres Asperansa et l'Ass des as) se sont regroupées sous le nom de « Collectif autisme ». Il déclare sur son site web réunir environ 200 associations, et représenter environ 30 000 familles françaises concernées par l'autisme.
Les associations gestionnaires d'établissements (Sésame autisme, Autisme France...) jouent aussi un rôle d'employeur.

### Associations et réseaux de personnes autistes
Au début des années 2000, d'après Stéfany Bonnot-Briey, il n'existait aucune structure représentant les personnes autistes elles-mêmes en France en raison de méconnaissances, ce qui a motivé la création d'une association internationale, SATEDI, qui fut la première association francophone d'auto-représentation des personnes autistes à voir le jour. Elle n'adopte pas de positions communautaristes.
L'Alliance autiste, créée début 2014 par Eric Lucas, est une association de personnes autistes opposée à la vision "défectologique" de l'autisme qui, dans ses rapports publiés par l'ONU ,, dénonce les violations des Conventions internationales par l'État français.
Un Comité consultatif national des autistes de France (CCNAF) a été établi, en application de l'article 4.3 de la convention de l'ONU relative à la représentation des personnes handicapées.
En 2016 est créée l'Association francophone de femmes autistes.
Depuis les années 2000, les personnes autistes organisent des rencontres et dialoguent sur Internet, via des « cafés Asperger », des blogs, et différentes associations telles que l'Ass des as, Asperger Amitié (active en région parisienne), Asperger Lorraine (dans la région du même nom) et Asperansa en Région Bretagne. Josef Schovanec recommande deux forums de discussion aux personnes concernées par l'autisme, celui de l'association Asperansa et celui de SATEDI.

### Associations de professionnels de santé
La première initiative de création d'une association comptant des professionnels de santé du domaine de l'autisme est celle de l'Association pour la recherche sur l'autisme et la prévention des inadaptations (ARAPI), en 1983, de la part de parents qui se sont au préalable rapprochés du psychiatre Gilbert Lelord, très impliqué dans des travaux de recherche.
Cette association est atypique, dans la mesure où elle compte à parité parents et professionnels de santé.
Les psychanalystes françaises Geneviève Haag et Marie-Dominique Amy ont fondé la coordination internationale entre psychothérapeutes psychanalystes s'occupant de personnes avec autisme et membres associés (CIPPA) en 2004.

## Représentations de l'autisme dans les médias et le milieu culturel français
Le mot autisme était presque inconnu dans les médias français jusque dans les années 1990. En octobre 1974, l'ORTF diffuse une émission de Daniel Karlin qui présente l'école orthogénique de Bruno Bettelheim au grand public, ainsi que sa théorie de La Forteresse vide. Elle influence longuement la perception de l'autisme en France par les psychanalystes, et créée par la suite une polémique sur le rôle des parents, en particulier de la mère, dans le développement supposé de l'autisme chez l'enfant,. Des reportages et articles font à nouveau controverse en 1988, lorsque la méthode TEACCH est présentée au public. Selon Brigitte Chamak, depuis lors, de plus en plus d’articles de presse ont repris les revendications des associations de parents et la couverture médiatique de l'autisme s'est orientée vers une accusation sans nuance de la psychiatrie française, en particulier depuis janvier 2012. La modification de la définition de l'autisme et l'augmentation de sa prévalence ont entraîné une plus grande médiatisation. Josef Schovanec souligne une « méconnaissance bilatérale » entre monde de l'autisme et médias, et un ressenti sombre de la part des associations françaises. Des reportages sont régulièrement tournés à propos d'établissements maltraitants ou dysfonctionnants. D'après Claude Wacjman, la perception publique de l'autisme est mauvaise, un tueur de masse américain ayant, par exemple, été immédiatement qualifié d'autiste dans les médias français le 14 décembre 2012.
Une soirée spéciale consacrée à l'autisme, sur France 2 le 30 mars 2016, a réalisé le deuxième meilleur score d'audience (PDA) parmi les chaînes télévisées françaises ce soir-là, avec 17 % de PDA et plus de 3 millions de téléspectateurs.

### Documentaires

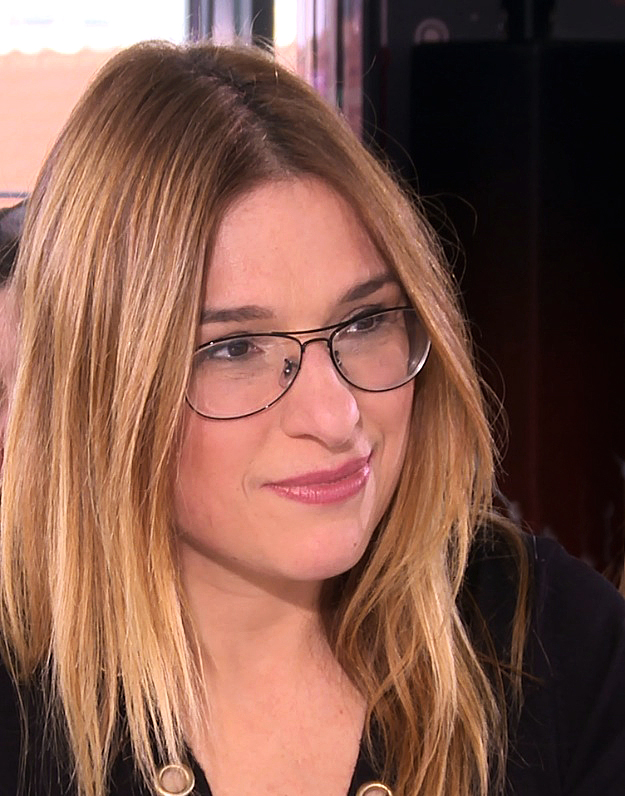
Sophie Robert, réalisatrice du documentaire Le Mur.

L'association Sésame Autisme a co-produit un documentaire, La vie en miettes, qui a été diffusé sur France 2 dans l’émission Envoyé spécial du 20 janvier 1994.
Sandrine Bonnaire a réalisé Elle s'appelle Sabine, un documentaire sorti en salles début 2008, portrait sensible de sa sœur cadette de 38 ans, institutionnalisée et déscolarisée depuis ses 12 ans. Sabine est présentée comme une jeune femme passionnée d'anglais et de musique, avant son internement en hôpital psychiatrique.
En 2011, la sortie du documentaire Le Mur de Sophie Robert entraîne une longue polémique sur la prise en charge de l'autisme en France. Ce film fait appel à une démonstration par l'absurde pour montrer le décalage entre le discours de psychanalystes et la réalité des connaissances scientifiques sur l'autisme. Les psychanalystes interviewés portent plainte contre la réalisatrice Sophie Robert, ce qui débouche sur une censure du film pendant deux ans. Ils sont déboutés en justice en 2013, les juges estimant que même si les propos des psychanalystes apparaissant après montage sont incomplets et parfois dépourvus des nuances d'origine, ils « n'ont pas été dénaturés ».
Sophie Révil réalise le documentaire-fiction Le Cerveau d'Hugo en 2012, croisant des témoignages de personnes autistes et de parents, à travers l'histoire fictive d'Hugo, un autiste que l'on suit de la petite enfance à l'âge adulte. Diffusé sur France 2 le 27 novembre 2012, il prend en compte l'évolution des connaissances sur l'autisme, notamment ses causes biologiques. Le militant américain Alex Plank voyage en France en février 2012 pour son documentaire intitulé Shameful (« Honteux »), dénonçant les raisons de la situation des personnes autistes. En novembre 2016 sort Dernières Nouvelles du cosmos de Julie Bertuccelli, mettant en scène la poétesse autiste non-verbale Babouillec, qui écrit des textes mêlant philosophie et métaphysique.

### Films de fiction
La comédie romantique Le Goût des merveilles, réalisée par Éric Besnard et sortie en 2015, met en scène un homme autiste à la fois hypersensible, proche de la nature, génie des mathématiques et de l'informatique, honnête et désintéressé par l'argent. Le réalisateur a reçu des conseils de psychologues, et l'acteur principal Benjamin Lavernhe s'est inspiré des autobiographies de Daniel Tammet, de Josef Schovanec et de Temple Grandin, pour jouer son personnage avec syndrome d'Asperger. Comparant ce film à Rain Man, Thomas Sotinel, critique cinéma pour Le Monde, regrette que le syndrome d'Asperger, qu'il qualifie d’« importation américaine », soit présenté comme « une addition de talents ».
En mai 2018 sort Monsieur je-sais-tout de Stéphan Archinard et François Prévôt-Leygonie, un film mettant en scène un jeune footballeur autiste, adapté du roman d'Alain Gillot, La surface de réparation (Flammarion, 2015).
Le film hors normes, réalisé par Olivier Nakache et Éric Toledano, sort en octobre 2019. Il est consacré à l'autisme au travers du travail de deux éducateurs  travaillant au contact d'enfants et d’adolescents et de l'action de leurs associations.
Le 11 juin 2025 sort Différente de Lola Doillon : cette comédie romantique dresse le portrait de Katia, qui découvrira son autisme au gré des péripéties de sa vie ordinaire de jeune adulte.

### Personnes autistes

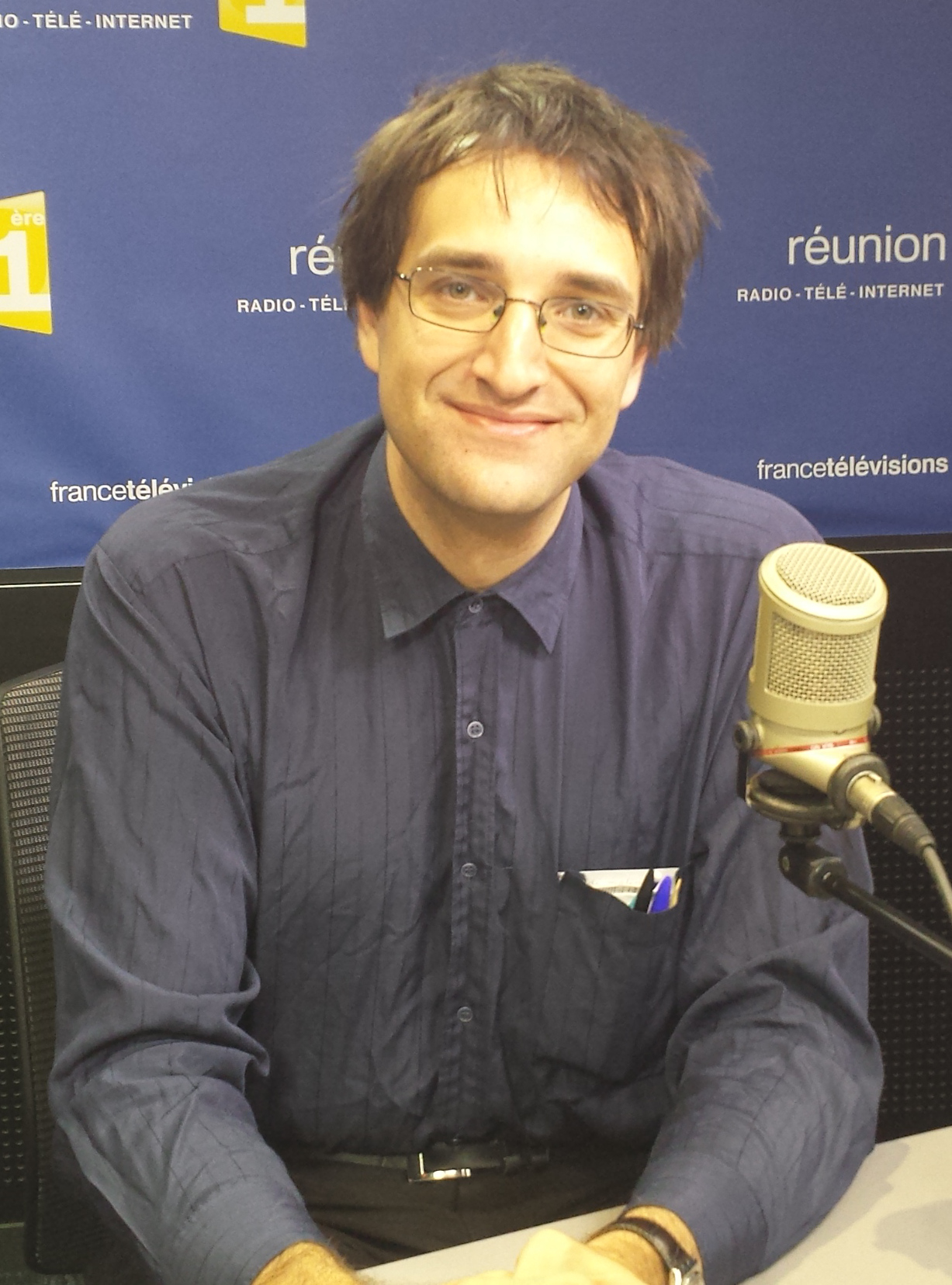
Josef Schovanec, écrivain, chroniqueur radio et militant, est aussi l'auteur d'un rapport gouvernemental sur l'emploi des adultes autistes en France.

Plusieurs personnes autistes, militantes ou non dans le cadre du mouvement pour les droits des personnes autistes, ont écrit des ouvrages et donné des conférences. Hugo Horiot, auteur de L'empereur, c'est moi, a reçu en 2013 le Prix Paroles de patients, et a annoncé sa candidature à l'élection présidentielle française de 2017, sous le slogan « Un destin pour tous ! », afin de défendre la neurodiversité en réaction aux propos de François Fillon. Très hostile à la psychanalyse, il l'estime « nocive ».
Josef Schovanec, polyglotte, voyageur, docteur et chercheur en philosophie et sciences sociales, ancien élève de Science Po Paris, a été porte-parole des personnes autistes pendant l'année de Grande Cause nationale, en 2012. La même année paraît son premier livre Je suis à l’Est !, témoignage de sa vie et de réflexions sur les différences. Il défend aussi les bienfaits du voyage sur les personnes autistes :

« Le voyage, au même titre que les médicaments sous une forme physique, devrait être remboursé par la Sécurité sociale. Je repense notamment à toutes les personnes autistes, qui n’ont commis aucun crime, et qui pourtant passent leur vie dans des établissements clos. Quels murs pourraient contenir leurs cris ? Quelle camisole chimique le scandale ? »

— Josef Schovanec, Éloge du voyage à l'usage des autistes et de ceux qui ne le sont pas assez.
Julie Dachez, chercheuse en sciences sociales connue notamment pour ses vidéos sur YouTube, a scénarisé une bande dessinée sur son quotidien de femme Asperger, La Différence invisible. En 2018 elle publie Dans ta bulle: Les autistes ont la parole, ouvrage mêlant réflexions théoriques issues de ses travaux et une approche personnelle et militante.
Émilien Hamel, chanteur baryton et compositeur, a créé un ensemble de musiciens autistes et non-autistes.

### Parents

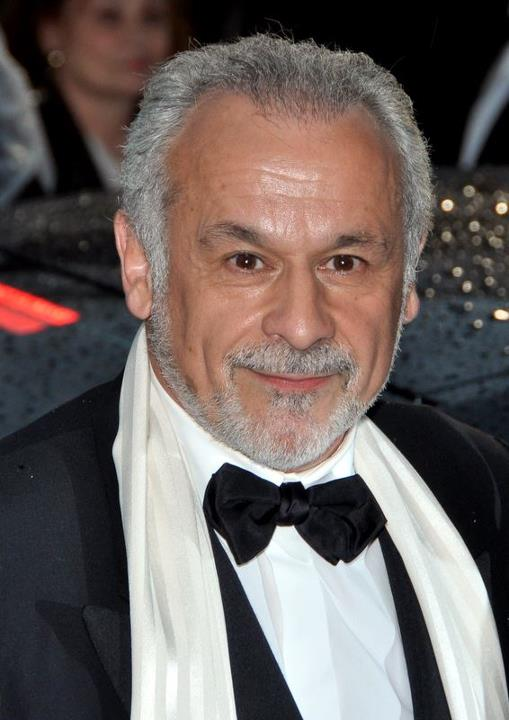
Francis Perrin, père d'un enfant autiste.

Un certain nombre de parents français se sont fait connaître par des publications et des actions médiatiques, entre autres Danièle Langloys (association Autisme France) et M'Hammed Sajidi (association Vaincre l'autisme). En 2000, Annie Beaufils, une mère d'enfant autiste divorcée, a dénoncé des placements forcés en institution et les accusations faites aux mères de causer l'autisme chez leurs enfants, en suivant une grève de la faim de 33 jours,. À cette même époque, Paul et Chantal Tréhin, les parents de l'artiste Gilles Tréhin, militent activement avec l'association Autisme Europe contre la psychanalyse, et encouragent les parents d'autistes français à rejoindre des associations.
Il existe aussi des témoignages de personnalités médiatiques. Francis et Gersende Perrin racontent l'éducation de leur fils autiste dans un livre biographique, Louis, pas à pas (2012), témoignant d'une culpabilisation de la part du corps médical français, et plaidant en faveur de la méthode ABA. Ils réalisent (et jouent) ensuite un téléfilm inspiré de leur parcours de vie, Presque comme les autres. La journaliste Olivia Cattan, présidente de l'association SOS autisme France, soutient également l'utilisation des TCC et souligne la souffrance et les inégalités sociales subies par les familles françaises concernées par l'autisme. Elle raconte dans son autobiographie D'un monde à l'autre (2014) avoir voyagé en Israël pour suivre la méthode Feuerstein avec son fils autiste Ruben. En contraste avec les avis précédemment exprimés, l'animatrice de télévision Églantine Éméyé défend la pratique du packing, qu'elle déclare avoir été bénéfique à son fils Samy dans son autobiographie Le voleur de brosses à dents (2015), et lors d'un reportage sur France 5.

## Controverses
L'autisme en France suscite de nombreuses controverses. Pour la rédaction de son ouvrage A History of Autism: Conversations with the Pioneers [« Une histoire de l'autisme : discussions avec les pionniers »], publié en 2011, l'écrivain-voyageur Adam Feinstein a effectué une comparaison de la situation en matière d'autisme dans différents pays. Il estime que la France « reste rétrograde », 75 % des personnes diagnostiquées autistes étant d'après lui gardées en hôpital psychiatrique.
De nombreuses controverses sont alimentées par les rivalités disciplinaires, la concurrence entre les théories et les approches, et les choix et modalités d’interventions. Ces conflits « plus délétères que féconds » compliquent et retardent les politiques publiques en matière d'autisme. Jacques Hochmann dénonce un « communautarisme dans la bataille de l'autisme », opposant le militantisme des associations de parents à celui des personnes autistes. Josef Schovanec souligne que la peur du communautarisme en matière d'autisme est typiquement française, ce questionnement n'ayant pas cours dans les pays anglo-saxons qui, d'après lui, « ne sombrent pas dans le communautarisme tant redouté ».

### Méconnaissances
D'après Catherine Barthélémy et Frédérique Bonnet-Brilhault (2012), un décalage important persiste entre les connaissances scientifiques internationales relatives à l'autisme et les pratiques constatées en France sur le terrain. De nombreux établissements d'accueil pour enfants autistes font appel à des théories scientifiquement invalidées : l'audit de 96 établissements de formation en travail social avec des personnes autistes, en février 2017, montre que seulement 14 % d'entre eux « proposent des contenus en conformité avec l’état des connaissances et en accord avec les recommandations de bonnes pratiques », et qu'une quinzaine présentent l'autisme comme une psychose infantile. Plusieurs établissements s'opposent frontalement aux recommandations et ne prennent pas les adultes en compte. De même, « l’évolution des conceptions des déterminants génétiques de l’autisme dans la presse spécialisée destinée aux travailleurs sociaux » français n'est « pas très représentative de l’émulation engendrée par cette question dans la littérature biomédicale internationale ». L'autisme est davantage présenté comme une pathologie médicale nécessitant des soins thérapeutiques plutôt que comme un handicap, malgré la loi de 2005. Les facteurs sociaux liés à l'autisme ne sont presque jamais mentionnés dans cette littérature. Le manque de formation au dépistage précoce de l'autisme reste important (2014), le délai d'attente en Centre Ressources Autisme peut atteindre plusieurs années, avant l'obtention du diagnostic. Des parents habitant en zone rurale peuvent ignorer de la nature des troubles de leur enfant durant de nombreuses années, un problème auquel s'ajoute celui des diagnostics erronés ou obsolètes (tels que les dysharmonies). Valérie Létard souligne qu'un nombre important de professionnels de santé, psychologues et travailleurs sociaux « refusent de remettre leur savoir en question et de le faire évoluer ».
Une enquête du Collectif Autisme menée en avril 2010 conclut que 90 % des français ne connaissent pas la prévalence de l'autisme, et qu'un médecin généraliste sur trois ignore de quoi il s'agit. La fondation Jean-Jaurès relève que 73 % des Français interrogés déclarent manquer d'informations sur l'autisme (mars 2016). D'après l'enquête de Sophie Le Callenec et Florent Chapel (2016), la prévalence est méconnue, 85 % des Français estimant que l'autisme ne concernerait que 5 000 à 50 000 personnes. Le double manque de formations spécialisées et de connaissance des besoins des personnes autistes a été soulevé par le rapport du CESE (2012).
D'après Josef Schovanec, l'une des méconnaissances les plus fréquentes est la croyance selon laquelle les personnes autistes sont des malades mentaux : « affirmer ou laisser sous-entendre par le cours des questions posées que les personnes autistes relèvent « par nature » de l'hôpital psychiatrique, devrait être tout aussi choquant et inadmissible que le seraient des affirmations analogues sur la place des femmes au foyer familial ». Il note la persistance de l'association entre autisme et enfant, probablement liée à l'utilisation du concept de psychose infantile, qui freine les mesures en faveur des adultes. Il estime par ailleurs que « la lutte pour la meilleure diffusion des connaissances et bonnes pratiques doit être la première des priorités ».

### Culpabilisation et précarisation des parents
D'après Feinstein (2011), de « nombreux » professionnels français de l'autisme continuent à croire que les parents sont responsables de l'état de leurs enfants. La théorie de la mère réfrigérateur a causé souffrances et incompréhensions, aussi bien pour les parents que pour leurs enfants autistes, considérés comme inéducables. Elle est à l'origine de l'opposition actuelle entre associations de parents et professionnels de santé. D'après Brigitte Chamak, « les témoignages de parents malmenés sont trop nombreux pour être considérés comme anecdotiques : phrases assassines, suivis des parents non en fonction de leurs difficultés à vivre avec un enfant différent mais en raison de leur supposée responsabilité, manque d’interventions structurées pour l’enfant, attente de « l’avènement du désir », absence de véritables projets éducatifs… Les interprétations fantaisistes et les mauvaises pratiques se sont accumulées au cours du temps engendrant rancœur et animosité de la part des familles ». Par ailleurs, Chamak note que certains psychiatres refusent le diagnostic d'autisme aux parents et/ou le formulaire de demande d’aide d’éducation spécialisée, au motif que « ces enfants ne devraient pas rapporter de l’argent aux parents », et au mépris de la loi handicap. Elle note également que « les services qui adoptent une approche psychodynamique favorisent les interprétations qui portent sur les relations parents-enfants et produisent des jugements sur les compétences parentales », et que « des parents qui jugent inutile de poursuivre des
consultations au centre médico-psychologique font parfois l’objet d’un signalement ». De plus, « lorsque les méthodes utilisées ne produisent pas les résultats escomptés, c'est aux parents ou aux enfants que l’on impute les échecs. Plutôt que de remettre en cause les thérapies, les comportements du patient et/ou de ses parents se voient stigmatisés ».
Olivia Cattan souligne l'abandon de carrières professionnelles par des mères qui se consacrent à leur enfant handicapé à temps plein, faute de lieux d'accueil disponibles. D'après elle, les familles monoparentales ou de la classe moyenne sont exposées à une précarisation et un isolement accrus, les familles les plus aisées déménagent dans des pays où la prise en charge est meilleure, et les plus pauvres sont condamnées à une forte inégalité sociale, faute d'avoir les moyens de s'occuper convenablement de leur enfant.

### Interventions
D'après le rapport gouvernemental de Christel Prado (2012), la question des interventions est l'objet de nombreuses « « querelles de chapelle » entre les tenants du tout psychanalyse et ceux du tout éducatif, dont les personnes autistes et leurs familles sont prisonnières depuis de nombreuses années ».

#### Psychanalyse
Pour des articles plus généraux, voir Autisme en psychanalyse et autisme infantile en psychanalyse.
Un grand nombre de parents d'enfants autistes (via les associations qui les représentent) et certains chercheurs (Nicolas Gauvrit et Franck Ramus, entre autres) s'expriment contre la psychanalyse. Nicolas Alerini voit dans l'autisme un « symptôme de l'antipsychanalyse », en particulier à travers la figure controversée de Bruno Bettelheim. Le chercheur américain et spécialiste international de l'autisme Fred R. Volkmar s'est étonné de la persistance des approches psychanalytiques et psychodynamiques de l'autisme en France, et a comparé cette situation à celle des États-Unis dans les années 1950. Dorothy Bishop et Joël Swendsen estiment que le recours à la psychanalyse persiste en France sur la base de figures d'autorité (Freud et Lacan) et de cercles de pouvoirs et d'influence ; bien que Lacan n'ait pas travaillé avec des enfants autistes, il continue d'exercer un attrait important sur les intellectuels français du domaine de l'autisme, ce alors que les intellectuels d'autres pays « moins crédules » considèrent son « verbiage cachant une pensée confuse » avec scepticisme.
D'après la sociologue Cécile Méadel, en 2006, l'interprétation psychanalytique de l’autisme restait largement mobilisée dans l'espace public et chez les professionnels des soins, « suscitant toujours la même solidarité et la même révolte » dans une liste de discussion entre parents, activée par l'association Autisme France, sur internet. Ils y partagent « des récits d’épisodes douloureux qui ont vu la responsabilité du handicap » leur être imputée. Brigitte Chamak, qui a suivi des services pédopsychiatriques français pour les besoins d'une étude sociologique en 2009, note que « les référents psychanalytiques paraissent encore très présents dans la formation et les interprétations des psychiatres » d'un service parisien. Elle ajoute que « les parents n'acceptent plus d'être considérés comme incompétents, voire responsables de l'autisme de leur enfant », et que les psychiatres d’orientation psychanalytique sont souvent pessimistes en ce qui concerne l'évolution à attendre des enfants autistes : « pour la majorité des psychiatres qui préconisent une approche d’inspiration psychanalytique, il s’agit de faire admettre aux parents qu’ils doivent se résigner au malheur et ne pas attendre de miracle ». Une étude de la littérature francophone spécialisée proposée aux travailleurs sociaux, sur 95 publications de 1989 à 2014, montre « une nette prédominance des conceptions psychanalytiques et psychodynamiques de l’autisme, et une présence soutenue des conceptions psychiatriques ».
D'après Laurent Mottron, « la France a mis à jour récemment le caractère anachronique et indéfendable du diagnostic et de la prise en charge qui régissait l’autisme sur son territoire. On s’accorde à mettre fin à une période pendant laquelle la France faisait figure de secte sur ces questions à l’égard de la rationalité dominante ailleurs ». Brigitte Chamak estime que « la situation de l’autisme en France est présentée comme un scandale lié aux orientations psychanalytiques adoptées par les psychiatres français. Cette simplification du problème ne permet pas de comprendre une situation complexe qui se traduit, dans la pratique, par le manque de structures adaptées pour répondre à l’augmentation des diagnostics d’autisme et à l’hétérogénéité des cas ».
D'après la psychanalyste pour enfants Maria Rhode, il existe un malentendu répandu, selon lequel les psychanalystes en leur ensemble tiendraient les parents pour responsables de l’autisme de leurs enfants. Selon Claude Wacjman, il ne faudrait pas opposer « apprentissages scolaires et soins, éducation et thérapeutique. Tout au plus peut-on instaurer une complémentarité, si on accepte de ne pas évincer l’un de ces termes au profit d‘un autre. Dans les méthodes de soins issues de la théorie psychanalytique, on a toujours fait place à l’enseignement et à ses apprentissages de base. La seule nouveauté dans la revendication de la dimension éducative est l’éviction de la psychanalyse ».

#### Packing
Le packing, ou enveloppement humide, consiste à envelopper la personne autiste dans des linges humides et froids, puis à la réchauffer progressivement. Selon les chercheurs David Amaral (américain), Laura Spinney (britannique) et Bertrand Jordan (français), cette technique est utilisée presque exclusivement en France, les autres pays l'ayant abandonnée, en raison d'un « consensus scientifique » international contre son utilisation. Le Pr Pierre Delion estime que « la technique du packing peut se révéler extrêmement utile pour les soins des enfants autistes et psychotiques ». Jacques Hochmann le juge inoffensif et pourvoyeur d'effets positifs. Selon Brigitte Chamak, « les parents qui y font appel constatent une diminution des automutilations. Plutôt que de prescrire des médicaments en grande quantité et à de fortes doses, comme le font nombre de leurs collègues nord-américains, certains psychiatres français proposent, en accord avec les parents, des approches différentes qui leur sont reprochées ». M'hammed Sajidi (association Vaincre l'Autisme) note des contradictions dans l'argumentaire favorable au packing, les enfants autistes packés étant, d'après lui, souvent médicamentés en parallèle. Le packing est fortement dénoncé par les associations de parents, pour lesquels il constitue une dérive et un danger.
De même que la HAS et l'ANESM, le Comité des droits de l'enfant (CRC) de l'ONU recommande l'interdiction du packing dans son rapport, remis le 23 février 2016 : « Le Comité relève aussi avec préoccupation que la technique du « packing » (enveloppement de l’enfant dans des draps humides et froids), qui est assimilable à un mauvais traitement, n’ait pas été interdite par la loi et serait encore utilisée sur certains enfants atteints de troubles du spectre autistique ». Le 21 avril 2016, Ségolène Neuville demande aux établissements publics français de cesser d'y faire appel, via une circulaire ministérielle. La proposition de loi pour l'interdiction du packing et de son enseignement en France est déposée le 10 mai 2016 par un groupe d'élus, dont fait partie Daniel Fasquelle.

#### Comportementalisme et cognitivisme
Les thérapies cognitivo-comportementales (TCC) font également l'objet de controverses en France. Dans sa synthèse, la directrice de recherches émérite du CNRS Scania De Schonen rappelle que les TCC ont été scientifiquement évaluées comme efficaces pour réduire (entre autres) l'anxiété et les colères propres aux personnes avec autisme, ce qui explique la recommandation de la HAS en leur faveur. Laurent Mottron est plus critique, soulignant que « dans le monde francophone, la volonté légitime de se débarrasser du fardeau psychanalytique pour l’autisme, encore largement dominant en France », a entraîné une promotion sans critique des thérapies comportementales, et un biais en leur faveur dans le rapport de la HAS. Il l'explique par l'absence de questionnement de ces thérapies par le public français.
Pour le psychanalyste Pierre Delion, l'orientation comportementaliste est devenue « la seule et unique doxa acceptée par le décideur politique ». Il accuse les promoteurs de ces méthodes de « démagogie », et parle d'un fort niveau de haine atteint par les groupes de pression. Un autre psychanalyste, Yannick Pinard, estime que le troisième Plan Autisme revient à adopter aveuglément ce qui vient des États-Unis. Il s'agit selon lui d'une « instrumentalisation de l'autisme », et d'une politique aberrante univoque de la part d'un gouvernement qui énonce une « politique d'État aux accents de Sainte Inquisition ».
Le psychanalyste Hervé Bentata dénonce « les comportementalistes qui cherchent une position hégémonique à l’exclusion de tout autre traitement, se battant contre un adversaire largement imaginaire – « la psychanalyse » – et s’appuyant sur des études de résultats statistiques dont on commence à percevoir les limites et les biais scientifiques ». Les thérapies comportementales excluent d'après lui « tout ce qui fait la particularité d’une personne, de sa pensée et de ses sentiments », et fonctionnent dans « un pur dressage avec récompense et punition ». Il est, par contre, favorable aux traitements cognitivistes, qui « se fondent sur les caractères particuliers de la pensée et de la cognition de l’enfant autiste, et vont tâcher de mettre en place des apprentissages et des modes de communication en rapport avec ces particularités ».
Brigitte Chamak fait état d'une plainte pour maltraitance contre un centre faisant appel aux TCC, donné en exemple par plusieurs associations de parents, et dans lequel l'ARS a constaté des dysfonctionnements. Elle cite également des témoignages contre le coût des méthodes comportementales, et l’inadaptation de la scolarisation comparée aux hôpitaux de jours. Ces faits ont rencontré peu d’écho médiatique.

### Placements abusifs
Le placement des enfants autistes est un sujet sensible. D'après des témoignages de parents, l'aide sociale à l'enfance demande régulièrement la séparation d'enfants autistes de leur foyer familial. Un avocat français spécialisé dans ces dossiers dit traiter une vingtaine de cas par an. Les associations de parents dénoncent des placements abusifs dus à une confusion entre les troubles du spectre de l'autisme et des sévices infligés aux enfants. Ce problème a été soulevé par le Comité des droits de l'enfant dans son rapport de 2016 : « L’État partie [la France] devrait également veiller à ce que les enfants autistes ne fassent pas l’objet de placements forcés en institution ou de placements administratifs et à ce que les parents ne subissent plus de représailles lorsqu’ils refusent le placement de leur enfant en institution ».
En 2015, l'affaire Rachel, impliquant le placement des trois enfants d'une mère de famille divorcée au motif d'un syndrome de Münchhausen par procuration et d'un syndrome d'aliénation parentale, est fortement médiatisée par les associations de parents d'enfants autistes, en particulier par Danièle Langloys.

### Départs en Belgique et en Suisse
En 2007, environ 3 500 enfants autistes français étaient accueillis dans des instituts médico-pédagogiques de Belgique, en Wallonie, conséquence, d'après Chamak, d'un « incontestable manque de places » pour les « patients les plus sévèrement atteints ». De nombreux témoignages continuent de souligner (2014) que, faute de places dans des écoles ou d'autres lieux adaptés à l'accompagnement des enfants handicapés, des enfants autistes sont envoyés en Belgique ou en Suisse pour y être scolarisés, aux frais de la sécurité sociale. Certains parents estiment par ailleurs que la prise en charge est meilleure en Belgique qu'en France,.

### Maltraitances en institution
Les associations Vaincre l'autisme et SOS Autisme France se sont illustrées dans les années 2000 et 2010 par des accusations de maltraitance délibérée dans les établissements de soins. En 2014, le Collectif autisme estimait que 43,8 % des personnes autistes françaises sont ou ont été victimes de mauvais traitements dans des établissements spécialisés dans leur accueil. D'après Sophie Le Callenec et Florent Chapel, les droits de l'homme n'y sont pas toujours respectés. Ils soulignent l'administration de fortes doses de médicaments pour la tranquillité du personnel, et citent des cas de personnes autistes sanglées de force à des lits, ou confinées dans des cellules de 10 m2, ou forcées à faire leurs besoins sous elles. Les raisons de ces mauvais traitements sont multiples, mais plus particulièrement dues au manque de personnel et à l'inexpérience des aides-soignantes livrées à elles-mêmes.

### Sur-médication
Le comité des droits de l'enfant, mais aussi les personnes autistes Josef Schovanec et Stefany Bonnot-Briey, soulèvent le problème de la sur-médication par certains psychiatres, touchant (d'après Schovanec) particulièrement des hommes jeunes « recevant trois, voire quatre ou plus neuroleptiques différents en même temps, des cocktails médicamenteux particulièrement débilitants et préjudiciables à long terme [...] dont la véritable finalité paraît parfois davantage être de réduire la personne à une vie biologique élémentaire et donc non-perturbante pour son entourage que de lui permettre un quelconque développement ».

### Note
1. ↑  Mais pas exclusivement. Voir le commentaire du psychiatre et rédacteur en chef de la revue Perspective Psy, Jean-Marc Guillé : Jean-Marc Guillé, « Politiques publiques, discours et pratiques professionnelles autour de l'autisme », Perspectives Psy, EDK, Groupe EDP Sciences, vol. Vol. 47, no 2,‎ 1er juin 2008 (ISSN 0031-6032, résumé, lire en ligne).

#### Sources officielles françaises
- « L'autisme », Ministère des Affaires sociales et de la Santé (consulté le 21 mars 2017)

1. 1 2 3 4  « Qu’est-ce que l’autisme ? » (consulté le 12 janvier 2017).
2. 1 2  « L’état des connaissances » [archive] (consulté le 20 janvier 2017).
3. ↑  « Le plan autisme 2013 - 2017 » (consulté le 26 mars 2017).
4. ↑  « Les idées reçues » (consulté le 25 mars 2017).

- [Chossy 2003] Jean-François Chossy, « La situation des personnes autistes en France : besoins et perspectives », septembre 2003

1. ↑  Chossy 2003, p. 11 ; 14 ; 16.
2. ↑  Chossy 2003, p. 69.
3. ↑  Chossy 2003, p. 70.
4. ↑  Chossy 2003, p. 20 ; 48-49.

- [CCNE 2007] Comité consultatif national d'éthique pour les Sciences de la Vie et de la Santé, « Sur la situation en France des personnes, enfants et adultes, atteintes d’autisme. Avis No 102 » [archive], 2007.

1. ↑  CCNE 2007, p. 5-6.
2. ↑  CCNE 2007, p. 6 ; 11.
3. ↑  CCNE 2007, p. 1.
4. ↑  CCNE 2007, p. 2.
5. 1 2 3  CCNE 2007, p. 23.
6. ↑  CCNE 2007, p. 25.
7. ↑  CCNE 2007, p. 7.
8. ↑  CCNE 2007, p. 13.
9. ↑  CCNE 2007, p. 5.
10. ↑  CCNE 2007, p. 6.
11. ↑  CCNE 2007, p. 20.

- [HAS 2010] « Autisme et autres troubles envahissants du développement : État des connaissances hors mécanismes physiopathologiques, psychopathologiques et recherche fondamentale », Haute Autorité de santé, janvier 2010.

1. ↑  HAS 2010, p. 27, tableau 4.

- [HAS 2012] « Autisme et autres troubles envahissants du développement : interventions éducatives et thérapeutiques coordonnées chez l’enfant et l’adolescent », Haute Autorité de santé, mars 2012.

1. ↑  HAS 2012, p. 25.
2. 1 2  HAS 2012, p. 27.
3. ↑  HAS 2012, p. 34.

- [HAS 2017] « Trouble du spectre de l'autisme : Interventions et parcours de vie de l'adulte », Haute autorité de santé, juin 2017

1. ↑  HAS 2017.
2. 1 2  HAS 2017, p. 4.

- [IGAS 2017] Claire Compagnon, Gilles Petrault et Delphine Corlay, « Évaluation du 3e plan autisme dans la perspective de l’élaboration d’un 4e plan », Inspection générale des affaires sociales et Inspection générale de l'éducation nationale, mai 2017

1. ↑  IGAS 2017, p. 14-15.
2. ↑  IGAS 2017, p. 5.
3. ↑  IGAS 2017, p. 7.
4. ↑  IGAS 2017, p. 8.
5. 1 2  IGAS 2017, p. 6.
6. 1 2  IGAS 2017, p. 3.

- [Prado 2012] Christel Prado (dir.), « Le coût économique et social de l’autisme », Conseil économique, social et environnemental, octobre 2012 (consulté le 4 juin 2016)

1. 1 2  Prado 2012, p. 4.
2. 1 2  Prado 2012, p. 8.
3. ↑  Prado 2012, p. 5.

- [Schovanec 2017] Josef Schovanec, « Rapport présenté à la Secrétaire d'Etat chargée des Personnes handicapées et de la Lutte contre l'exclusion sur le devenir professionnel des personnes autistes », Ministère des affaires sociales et de la santé, mars 2017

1. 1 2  Schovanec 2017, p. 17.
2. 1 2  Schovanec 2017, p. 22.
3. ↑  Schovanec 2017, p. 18.
4. ↑  Schovanec 2017, p. 16-17.
5. 1 2 3 4  Schovanec 2017, p. 7.
6. 1 2 3  Schovanec 2017, p. 9.
7. 1 2 3  Schovanec 2017, p. 72.
8. ↑  Schovanec 2017, p. 71-72.
9. 1 2 3  Schovanec 2017, p. 73.
10. 1 2  Schovanec 2017, p. 12.
11. ↑  Schovanec 2017, p. 75.
12. 1 2  Schovanec 2017, p. 5.
13. ↑  Schovanec 2017, p. 6.
14. ↑  Schovanec 2017, p. 10.
15. ↑  Schovanec 2017, p. 11.
16. ↑  Schovanec 2017, p. 11-12.
17. ↑  Schovanec 2017, p. 13.
18. ↑  Schovanec 2017, p. 44-53.
19. ↑  Schovanec 2017, p. 14-15.
20. ↑  Schovanec 2017, p. 19.
21. ↑  Schovanec 2017, p. 76.
22. ↑  Schovanec 2017, p. 20.
23. ↑  Schovanec 2017, p. 8.

- Autres sources gouvernementales

1. ↑  « Les jeunes adultes relevant de l'amendement Creton » [PDF], Direction de la recherche des études des évaluations et des statistiques, avril 2005 (consulté le 15 mars 2017).
2. ↑  Jean-Yves Barreyte et Carole Peintre - Délégation ANCREAI Île-de-France - CEDIAS, « Les jeunes adultes relevant de l’amendement Creton », Direction de la recherche des études des évaluations et des statistiques, 1er avril 2005 (consulté le 15 mars 2017).
3. ↑  Valérie Létard, « Évaluation de l’impact du Plan Autisme 2008-2010 », décembre 2011.
4. ↑  « Proposition de loi no 4211, relu le 13 décembre 2013. Exposé des motifs », sur assemblee-nationale.fr, 24 janvier 2012 (consulté le 22 mars 2017).
5. ↑  « Lancement du site officiel www.autisme.gouv.fr - Invitée d'honneur Mathilda May  - Invitations presse », sur social-sante.gouv.fr, Ministère des Affaires sociales et de la Santé, 30 novembre 2016 (consulté le 19 décembre 2016).
6. ↑  « Lancement du site officiel www.autisme.gouv.fr - Dossiers de presse » [archive], sur social-sante.gouv.fr, Ministère des Affaires sociales et de la Santé, 30 novembre 2016 (consulté le 19 décembre 2016).
7. ↑  « Ségolène Neuville : "La psychanalyse ne fait pas partie des méthodes recommandées pour les enfants autistes !" », La Chaîne parlementaire, 1er avril 2016 (consulté le 2 avril 2016).
8. ↑  Daniel Fasquelle, « N° 4134 (rectifié) Proposition de résolution invitant le Gouvernement à promouvoir une prise en charge de l’autisme basée sur les recommandations de la Haute Autorité de santé », Assemblée nationale, 13 octobre 2016 (consulté le 28 mars 2017).
9. ↑  Najat Vallaud-Belkacem, « Scolarisation des élèves présentant des troubles autistiques ou des troubles envahissants du développement : 50 emplois dédiés pour l'année scolaire 2016-2017 », Ministère de l'Éducation nationale, de l'Enseignement supérieur et de la Recherche, 15 février 2016 (consulté le 22 mars 2017).
10. 1 2  « Préparation du 4e Plan Autisme », Ministère des Affaires sociales et de la Santé, 2 décembre 2016 (consulté le 22 mars 2017).
11. 1 2  « Réunion de la commission scientifique internationale sur l’autisme » [archive], Ministère des Affaires sociales et de la Santé, 16 mars 2017 (consulté le 22 mars 2017).
12. ↑  « Décret du 31 décembre 2006 portant promotion et nomination », Journal officiel de la République française, no 1,‎ 2 janvier 2007, p. 8 (lire en ligne, consulté le 19 janvier 2017).
13. ↑  « Décret du 13 juillet 2012 portant promotion et nomination », Journal officiel de la République française, no 0163,‎ 14 juillet 2012, p. 11554 (lire en ligne, consulté le 28 mars 2017).
14. ↑  Elodie Herrero, « Université Toulouse - Jean Jaurès - Bernadette Rogé, récompensée pour son parcours de chercheuse et ses travaux sur l'autisme » [archive], Université Toulouse-Jean-Jaurès (consulté le 19 janvier 2017).
15. 1 2  Valérie Toutin-Lasri, « Instruction N° DGCS/SD4/2017/44 du 6 février 2017 relative au recueil national des contenus de formations délivrés pour les quatre diplômes suivants, en matière d'autisme : Diplôme d'Etat d'Educateur Spécialisé ; Diplôme d'Etat d'Educateur pour Jeunes Enfants ; Diplôme d'Etat de Moniteur Educateur ; Diplôme d'Etat d'Aide Médico-Psychologique », Ministère des affaires sociales et de la santé, 6 février 2017 (consulté le 11 avril 2017).
16. 1 2  « Discours de Ségolène Neuville - Comité National Autisme - Bilan d’étape du Plan Autisme 2013-2017 » [archive], Ministère des Affaires sociales et de la Santé, 21 avril 2016 (consulté le 22 mars 2017).
17. ↑  « N° 3727 - Proposition de loi de M. Daniel Fasquelle visant à interdire la pratique du packing, ou enveloppement corporel humide, sur toute personne atteinte du spectre autistique, ainsi que son enseignement », sur www.assemblee-nationale.fr, Assemblée nationale (consulté le 1er juin 2016).

#### Sources officielles internationales
1. ↑  Exclusion, égalité devant la loi et non-discrimination: actes, Council of Europe, 1995, 208 p. (ISBN 9287127131 et 9789287127136), p. 139.
2. ↑  « Action européenne des handicapés (AEH) c. France, Réclamation n° 81/2012 », sur Conseil de l'Europe, 5 février 2014 (consulté le 24 mars 2017).
3. 1 2 3 4 5  « Observations finales concernant le cinquième rapport périodique de la France », Comité des droits de l'enfant, 23 février 2016 (consulté le 9 mai 2016), p. 8-9.

#### CFTMEA
- [Misès 2012] Roger Misès (dir.), Classiﬁcation française des troubles mentaux de l’enfant et de l’adolescent – R-2012, Rennes, Presses de l'école des hautes études en santé publique,‎ 2012, 5e éd. (ISBN 978-2-8109-0082-4, présentation en ligne)

1. 1 2 3  Misès 2012, p. 20.

#### Enquêtes médico-sociales
- « Le regard des Français sur l’autisme », Fondation Jean Jaurès, 21 mars 2016 (consulté le 22 mars 2017)

1. 1 2 3 4  Fondation Jean Jaurès 2016.

- « L'autisme en France - Diagnostic et parcours de soin. Résultats de l'enquête », Doctissimo-FondaMental, 28 mars 2013

1. 1 2  Doctissimo-FondaMental 2013, p. 4.
2. 1 2 3  Doctissimo-FondaMental 2013, p. 3.
3. ↑  Doctissimo-FondaMental 2013, p. 7.
4. ↑  Doctissimo-FondaMental 2013, p. 9.
5. ↑  Doctissimo-FondaMental 2013, p. 14.

#### Brigitte Chamak
- [Chamak et Cohen 2007] Brigitte Chamak et David Cohen, « Transformations des représentations de l'autisme et de sa prise en charge », Perspectives Psy, vol. 46, no 3,‎ mars 2007, p. 218–227 (ISSN 0031-6032, lire en ligne, consulté le 20 mars 2017)

1. 1 2  Chamak et Cohen 2007, p. 218–227.
2. 1 2 3 4 5 6 7 8 9  Chamak et Cohen 2007, p. 223.
3. 1 2 3  Chamak et Cohen 2007, p. 224.
4. 1 2 3  Chamak et Cohen 2007, p. 219.
5. ↑  Chamak et Cohen 2007, p. 218 ; 220.
6. 1 2  Chamak et Cohen 2007, p. 221.
7. ↑  Chamak et Cohen 2007, p. 222.

- [Chamak 2009] Brigitte Chamak, « L'autisme dans un service de pédopsychiatrie », Ethnologie française, vol. 39, no 3,‎ 5 juin 2009, p. 425–433 (ISSN 0046-2616, lire en ligne, consulté le 26 mars 2017)

1. ↑  Chamak 2009, p. 425.
2. 1 2 3 4  Chamak 2009, p. 426.
3. ↑  Chamak 2009, p. 428.
4. ↑  Chamak 2009, p. 429.
5. 1 2  Chamak 2009, p. 430.
6. ↑  Chamak 2009, p. 427.

- [Chamak 2013a] Brigitte Chamak, « Autisme : nouvelles représentations et controverses », Psychologie Clinique, EDK, Groupe EDP Sciences, t. 2, no 36,‎ 2013 (lire en ligne)

1. ↑  Chamak 2013, p. 64.
2. ↑  Chamak 2013, p. 63-64.
3. ↑  Chamak 2013a, p. 62.
4. 1 2  Chamak 2013a, p. 61-62.

- [Chamak2013b] Brigitte Chamak, « La prise en charge de l’autisme : le traitement médiatique », Neuropsychiatrie de l'Enfance et de l'Adolescence, Elsevier, vol. 61, no 4,‎ juillet 2013, p. 231-235 (DOI 10.1016/j.neurenf.2012.12.004)

1. 1 2  Chamak 2013b, p. 232.
2. ↑  Chamak 2013b, p. 231-235.

- Autres références

1. 1 2  Brigitte Chamak, « Autisme et stigmatisation », L'information psychiatrique, vol. 87, no 5,‎ 15 novembre 2012, p. 403–407 (ISSN 0020-0204, lire en ligne, consulté le 25 mai 2017).
2. ↑  Brigitte Chamak, « Les récits de personnes autistes : une analyse socio-anthropologique », Handicap. Revue de sciences humaines et sociales, CTNERHI, nos 105-106,‎ 2005, p. 33-50 (lire en ligne, consulté le 22 octobre 2016).
3. ↑  Brigitte Chamak, « Autisme, handicap et mouvements sociaux », ALTER, European Journal of Disability Research, vol. 4,‎ 2010, p. 103–115 (DOI 10.1016/j.alter.2010.02.001, lire en ligne).

#### Jacques Hochmann
- [Hochmann 2009] Jacques Hochmann, Histoire de l'autisme, Éditions Odile Jacob, janvier 2009, 400 p. (ISBN 978-2-7381-2153-0, LCCN 2009402570, lire en ligne).

1. ↑  Hochmann 2009, p. 416.
2. ↑  Hochmann 2009, p. 465.
3. ↑  Hochmann 2009, p. 31.
4. ↑  Hochmann 2009, p. 41-64.
5. ↑  Hochmann 2009, p. 111 ; 128.
6. ↑  Hochmann 2009, p. 72-89.
7. ↑  Hochmann 2009, p. 247-250.
8. ↑  Hochmann 2009, p. 369.
9. ↑  Hochmann 2009, p. 32-35.
10. ↑  Hochmann 2009.
11. ↑  Hochmann 2009, p. 382.

- Autres références

1. 1 2  Jacques Hochmann, Paul Bizouard et Claude Bursztejn, « Troubles envahissants du développement : les pratiques de soins en France », La psychiatrie de l'enfant, Presses universitaires de France, vol. 54, no 2,‎ 22 décembre 2011, p. 525-574 (DOI 10.3917/psye.542.0525) .
2. ↑  Jacques Hochmann, « Le communautarisme dans la bataille de l’autisme », PSN, vol. 14,‎ 22 septembre 2016, p. 7–16 (ISSN 1639-8319, lire en ligne, consulté le 2 octobre 2016).

#### Laurent Mottron
- [Mottron 2004] Laurent Mottron, L' autisme, une autre intelligence : Diagnostic, cognition et support des personnes autistes sans déficience intellectuelle, Mardaga, coll. « Pratiques psychologiques », 2004 (ISBN 978-2-87009-869-1, présentation en ligne). .

1. ↑  Mottron 2004, Chap. Utilité du diagnostic.

- [Mottron 2013] Laurent Mottron, L'Autisme, une autre intelligence : Diagnostic, cognition et support des personnes autistes sans déficience intellectuelle, Primento, octobre 2013, 240 p. (ISBN 978-2870098691)Réédition numérique enrichie

1. 1 2 3  Mottron 2013, Chap. « Responsabilité de la nosographie française des troubles mentaux de l'enfant dans la méconnaissance des TEDSI ».

- [Mottron 2016] Laurent Mottron, L’intervention précoce pour enfants autistes : Nouveaux principes pour soutenir une autre intelligence, Mardaga, coll. « PSY-Émotion, intervention, santé », 2016, 256 p. (ISBN 978-2-8047-0262-5, présentation en ligne).

1. 1 2  Mottron 2016, p. 13-16.
2. 1 2  Mottron 2016, p. 11-12.
3. ↑  Mottron 2016, p. 15-16.
4. 1 2 3  Mottron 2016, p. 17.

- Autres références

1. ↑  « Publications de Laurent Mottron », sur www.ncbi.nlm.nih.gov, PubMed - NCBI (consulté le 20 mars 2017).
2. ↑  (en) Laurent Mottron, « Changing perceptions: The power of autism », Nature, vol. 479, no 7371,‎ 3 novembre 2011, p. 33–35 (ISSN 0028-0836, DOI 10.1038/479033a, lire en ligne).

#### Claude Wacjman
- [Wacjman 2013] Claude Wacjman, Clinique institutionnelle des troubles psychiques : Des enfants autistes à ceux des ITEP, Toulouse, Érès, coll. « Santé mentale », 2013, 304 p. (ISBN 2749237955 et 9782749237954, présentation en ligne)

1. ↑  Wacjman 2013, p. 73 ; 100.
2. 1 2  Wacjman 2013, p. 89-92 et suiv..
3. ↑  Wacjman 2013, p. 89-92 et suiv.
4. 1 2 3  Wacjman 2013, p. 9-10.
5. ↑  Wacjman 2013, p. 249.
6. ↑  Wacjman 2013, p. 17.

- [Wacjman 2015] Claude Wacjman, « Vers une police de l’autisme (2013-2014) ? », Psychologie clinique, EDP Sciences, no 39,‎ 2015, p. 7-24 (DOI 10.1051/psyc/201539007)

1. 1 2  Wacjman 2015, p. 12.
2. ↑  Wacjman 2015, p. 14-15 ; 18-19.
3. ↑  Wacjman 2015, p. 16.

- Autres

1. ↑  Claude Wacjman et Olivier Douville, « La fabrication de l'« autiste handicapé ». Chronique d'un passage à l'acte », Figures de la psychanalyse, no 24,‎ 22 novembre 2012, p. 99–129 (ISSN 1623-3883, lire en ligne, consulté le 22 mars 2017) .
2. ↑  Claude Wacjman, « Que nous enseigne la controverse sur l'autisme ? », Psychologie Clinique, no 36,‎ 6 février 2014, p. 8–30 (ISSN 1145-1882, lire en ligne, consulté le 5 avril 2017)

#### Livres et thèses français
- [Amy 2014] Marie Dominique Amy (dir.), Autismes et psychanalyses évolution des pratiques, recherches et articulations, Paris, Érès, 2014, 512 p. (ISBN 9782749240473, présentation en ligne)
- [Barthélémy et Bonnet-Brilhault 2012] Catherine Barthélémy et Frédérique Bonnet-Brilhault, L'autisme : de l'enfance à l'âge adulte, Éditions Lavoisier, 2012, 223 p. (ISBN 2-257-70399-5, présentation en ligne).

1. ↑  Barthélémy et Bonnet-Brilhault 2012, p. 5-6.
2. ↑  Barthélémy et Bonnet-Brilhault 2012, p. 10.
3. 1 2 3 4 5 6 7  Barthélémy et Bonnet-Brilhault 2012, p. 180.
4. 1 2 3  Barthélémy et Bonnet-Brilhault 2012, p. 178.
5. ↑  Barthélémy et Bonnet-Brilhault 2012, p. 177.
6. 1 2 3 4 5  Barthélémy et Bonnet-Brilhault 2012, p. 179.
7. 1 2  Barthélémy et Bonnet-Brilhault 2012, p. 172.
8. 1 2  Barthélémy et Bonnet-Brilhault 2012, p. 171.
9. 1 2  Barthélémy et Bonnet-Brilhault 2012, p. 174.
10. ↑  Barthélémy et Bonnet-Brilhault 2012, p. XV.
11. ↑  Barthélémy et Bonnet-Brilhault 2012, p. 178-179.
12. ↑  Barthélémy et Bonnet-Brilhault 2012, p. 175.
13. ↑  Barthélémy et Bonnet-Brilhault 2012, p. 177-178.

- [Borelle 2013] Céline Borelle, Le traitement social de l’autisme : étude sociologique du diagnostic médical, Thèse de psychologie. Université de Grenoble, 2013 (lire en ligne)

- [Delion et Golse 2013] Pierre Delion et Bernard Golse, Autisme : état des lieux et horizons, Eres, coll. « Le Carnet psy », 2013, 272 p. (ISBN 2749224594 et 9782749224596, présentation en ligne)

1. 1 2  Delion et Golse 2013, p. 44.
2. ↑  Delion et Golse 2013, p. 26.

- [Ferrari 2015] Pierre Ferrari, L'autisme infantile, Paris, Presses universitaires de France, coll. « Que sais-je ? », 2015, 128 p. (ISBN 9782130731108 et 2130731104)

1. ↑  Ferrari 2015, p. 16-17.
2. 1 2  Ferrari 2015, p. 17.
3. ↑  Ferrari 2015, p. 5-6.
4. ↑  Ferrari 2015, p. 6-7.

- [Jordan 2012] Bertrand Jordan, Autisme, le gène introuvable. De la science au business, Le Seuil, janvier 2012, 224 p. (ISBN 2021075028 et 9782021075021)

1. ↑  Jordan 2012, Chap. L'approche psychanalytique.
2. ↑  Jordan 2012, Chap. Le packing, un scandale bien français ?.

- [Löchen 2016] Valérie Löchen, « Prise en compte de l'autisme », dans Comprendre les politiques sociales, Dunod, coll. « Guides Santé Social », 2016, 5e éd., 464 p. (ISBN 2100746464 et 9782100746460)

1. 1 2 3 4 5 6 7 8  Löchen 2016, p. 226.
2. 1 2  Löchen 2016, p. 227-228.
3. 1 2 3 4 5 6 7  Löchen 2016, p. 227.
4. 1 2 3 4  Löchen 2016, p. 228.
5. 1 2 3 4 5 6 7 8  Löchen 2016, p. 229.
6. 1 2 3 4  Löchen 2016, p. 230.

- [Yvon 2014] Dominique Yvon, À la découverte de l'autisme: Des neurosciences à la vie en société, Dunod, 2014, 256 p. (ISBN 2100714996 et 9782100714995, présentation en ligne)

1. ↑  Franck Ramus, « Quelles questions pose l'autisme, et comment y répondre ? » dans Yvon 2014, p. 1-7.
2. 1 2 3  Baudouin Forgeot D'arc, « Qu'est-ce qu'une personne avec autisme ? » dans Yvon 2014, p. 8-14.
3. 1 2 3 4 5  Marie Freeman, « La situation en France » dans Yvon 2014, p. 228-234.
4. ↑  Yvon 2014, p. 92-97.
5. ↑  Scania De Schonen, « Les recommandations de la Haute Autorité de Santé » dans Yvon 2014, p. 142-143.

##### Livres de contextualisation internationale
- [Eyal 2010] (en) Gil Eyal, The Autism Matrix, Polity, 2010, 312 p. (ISBN 074564399X et 9780745643991, lire en ligne)

1. ↑  Eyal 2010, p. 60.
2. ↑  Eyal 2010, p. 51.
3. 1 2  Eyal 2010, p. 61.
4. 1 2  Eyal 2010, p. 62.

- [Feinstein 2011] (en) Adam Feinstein, A History of Autism: Conversations with the Pioneers, John Wiley & Sons, 2011, 400 p. (ISBN 1444351672 et 9781444351675, lire en ligne)

1. 1 2 3  Feinstein 2011, p. 106.
2. 1 2 3 4 5 6 7 8  Feinstein 2011, p. 103.
3. 1 2 3 4 5 6 7 8 9 10  Feinstein 2011, p. 104.
4. 1 2 3 4  Feinstein 2011, p. 105.

##### Livres de vulgarisation
- [Le Callenec et Chapel 2016] Sophie Le Callenec et Florent Chapel (préf. Josef Schovanec), Autisme, la grande enquête, Les Arènes, mars 2016, 245 p. (ISBN 2352045290 et 9782352045298)

1. 1 2 3 4 5 6 7  Le Callenec et Chapel 2016, chap. « Une maltraitance institutionnalisée ».

- [Shore et Rastelli 2015] (en) Stephen M. Shore et Linda G. Rastelli (trad. Josef Schovanec et Caroline Glorion), Comprendre l'autisme pour les nuls, Éditions First, mars 2015, 384 p. (ISBN 2-7540-6581-4). .

1. 1 2  Shore et Rastelli 2015, p. 369.
2. 1 2 3  Shore et Rastelli 2015, p. 370.
3. ↑  Shore et Rastelli 2015, p. 374.
4. ↑  Shore et Rastelli 2015, p. 377.

##### Témoignages
- [Cattan 2014] Olivia Cattan, D’un monde à l’autre: Autisme : Le combat d’une mère, Max Milo, 2014 (ISBN 2315005434 et 9782315005437)

1. 1 2 3  Cattan 2014, chap. XXXIII - La politique de l'autruche.
2. ↑  Cattan 2014, Rech. Discrimination dans livre numérique.
3. ↑  Cattan 2014, XXVIII : Autiste, un mot étiquette.
4. ↑  Cattan 2014, Rech. "Discrimination".
5. ↑  Cattan 2014.
6. ↑  Cattan 2014, Chap. XXV : La guerre est déclarée.

- [Dachez et Mademoiselle Caroline 2016] Julie Dachez et Mademoiselle Caroline, La Différence invisible, Paris, Delcourt, coll. « Mirages », 2016 (ISBN 978-2-7560-7267-8)
- [Éméyé 2015] Églantine Éméyé, Le voleur de brosses à dents, Robert Laffont/bouquins/segher, 2015, 294 p. (ISBN 2221146549 et 9782221146545, présentation en ligne)

1. ↑  Éméyé 2015.

- [Perrin et Perrin 2012] Francis Perrin et Gersende Perrin, Louis, pas à pas, JC Lattès, coll. « Essais et documents », 2012, 230 p. (ISBN 2709637758 et 9782709637756)

1. ↑  Perrin et Perrin 2012.

- [Pinard 2016] Yannick Pinard (préf. Pierre Delion), Éducation et soin, Champ social Éditions, 2016 (ISBN 2353719287 et 9782353719280)

1. 1 2  Pinard 2016, Préface par Pierre Delion.
2. 1 2  Pinard 2016, Chap. Petite histoire d'une tectonique des plaques.

- [Schovanec 2012] Josef Schovanec (préf. Jean Claude Ameisen), Je suis à l'Est ! : Savant et autiste, un témoignage unique, Plon, 1er mai 2012, 256 p. (ISBN 2-259-21886-5, lire en ligne).
- [Schovanec 2014] Josef Schovanec, Éloge du voyage à l'usage des autistes et de ceux qui ne le sont pas assez, Plon, 2014 (ISBN 2259222234 et 978-2259222235)

1. ↑  Schovanec et Glorion 2012, p. 15-18.
2. ↑  Schovanec 2014.

##### Autres livres
1. 1 2 3  Gerald Messadié, 500 ans de mystifications scientifiques, Archipel, 2013, 396 p. (ISBN 2809810559 et 9782809810554), « Pas de conclusions hâtives ! ».
2. ↑  Pierre Delion, Séminaire sur l'autisme et la psychose infantile, Érès, coll. « érès poche - santé mentale », 200 p. (ISBN 2749223385 et 9782749223384).
3. ↑  Isabelle von Bueltzingsloewen, L'Hécatombe des fous : La famine dans les hôpitaux psychiatiques français sous l'Occupation, Flammarion, 2016, 527 p. (ISBN 2081391090 et 9782081391093).
4. ↑  Anne Danion-Grilliat et Claude Bursztejn, Psychiatrie de l'enfant, Lavoisier, 2011 (ISBN 225722552X et 9782257225528), p. 204.
5. 1 2  Jean-Yves Guéguen, L'Année de l'Action sociale 2012 - Bilan des politiques sociales: Bilan des politiques sociales, perspectives de l’action sociale, Dunod, 2012, 232 p. (ISBN 2100579193 et 9782100579198), p. 199.
6. ↑  Brigitte Le Page, Connaître la Fonction publique territoriale, Foucher, 2014, 2e éd., 192 p. (ISBN 2216128309 et 9782216128303), p. 144.
7. 1 2  Alexandre des Isnards, « Autiste », dans Dictionnaire du nouveau français, Allary éditions, 2014, 399 p. (ISBN 9782370730091).
8. 1 2  Patrick Sadoun, Autisme: dire l'indicible, Éditions L'Harmattan, 2016, 109 p. (ISBN 2343088330 et 9782343088334, lire en ligne), p. 15.
9. 1 2  Jean-Charles Juhel et Guy Hérault, La personne autiste et le syndrome d'Asperger, Presses Université Laval, 2003, 311 p. (ISBN 2763779220 et 9782763779225, présentation en ligne), p. 21-22.
10. ↑  Marie et Claude Allione, Jacques Hochmann et Pierre Delion, Autisme. Donner la parole aux parents, Les Liens qui Libèrent, 213 p. (ISBN 9791020900425), rech. « Discrimination » dans livre numérique.
11. 1 2  Didier Pleux, Génération Dolto, Odile Jacob, 2 octobre 2008 (ISBN 978-2-7381-2155-4, lire en ligne), p. 118.
12. 1 2  Pierre Delion, La pratique du packing : Avec les enfants autistes et psychotiques en pédopsychiatrie, Erès, coll. « L'ailleurs du corps », 2007 (ISBN 2749207738).
13. ↑  Élisabeth Roudinesco et Michel Plon, Dictionnaire de psychanalyse, Paris, Fayard, 2011, p. 116.
14. ↑  Dominique Bourdin, La psychanalyse de Freud à aujourd'hui: histoire, concepts, pratiques, Editions Bréal, 2007, 317 p. (ISBN 2749507464 et 9782749507460), p. 163.
15. ↑  Élisabeth Roudinesco et Michel Plon, Dictionnaire de la psychanalyse, Paris, Fayard, coll. « La Pochothèque », 2011 (1re éd. 1997) (ISBN 978-2-253-08854-7), p. 166.
16. ↑  Catherine Zittoun, Sommes-nous bientraitants avec nos enfants ?, Doin, 2015, 322 p. (ISBN 9782704014743), p. 71.

#### Articles de psychanalyse
1. ↑  Marie-Christine Laznik, La prosodie avec les bébés à risque d’autisme : clinique et recherche, Presses universitaires de France, 17 septembre 2015 (ISBN 9782130557128, lire en ligne).
2. 1 2  Paul Alerini, « L'autisme : symptôme de l'antipsychanalyse ?, Abstract », Essaim, no 27,‎ 9 novembre 2011, p. 7–31 (ISSN 1287-258X, lire en ligne, consulté le 4 mai 2017).
3. ↑  Vincent Flavigny, « Histoire de l'autisme de Jacques Hochmann », Revue française de psychanalyse, vol. 76, no 1,‎ 26 avril 2012, p. 211–222 (ISSN 0035-2942, lire en ligne, consulté le 24 mars 2017).
4. ↑  Hervé Bentata, « "Fast-Com" et réseaux sociaux "Aspi" », Cahiers de PréAut, no 8,‎ 27 décembre 2013, p. 159–161 (ISSN 1767-3151, lire en ligne, consulté le 26 mars 2017).

- [Coen 2004] Abram Coen, « Perspectives actuelles dans la question de l'autisme : quelle place pour la psychanalyse ? », Cahiers de PréAut, L'Harmattan, vol. N°1, no 1,‎ 1er mars 2004, p. 125-140 (DOI 10.3917/capre.001.0123)
- [Grollier 2007] Michel Grollier, « L'autisme au XXIe siècle… », Cliniques méditerranéennes, Érès, vol. 76, no 2,‎ 13 septembre 2007, p. 271-286 (DOI 10.3917/cm.076.0271, lire en ligne, consulté le 5 août 2015)

1. ↑  Grollier 2007, p. 271.

- [Peuch-Lestrade 2007] Jean Peuch-Lestrade, « Autisme et psychanalyse : pourquoi la guerre ? », Topique, L’Esprit du temps, vol. 99, no 2,‎ 1er juin 2007, p. 17-28 (DOI 10.3917/top.099.0017)
- « Autismes », La revue lacanienne, Érès, vol. 1, no 14,‎ 2013 (ISBN 9782749236360, ISSN 1967-2055, lire en ligne)

1. ↑  Charles Melman, « Dolto, reviens ! », La revue lacanienne, no 14,‎ 18 juin 2013, p. 7–9 (ISSN 1967-2055, lire en ligne, consulté le 22 mars 2017).
2. ↑  Marie-Christine Laznik, « Lacan et l'autisme », La revue lacanienne, no 14,‎ 18 juin 2013, p. 81-90 (ISSN 1967-2055, lire en ligne, consulté le 22 mars 2017).

- [Janin-Duc 2013] Dominique Janin-Duc, « La clinique des autismes et leurs contextes thérapeutiques », La revue lacanienne, Érès, vol. 1, no 14,‎ 2013, p. 129–146 (ISSN 1967-2055, lire en ligne, consulté le 23 mars 2017)

1. ↑  Janin-Duc 2013, p. 129–146.
2. ↑  Janin-Duc 2013, p. 144.
3. ↑  Janin-Duc 2013, p. 141.
4. 1 2 3  Janin-Duc 2013, p. 139.
5. ↑  Janin-Duc 2013, p. 140.
6. ↑  Janin-Duc 2013, p. 137.

- [Bentata 2013] Hervé Bentata, « L'autisme aujourd'hui : quelques vérités issues de l’histoire et de l’expérience », La revue lacanienne, Érès, vol. 1, no 14,‎ 2013, p. 63-66 (DOI 10.3917/lrl.131.0063, lire en ligne)

1. 1 2 3  Bentata 2013, p. 63.
2. 1 2 3 4 5 6  Bentata 2013, p. 64.

#### Articles publiés dans des revues scientifiques
1. 1 2  (en) C. M. Durand, C. Betancur, T. M. Boeckers et al., « Mutations in the gene encoding the synaptic scaffolding protein SHANK3 are associated with autism spectrum disorders », Nat. Genet., vol. 39, no 1,‎ 2007, p. 25–7 (PMID 17173049, PMCID 2082049, DOI 10.1038/ng1933).
2. 1 2  Bernard Golse et Stephan Eliez, « À propos de l'autisme et des troubles envahissants du développement. Du « processus autistisant » à l'autisme de scanner... », La psychiatrie de l'enfant, vol. 50, no 1,‎ 6 février 2008, p. 29–60 (ISSN 0079-726X, lire en ligne, consulté le 22 mars 2017).
3. 1 2  Roger Misès, Nicole Garret-Gloanec et Yvonne Coinçon, « Classification de l'autisme et des psychoses précoces, plaidoyer pour des convergences », L'information psychiatrique, vol. me 86, no 3,‎ 15 novembre 2012, p. 223–226 (ISSN 0020-0204, lire en ligne, consulté le 7 mai 2017)
4. ↑  Pierre Delion, « Le bébé à risque autistique », Devenir, vol. 13, no 1,‎ 1er janvier 2001, p. 87–104 (ISSN 1015-8154, lire en ligne, consulté le 25 mars 2017).
5. 1 2 3  Dominique Sauvage, « Autisme, une brève histoire de la nosographie avec une archive de E. Seguin », Annales Médico-psychologiques, revue psychiatrique, vol. 170, no 7,‎ 2012, p. 510–516 (ISSN 0003-4487, DOI 10.1016/j.amp.2012.06.018, lire en ligne, consulté le 17 avril 2017).
6. ↑  Clément De Guibert et Laurence Beaud, « Différence entre autisme et « psychose infantile » : déficits d'unité vs d'identité de la situation ? », La psychiatrie de l'enfant, Paris, Presses universitaires de France, vol. 2, no 48,‎ 2005, p. 391-423 (lire en ligne).
7. 1 2  Jean Claude Maleval et Michel Grollier, « Extension du spectre de l’autisme », L'Évolution psychiatrique, vol. 80, no 4,‎ 1er octobre 2015, p. 764–781 (DOI 10.1016/j.evopsy.2014.05.011, lire en ligne, consulté le 20 janvier 2017).
8. 1 2  Marcel Herault, « La loi du 11 février 2005 a-t-elle modifié la situation des enfants ou adultes avec autisme ? », Perspectives Psy, vol. 54, no 4,‎ 19 janvier 2016, p. 374–378 (ISSN 0031-6032, lire en ligne, consulté le 20 mars 2017).
9. 1 2  Anne-Sylvie Pelloux et Boris Chaffel, « Éditorial. Le ccne se prononce sur l’autisme », Enfances&Psy, ERES, vol. n°38, no 1,‎ 27 mai 2008 (ISBN 9782749209029, ISSN 1286-5559, DOI 10.3917/ep.038.0006, résumé, lire en ligne).
10. 1 2 3  Anne-Sylvie Pelloux, « L'autisme dans tous ses états », Enfances & Psy, no 53,‎ avril 2011, p. 6-12 (DOI 10.3917/ep.053.0006, lire en ligne).
11. ↑  « Autisme chez les enfants et les adolescents : un faux consensus », Prescrire, t. 33, no 354,‎ avril 2013, p. 305 (lire en ligne).
12. 1 2 3 4  Isabelle Gravillon, « Autisme : La France peut mieux faire », L'école des parents, Érès, vol. 2, no 619,‎ 2016, p. 27-34 (ISBN 9782749251295, lire en ligne).
13. 1 2 3 4  Nathalie Poirier et Émilie Cappe, « Les dispositifs scolaires québécois et français offerts aux élèves ayant un trouble du spectre de l'autisme », Bulletin de psychologie, vol. Numéro 544, no 4,‎ 26 septembre 2016, p. 267–278 (ISSN 0007-4403, lire en ligne, consulté le 5 avril 2017).
14. ↑  Stanislas Morel, « Troubles dans les apprentissages : neurosciences cognitives et difficultés scolaires », Revue européenne des sciences sociales, vol. 54, no 1,‎ 12 mai 2016, p. 221–247 (ISSN 0048-8046, lire en ligne, consulté le 6 juin 2017).
15. ↑  Patrick Conrath (interviewer), « Pierre Delion et l'autisme », Le Journal des psychologues, no 277,‎ mai 2010, p. 8-16.
16. ↑  Christine Chaumon, « Compte rendu de lecture », Essaim, vol. 1, no 22,‎ 2009, p. 109-111 (lire en ligne).
17. 1 2  Stéfany Bonnot-Briey (entretien avec) et Jacques Constant (propos recueillis par), « On ne peut pas parler de nous sans nous... », L'Information psychiatrique, no 85,‎ 2009, p. 813-820 (DOI 10.3917/inpsy.8509.0813, lire en ligne, consulté le 24 octobre 2016).
18. ↑  Myriam Noël-Winderling, « 2. Règne et déclin de la psychanalyse », La vie de l’enfant,‎ 4 janvier 2016, p. 23–30 (lire en ligne, consulté le 26 mars 2017)
19. ↑  « Hugo Horiot, une enfance en autisme », Le Quotidien du médecin,‎ 31 octobre 2013 (lire en ligne, consulté le 26 janvier 2015).
20. ↑  Danièle Langloys, Marcel Herault, Vincent Gerhards et Delphine Piloquet, « Déclaration du collectif Autisme », L'information psychiatrique, vol. me 87, no 5,‎ 15 novembre 2012, p. 421–422 (ISSN 0020-0204, lire en ligne, consulté le 28 mars 2017).
21. 1 2 3 4  Sébastien Ponnou et Blandine Fricard, « L’autisme dans la presse spécialisée destinée aux travailleurs sociaux : évolution des discours, enjeux de pratique, de recherche et de formation », Phronesis, vol. 4, N° 3, no 3,‎ 5 avril 2017, p. 22–35 (lire en ligne, consulté le 5 avril 2017).
22. ↑  Nicolas Gauvrit, « Autisme et psychanalyse : une rhétorique d’esquive et de contradiction », Science et pseudo-sciences, Association française pour l'information scientifique,‎ 13 avril 2012 (lire en ligne, consulté le 26 mars 2017).
23. 1 2  Cécile Méadel, « Le spectre « psy » réordonné par des parents d'enfant autiste », Politix, no 73,‎ 1er janvier 2009, p. 57–82 (ISSN 0295-2319, lire en ligne, consulté le 24 mars 2017).
24. 1 2  (en) David Amaral, « Against Le Packing: A Consensus Statement », Journal of the American Academy of Child & Adolescent Psychiatry, no 50(2),‎ 2011 (lire en ligne).
25. ↑  (en) Laura Spinney, « Therapy for autistic children causes outcry in France », The Lancet, vol. 370, no 9588,‎ 25 août 2007, p. 645–646 (ISSN 0140-6736 et 1474-547X, DOI 10.1016/s0140-6736(07)61322-1, lire en ligne, consulté le 12 avril 2017).
26. ↑  Christine Philip, « Analyse d’une situation emblématique de l’autisme dans le cadre des réseaux sociaux (facebook) : l’affaire Rachel », La nouvelle revue de l’adaptation et de la scolarisation, no 75,‎ 2016 (présentation en ligne).

- [Bishop et Swendsen 2020] (en) D. V. M. Bishop et Joel Swendsen, « Psychoanalysis in the treatment of autism: why is France a cultural outlier? », BJPsych Bulletin,‎ 2020, p. 1–5 (ISSN 2056-4694 et 2056-4708, DOI 10.1192/bjb.2020.138, lire en ligne, consulté le 4 janvier 2021).

1. 1 2  Bishop et Swendsen 2020.
2. ↑  Bishop et Swendsen 2020, p. 1-2.

- (en) Richard Bates, « France's Autism Controversy and the Historical Role of Psychoanalysis in the Diagnosis and Treatment of Autistic Children », Nottingham French Studies, vol. 59, no 2,‎ 10 juin 2020, p. 221–235 (ISSN 0029-4586, DOI 10.3366/nfs.2020.0286, lire en ligne, consulté le 18 mai 2021)

1. 1 2  Bates 2020, p. 221–235.

- [JFP 2006] Journal français de psychiatrie : Autismes : controverses, perspectives, thérapeutiques, vol. n°65, t. 2, Érès, 2006, 68 p. (ISBN 9782749204178, ISSN 1260-5999, présentation en ligne)

- [NRAS 2012] « L’autisme, une grande cause scolaire », La nouvelle revue de l'adaptation et de la scolarisation, I.N.S.H.E.A., vol. 4, no 60,‎ 2012 (ISBN 9782366160093, ISSN 1957-0341, lire en ligne)

1. 1 2  Christine Philip, « Scolarisation des élèves avec autisme en France : trente ans d'histoire… », La nouvelle revue de l'adaptation et de la scolarisation, no 60,‎ 28 mars 2017, p. 45–58 (ISSN 1957-0341, lire en ligne, consulté le 28 mars 2017).
2. 1 2  Christine Philip et Ghislain Magerotte, « L'autisme, une grande cause scolaire », La nouvelle revue de l'adaptation et de la scolarisation, no 60,‎ 28 mars 2017, p. 7–10 (ISSN 1957-0341, lire en ligne, consulté le 28 mars 2017).
3. ↑  Josef Schovanec, « Réflexions sur la scolarisation des élèves autistes à partir d'une expérience », La nouvelle revue de l'adaptation et de la scolarisation, no 60,‎ 28 mars 2017, p. 11–21 (ISSN 1957-0341, lire en ligne, consulté le 28 mars 2017).
4. ↑  Danièle Langloys, « Recommandations de bonnes pratiques et enjeux de la scolarisation d'un enfant autiste », La nouvelle revue de l'adaptation et de la scolarisation, no 60,‎ 28 mars 2017, p. 23–34 (ISSN 1957-0341, lire en ligne, consulté le 28 mars 2017).

- [Demailly 2019] Lise Demailly, « Le champ houleux de l’autisme en France au début du XXIe siècle », SociologieS,‎ 27 février 2019 (ISSN 1992-2655, lire en ligne, consulté le 6 février 2020)

1. 1 2 3 4 5  Demailly 2019.
2. 1 2  Demailly 201.

- [Vallade 2015] Florence Vallade, « Autisme : l’écran des évidences éducatives », Éducation et sociétés, no 36,‎ 22 décembre 2015, p. 35–49 (ISSN 1782-1428, lire en ligne, consulté le 21 mars 2017)

1. ↑  Vallade 2015, p. 45.
2. ↑  Vallade 2015, p. 37-38.
3. 1 2 3 4  Vallade 2015, p. 38.
4. 1 2  Vallade 2015, p. 39.
5. ↑  Vallade 2015, p. 40.
6. 1 2  Vallade 2015, p. 35.
7. 1 2  Vallade 2015, p. 43.
8. ↑  Vallade 2015, p. 41.

- Vincent Flavigny, « Histoire de l'autisme de Jacques Hochmann », Revue française de psychanalyse, 2012/1 (Vol. 76), p. 211-222. DOI : 10.3917/rfp.761.0211.  [lire en ligne]

#### Sources associatives
1. 1 2 3  Éric Fombonne, « Tendances actuelles dans l’épidémiologie de l’autisme », conférence donnée pendant le congrès annuel d'Autisme France, 3 décembre 2016.
2. ↑  Olivia Cattan, « Pour faire valoir le droit des personnes autistes et faire reculer les préjugés », SOS autisme France, 2014 (consulté le 20 mars 2017).
3. 1 2  Danièle Langloys, « Du bon usage du mot autisme » [archive], sur www.autisme42.org, 5 juin 2006 (consulté le 14 mars 2017).
4. 1 2  « Autisme France : 25 ans de lutte au service des personnes autistes », sur autisme-france.fr, décembre 2014 (consulté le 26 mars 2017).
5. ↑  « Présentation du collectif », Collectif autisme (consulté le 22 mars 2017).
6. ↑  « Présentation CCNAF », Comité consultatif national d'autistes de France (consulté le 22 mars 2017).

#### Médias francophones
- L'Express

1. 1 2  « Les oubliés de la santé », L'Express, 5 juin 1997 (consulté le 15 mars 2017).
2. ↑  M'hammed Sajidi, « Le packing humaniste, ou l’ultime paradoxe du Pr Delion », L'Express, 8 juillet 2013 (consulté le 4 avril 2016).

- Le Figaro

1. ↑  AFP, « Le PS dénonce 'l'autisme' de Fillon », Le Figaro,‎ 18 août 2008 (lire en ligne, consulté le 11 mai 2017)
2. ↑  « Je suis à l'Est ! Savant et autiste : un témoignage unique », Le Figaro (consulté le 28 mars 2016).
3. ↑  Pauline Fréour, « L'éclosion à la vie d'une autiste qui s'ignorait », Le Figaro, 15 septembre 2016 (ISSN 0182-5852, consulté le 17 septembre 2016).
4. ↑  Caroline Piquet, « Ces enfants handicapés obligés de s'exiler de France pour aller à l'école », Le Figaro,‎ 7 novembre 2014 (ISSN 0182-5852, lire en ligne, consulté le 22 mars 2017).

- Le Monde

1. ↑  Nathalie Picard, « Frédérique Bonnet-Brilhault, chercheuse en l’âme », Le Monde,‎ 25 avril 2016 (lire en ligne).
2. ↑  Sandrine Cabut, « Un diurétique réduit l'isolement des autistes », Le Monde,‎ 13 décembre 2012 (ISSN 1950-6244, lire en ligne, consulté le 20 mars 2017).
3. ↑  Laurent Mottron, « Autisme : une mise en garde contre la méthode ABA », Le Monde,‎ 15 mars 2012 (ISSN 1950-6244, lire en ligne, consulté le 12 mai 2016).
4. ↑  Catherine Vincent, « « Le Mur, la psychanalyse à l'épreuve de l'autisme » à nouveau libre de diffusion », Le Monde,‎ 16 janvier 2014 (ISSN 1950-6244, lire en ligne, consulté le 15 septembre 2015).
5. ↑  Noémie Luciani, « « Dernières nouvelles du cosmos » : une Pythie dans une bouée », Le Monde,‎ 8 novembre 2016 (ISSN 1950-6244, lire en ligne, consulté le 20 mars 2017).
6. ↑  Thomas Sotinel, « « Le Goût des merveilles » : un cousin de « Rain Man » dans les vergers », Le Monde,‎ 23 décembre 2015 (ISSN 1950-6244).
7. ↑  Sandrine Cabut, « Josef Schovanec, ambassadeur hors normes », Le Monde,‎ 4 octobre 2012 (ISSN 1950-6244, lire en ligne, consulté le 28 mars 2016).
8. ↑  Franck Ramus, « Peut-il y avoir une exception française en médecine ? », Le Monde,‎ 26 septembre 2012 (ISSN 1950-6244, lire en ligne, consulté le 29 mars 2017).

- Libération

1. ↑  Hélène Suarez Labat, Les autismes et leurs évolutions: Apports des méthodes projectives, Dunod, coll. « Psycho Sup », 2015, 224 p. (ISBN 2100741667 et 9782100741663), p. 200.
2. ↑  Éric Favereau, « « L’autisme est un symptôme, ce n’est pas une maladie » », Libération,‎ 28 mars 2016 (ISSN 0335-1793, lire en ligne, consulté le 3 avril 2016).
3. ↑  Amaria Baghdadli, Stéphane Beuzon, Claude Bursztejn et Jacques Constant, « Le diagnostic précoce de l’autisme en France », dans Améliorer la qualité de vie des personnes atteintes d’autisme, Paris, Dunod, coll. « Santé Social », 2008 (ISBN 9782100510306, lire en ligne), p. 29-38.
4. ↑  Jacky Durand, « Le jeûne d'une mère pour son enfant « qui n'était qu'un cri » », Libération,‎ 29 juillet 2000 (ISSN 0335-1793, lire en ligne, consulté le 12 janvier 2017).
5. 1 2  Elsa Maudet, « Les placements abusifs d'enfants autistes, le scandale qui monte », Libération,‎ 11 août 2015 (ISSN 0335-1793, lire en ligne, consulté le 24 mars 2017).

- Autres

1. ↑  « Autisme : un texte anti-psychanalyse rejeté par l'Assemblée », Le Point,‎ 8 décembre 2016 (lire en ligne, consulté le 19 décembre 2016).
2. 1 2 3 4 5  Camille Jourdan, « Comment « autiste » est devenu le nouveau « trisomique » », Slate,‎ 13 mars 2017 (lire en ligne, consulté le 14 mars 2017).
3. ↑  Sophie Roquelle, « Non, "autiste" n'est pas une insulte, c'est un handicap ! », sur L'Opinion, 30 mars 2015 (consulté le 28 mai 2016).
4. ↑  Gilles Daniel, « "Nous ne sommes pas des autistes" : la présidente de SOS Autisme dénonce un "dérapage" de Pujadas », LCI,‎ 25 octobre 2015 (lire en ligne, consulté le 25 mars 2017).
5. ↑  Hortense de Montalivet, « Les associations d'autisme furieuses contre Vanessa Burggraf après ses propos dans "ONPC" » [archive], Le Huffington Post, 28 février 2017 (consulté le 6 mars 2017).
6. ↑  Agence France Presse, « Fillon suscite une polémique pour avoir répété qu'il "n'est pas autiste" », Sciences et avenir, 6 mars 2017 (consulté le 8 mars 2017).
7. ↑  Lise Loumé, « "Les politiques ne maîtrisent pas toujours la violence symbolique de leur langage" », Sciences et avenir, 7 mars 2017 (consulté le 8 mars 2017).
8. ↑  Christine Legrand, « Catherine Barthélémy, défricheuse de l’autisme », La Croix,‎ 3 février 2017 (ISSN 0242-6056, lire en ligne, consulté le 28 mars 2017)
9. ↑  Rezki Mammar, « Penelope Fillon engagée en faveur des personnes autistes et Asperger », Vivre FM,‎ 10 février 2017 (lire en ligne, consulté le 16 mars 2017).
10. 1 2  S. M., « Audiences TV : belle performance pour la soirée autisme de France 2 », sur Le Parisien, 31 mars 2016 (consulté le 31 mars 2016).
11. ↑  Arthur Didier, « "Shameful", la honte, le documentaire choc réalisé Alex Plank et Noah Trevino sur l'autisme en France », Vivre FM, 16 juillet 2012.
12. ↑  « « Monsieur je-sais-tout » : une belle rencontre », Le Parisien,‎ 8 mai 2018 (lire en ligne, consulté le 13 mai 2018)
13. ↑  Marie-France Bornais, « Candidat aux élections présidentielles en France », Le Journal de Québec, 11 mars 2017 (consulté le 18 mars 2017).
14. ↑  Hugo Horiot, « Autisme : la psychanalyse est "nocive" », TF1, 2 avril 2015 (consulté le 2 avril 2016).
15. ↑  « Je suis musicien autiste », France Culture,‎ 6 décembre 2016 (lire en ligne, consulté le 24 mars 2017).

### Autres références
1. 1 2  En collaboration avec Pr Catherine Barthélémy, « Dossier d'information : Autisme », Inserm, février 2013 (consulté le 20 mars 2017).
2. ↑  « Autisme : des mutations génétiques perturbent la communication entre les neurones », Inserm, 10 février 2012 (consulté le 4 avril 2017).
3. ↑  « Autisme », Institut Pasteur, 2013 (consulté le 3 avril 2016).
4. ↑  « L'autisme en 2018 : les chiffres clés - Secrétariat d'État auprès du Premier ministre chargé des Personnes handicapées », Secrétariat d'État auprès du Premier ministre chargé des Personnes handicapées,‎ 26 juin 2018 (lire en ligne, consulté le 30 octobre 2018)
5. ↑  Franck Ramus, « Lettre ouverte à la revue Prescrire » [archive], Pour la science, 9 juin 2013 (consulté le 29 mars 2017).
6. ↑  Présidence de la République, « Lancement du 4e plan autisme à l'Élysée », sur www.elysee.fr (consulté le 7 juillet 2017).
7. ↑  Véronique Simon, « Bilan et intervention précoce pour l'autisme et les troubles du neuro-développement » [archive], sur Secrétariat d'État auprès du Premier ministre chargé des Personnes handicapées, 10 janvier 2019 (consulté le 4 mars 2019).
8. ↑  Emmanuelle Dal'Secco, « Rapport Onu et handicap: la France en prend pour son grade! », sur Handicap.fr, 4 mars 2019 (consulté le 4 mars 2019).
9. ↑  « M-CHAT: Version française », mai 2015 (consulté le 22 avril 2017).
10. ↑  « autisme », Dictionnaire Larousse (consulté le 11 mars 2017).
11. ↑  RMC, « VIDÉO - « Ne plus utiliser les autistes comme une insulte »: Estelle interpelle Emmanuel Macron », sur RMC (consulté le 9 février 2019).
12. ↑  CNSA (2023) Les chiffres clé de l'aide à l'autonomie ; url= https://www.cnsa.fr/documentation/cnsa_chiffres_cles_2023-fr-02.pdf (voir p. 22).
13. ↑  Communiqué sur la 5e condamnation de la France par le Conseil de l'Europe par Autisme France.
14. ↑  Tâm Tran Huy, « Autisme : le retard français », sur publicsenat.fr, 25 mars 2016 (consulté le 11 septembre 2018).
15. ↑  Richard Bates, « La France a un problème avec l’autisme, et c'est en partie à cause de Françoise Dolto », sur Slate.fr, 19 avril 2018 (consulté le 18 mai 2021).
16. 1 2  Demailly 201.
17. ↑  Alliance Autiste, « Rapport alternatif au Comité des Droits de l’Enfant de l’ONU au sujet de la France », sur Base de données relative aux organes conventionnels de l’ONU (Haut-Commissariat aux Droits de l'Homme des Nations Unies), 25 février 2015 (consulté le 4 septembre 2020).
18. ↑  Associations Alliance Autiste et CLE Autistes, « Questions d’associations d’autistes pour l’Etat français au sujet de l’application de la Convention relative aux Droits des Personnes Handicapées », sur Base de données relative aux organes conventionnels de l’ONU (Haut-Commissariat aux Droits de l'Homme des Nations Unies), 26 juillet 2019 (consulté le 4 septembre 2020).
19. ↑  Magali Pignard, « AFFA - Association Francophone de Femmes Autistes, pour donner de la visibilité aux femmes/filles autistes », sur The autist, 4 décembre 2016 (consulté le 20 mars 2019).
20. ↑  « Elle s'appelle Sabine » (présentation de l'œuvre), sur l'Internet Movie Database (consulté le 20 mars 2017).
21. 1 2  « Le Goût des merveilles - secrets de tournage », Allociné (consulté le 20 mars 2017).
22. ↑  AlloCine, « Hors Normes » (consulté le 4 avril 2020).
23. ↑  le Silence des justes et le Relais Île-de-France
24. ↑  Julie Dachez, Dans ta bulle: Les autistes ont la parole, 256 p. (ISBN 9782501129114)
25. ↑  (en) Maria Cheng, Associated Press, « French autistic kids mostly get psychotherapy », USA Today, 18 mai 2012 (consulté le 14 juin 2017).